# Portugal
Portugal (pronunciación en portugués: /puɾtuˈɣaɫ/ (escucharⓘ)), oficialmente la República  Portuguesa, es un país soberano, ubicado en el suroeste de Europa, en la península ibérica. Es uno de los veintisiete Estados soberanos que forman la Unión Europea. Su capital y ciudad más poblada es Lisboa. Limita al este y al norte con España, y al sur y al oeste con el océano Atlántico. Su territorio comprende también los archipiélagos autónomos de las Azores y Madeira, situados en el océano Atlántico Norte. Su punto más alto, la Montaña del Pico, alcanza los 2351 metros sobre el nivel del mar.
El nombre de Portugal probablemente derive del antiguo nombre de Oporto, del latín «Portus-Galliae» puerto de Galia, debido a que las naves romanas, en sus viajes hacia la Galia, frecuentaban este puerto o, más probablemente, de «Portus Cale» topónimo atestiguado en la Chronica, del historiador del siglo V Hidacio, por un amarradero existente en un lugar fortificado llamado «Cale».
Portugal ha sido un testigo histórico de un flujo constante de diferentes civilizaciones desde hace 3100 años, tartesios, celtas, lusitanos, fenicios, cartagineses, griegos, romanos, germanos (suevos y visigodos), musulmanes, judíos entre otros pueblos han dejado huella en la cultura, historia, lengua y etnia. Durante los siglos XV y XVI, Portugal fue una potencia económica, social y cultural mundial, así como un imperio que se extendía desde Brasil hasta las Indias Orientales. Posteriormente, sobre todo tras las guerras napoleónicas y la independencia de Brasil entre finales del siglo XVIII y principios del XIX, Portugal empezó a vivir periodos convulsos. Con la Revolución de 1910, terminó la monarquía, después de haber tenido, de 1139 a 1910, 34 monarcas. El país vivió bajo una dictadura entre 1933 y 1974, cuando cayó tras una revuelta conocida como la Revolución de los Claveles. En 1986 ingresó en la Unión Europea y, desde 2001, forma parte de la eurozona.
Es un país desarrollado, con un índice de desarrollo humano (IDH) considerado como «muy alto», y con una alta tasa de alfabetización. El país está clasificado como el 19.º con mejor calidad de vida, tiene uno de los mejores servicios sanitarios del planeta y es considerado una nación globalizada y pacífica. Asimismo, es el 18.º destino turístico mundial en volumen de visitantes. Culturalmente pertenece a la Europa Latina; es miembro de la ONU, la Unión Europea (incluyendo la eurozona y el espacio Schengen), la OTAN, la OCDE y la CPLP, entre otros. También participa en las fuerzas de paz de las Naciones Unidas.

## Etimología

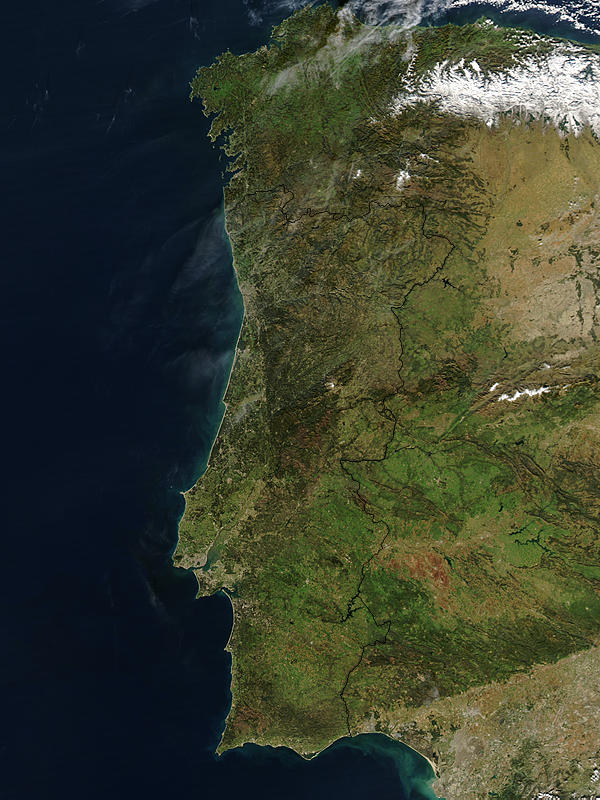
Imagen de satélite del territorio continental de Portugal y parte del norte y oeste de España.

Cale, la actual ciudad de Vila Nova de Gaia, ya era conocida como Portucale desde los tiempos de los godos y de los suevos. En el s. V d. C., durante la invasión de los suevos, Idácio de Chaves ya escribe sobre un lugar llamado Portucale, a donde huyó Requiario; sin embargo, en ese momento no era más que el nombre de una población en las cercanías de Oporto:

Rechiarius ad locum qui Portucale appellatur, profugus regi Theudorico captivus adducitur: quo in custodiam redacto, ceteris qui de priore certamine superfuerant, tradentibus se Suevis, aliquantis nihilominus interfectis, regnum destructum et finitum est Suevorum
Requiario, que huyó al lugar al que llaman Portucale, fue llevado no como prisionero al rey Teodorico. Fue puesto bajo custodia mientras que el resto de los suevos supervivientes a la anterior batalla se habían rendido -aunque algunos habían muerto; así fue como se destruyó el reino de los suevos.

No fue hasta el siglo IX cuando la denominación portucalense y derivados comenzó a ser usada para designar al territorio del actual norte de Portugal, desembocando en la creación del Condado Portucalense.
En un escrito del año 841, aparece por primera vez la mención de la provincia «portucalense». Lo firma Alfonso II de Asturias que ampliaba la jurisdicción espiritual del obispo de Lugo y dice:

Totius galleciae, seu Portugalensi Provintiae summun suscipiat Praesulatum.
Que tome el gobierno supremo de toda Galicia, o provincia de Portugal.

El Condado Portucalense o condado de Portugal se mantuvo como parte integrante del reino de Asturias y más tarde de los de Galicia y León hasta que en 1139 Alfonso I de Portugal se proclamó rey, pasando de condado a reino de Portugal. En los siglos venideros el reino se expandió hacia el sur por las tierras de la antigua Lusitania.
No obstante, hay estudiosos que afirman que el nombre «Portugal» proviene de «Portogatelo», nombre dado por un jefe proveniente de Grecia llamado Catelo que desembarcó y se estableció cerca de la actual Oporto. La primera vez que el nombre de Portugal apareció como elemento de raíz heráldica fue en una carta de donación de la iglesia de São Bartolomeu de Campelo por Alfonso I de Portugal en 1129.

## Historia

### Primeros pobladores

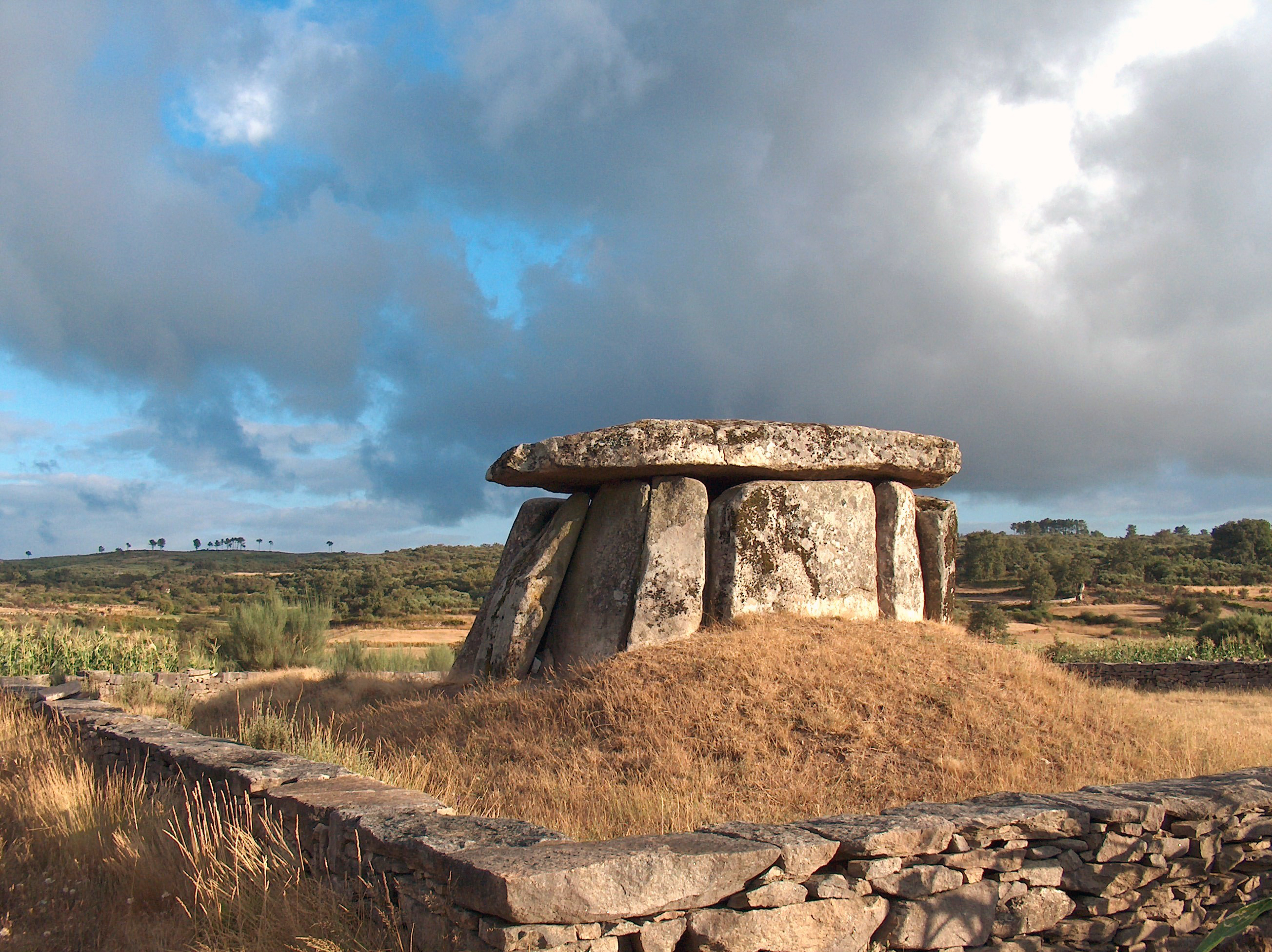
Dolmen de Pendilhe. 2900 - 2640 a. C.

La prehistoria del actual territorio de Portugal está ligada a la del resto de la península ibérica. Hacia el año 10 000 a. C. los íberos comenzaron a poblar el interior de las tierras de la península a la que darían nombre. Entre el 4000 a. C. y el 2000 a. C., Portugal y Galicia vieron cómo se desarrollaba una cultura megalítica original, con respecto al resto de la península, caracterizada por su arquitectura funeraria, sus rituales propios y por la práctica de la inhumación colectiva. Aún se pueden encontrar monumentos de entonces, sobre todo en el Alentejo: el crómlech de los Almendros, cerca de Évora, los del valle Maria do Meio o de Portela de Mogos, así como el dolmen de Zambujeiro.
En la Edad del Bronce hubo unos primeros contactos marítimos entre el litoral atlántico y el de las islas británicas, mientras que el sur de la península empezaba sus relaciones comerciales con el Mediterráneo: griegos y fenicios, provenientes del actual Líbano, así como sus descendientes, los cartagineses. Esto trajo consigo la instalación de los primeros puestos comerciales semipermanentes. El motor de este comercio era la riqueza de la península en metales (oro, plata, hierro y estaño) así como el salado de pescado atlántico, que gozaba de gran reputación en el Mediterráneo. Los fenicios fueron, precisamente, los que fundaron Lisboa alrededor del año 1000 a. C. La leyenda dice que fue Ulises quien le dio nombre.

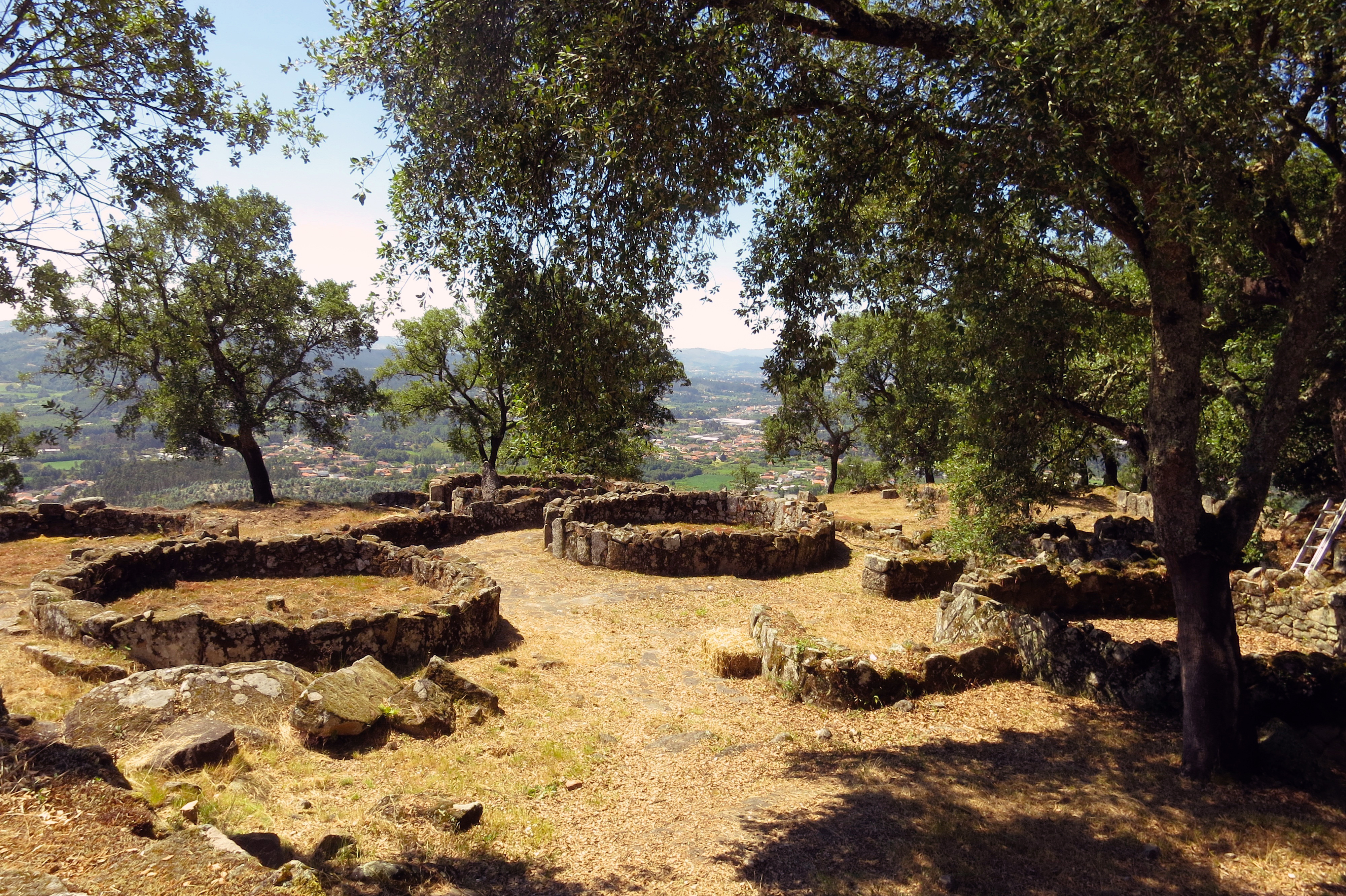
Citânia de Briteiros, en la provincia de Minho, es el sitio de la cultura la Edad de Hierro y Castro mejor conservados de Portugal.

Durante la Edad del Hierro, un pueblo indoeuropeo se estableció por toda la región: los celtas. Estos ocuparon todo el territorio hoy conocido como Portugal, vivieron en pequeños núcleos de población aislados que se encontraban en los puntos altos con casas circulares o castros y practicaron la agricultura y la ganadería. Con su dominio del hierro los trabajos de la tierra fueron más eficaces, las cosechas aumentaron y mejoraron las condiciones de vida y la demografía.

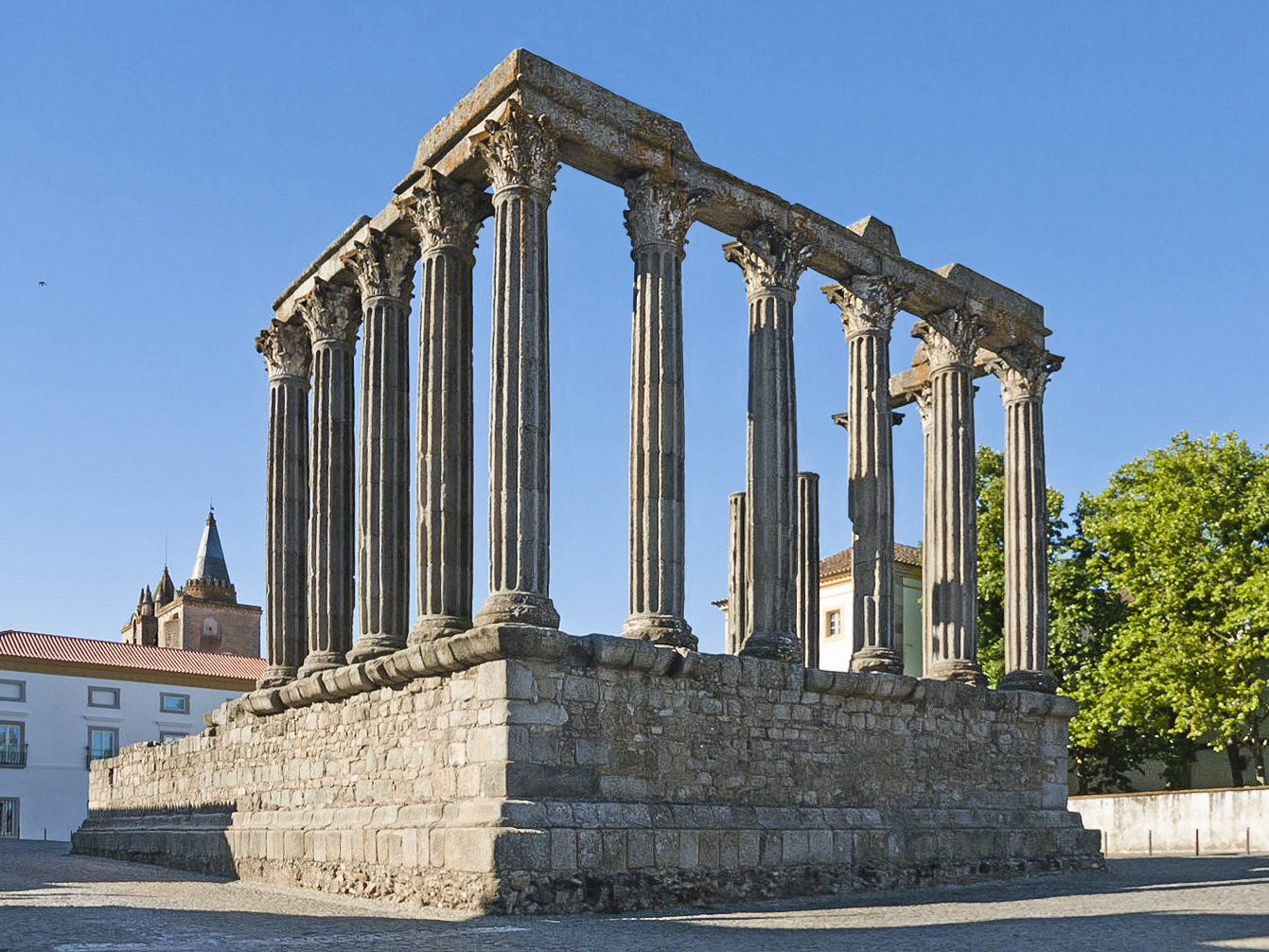
El templo romano de Diana, en Évora.

Los cartagineses llegaron a la península ibérica el s. III a. C. atraídos por sus recursos mineros, pesqueros y por la reputación de los guerreros íberos. Ocuparon el sur de Portugal y, aliados con los lusitanos de origen celta, formaron la primera resistencia a la invasión romana de la península. No obstante, tras las guerras púnicas los cartagineses fueron derrotados y los romanos incorporaron la región a su imperio como Hispania, a partir de 45 a. C. Tras la disolución del imperio romano en el s. V d. C. Lusitania fue invadida por pueblos como los suevos, los vándalos, los alanos, los burios y los visigodos hasta que, finalmente, fue conquistada por los árabes. En 868, durante la Reconquista, se formó el condado Portucalense, vasallo del reino de Asturias, y que fue incorporado al Reino de Galicia en 1071. El condado entró a formar parte del Reino de León en el año 1097, y los condes de Portugal se establecieron como gobernantes independientes del reino en el siglo XII, después de la batalla de São Mamede.

### Formación y consolidación del reino

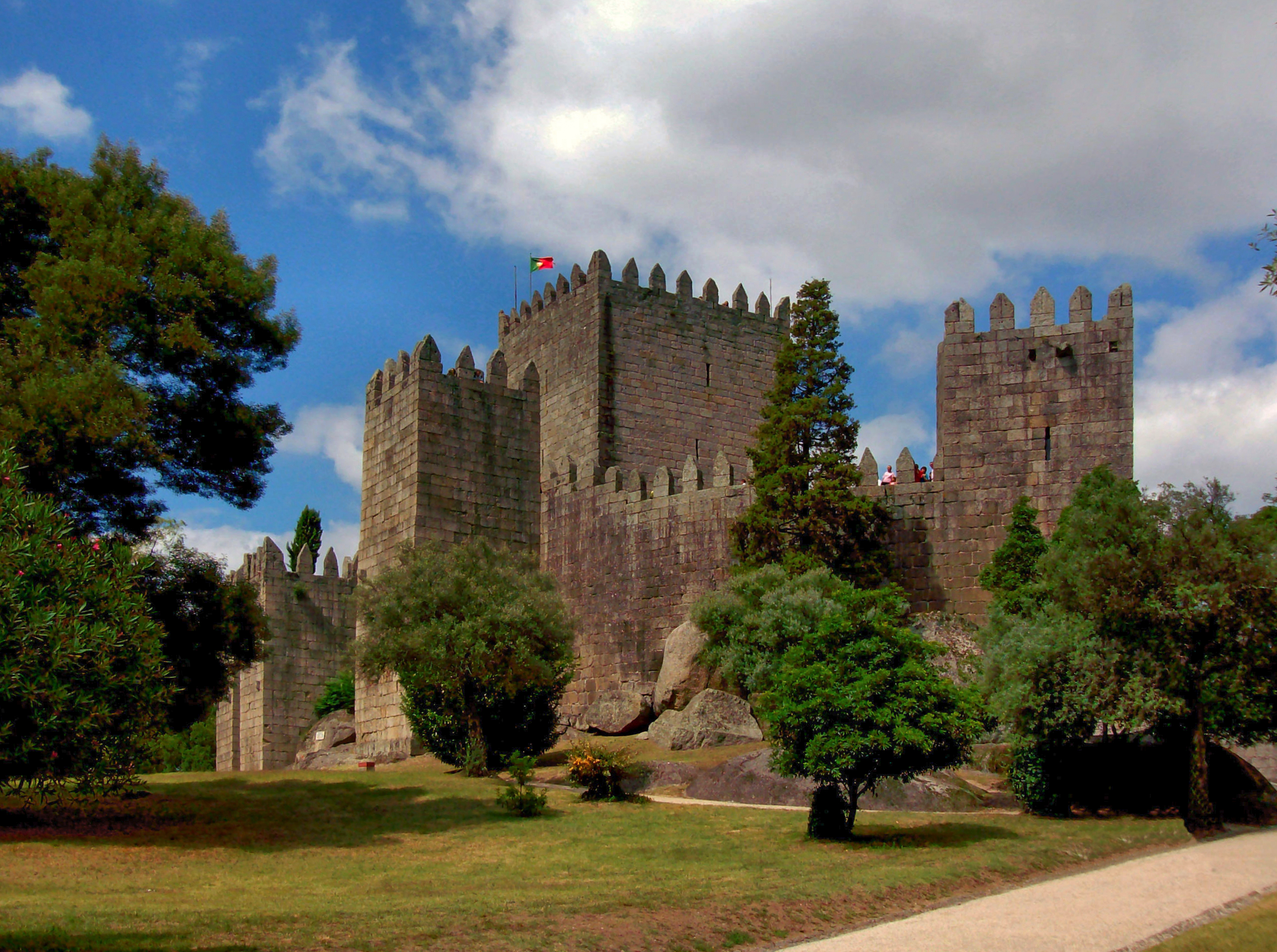
Castillo de Guimarães.

Guimarães es considerado la cuna de Portugal pues allí fue donde nació y se bautizó el primer rey portugués, Alfonso Enríquez.
Mucho antes de que Portugal lograra su independencia hubo algunos intentos para alcanzar una mayor autonomía, e incluso la independencia, por parte de los condes que gobernaban las tierras del condado de Galicia y de Portucale. Con la idea de acabar con este clima independentista de la nobleza local en relación con el dominio leonés, el rey Alfonso VI de León entregó el gobierno del condado de Galicia, que en aquel momento incluía las llamadas «tierras de Portucale», al conde Raimundo de Borgoña. Tras muchos fracasos militares de Raimundo contra los árabes, Alfonso VI decidió dar en 1096 al primo de este, el conde Enrique de Borgoña, el gobierno de las tierras más al sur del condado de Galicia fundándose así el condado Portucalense. Con el gobierno del conde Enrique de Borgoña, el condado conoció no solo una política militar más eficaz en la lucha contra los árabes, sino también una política independentista más activa.
Tras su muerte y la llegada al poder de su hijo Alfonso Enríquez, Portugal consiguió la independencia con la firma en 1143 del tratado de Zamora y reconocida por el papa Alejandro III en la bula Manifestis Probatum en 1179. Posteriormente, conquistó localidades importantes como Santarém, Lisboa, Palmela y Évora. Una vez acabada la Reconquista portuguesa en 1249, la independencia del nuevo reino fue puesta en entredicho varias veces por el reino de Castilla. En una de estas situaciones de conflicto con el reino de Castilla, el rey Dionisio I de Portugal firmó junto al rey Fernando IV de Castilla (que era representado, al ser menor de edad, por su madre la reina María de Molina) el Tratado de Alcañices, en el cual se estipulaba que Portugal suprimía los tratados acordados en contra del reino de Castilla por el apoyo al infante Juan de Castilla. En este tratado se establecía entre otras cosas la delimitación fronteriza entre los entonces reinos de Portugal y de León, en la que se incluía la cuestionada localidad de Olivenza. La primera fue debida a la crisis sucesoria abierta tras la muerte de Fernando I de Portugal, que acabó con la victoria portuguesa en Aljubarrota en 1385.

### La Era de los Descubrimientos y la dinastía felipina

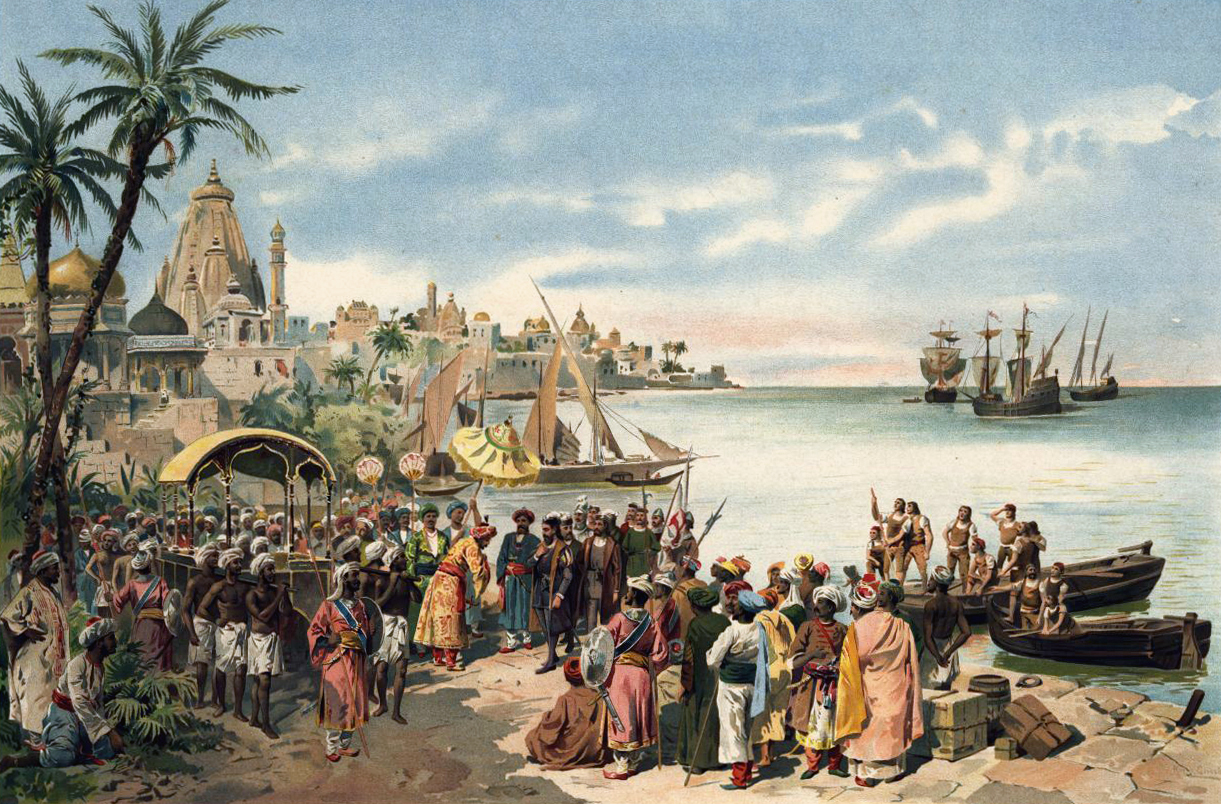
El portugués Vasco da Gama llegó a Calicut, India, el 20 de mayo de 1498.

Con el final de la guerra, Portugal inició un proceso de exploración y expansión conocido como «Era de los Descubrimientos», cuyas figuras destacadas fueron el infante Enrique el Navegante y el rey Juan II. Tras la conquista de Ceuta en 1415 y el paso del cabo Bojador por Gil Eanes, la exploración de la costa africana continuó hasta que Bartolomé Díaz comprobó en 1488 la comunicación entre los océanos Índico y Atlántico al doblar el cabo de Buena Esperanza. En poco tiempo los portugueses descubrieron rutas y tierras en Norteamérica, Sudamérica y Oriente, en su mayoría durante el reinado de Manuel I, el Aventurero. La expansión hacia Oriente, sobre todo gracias a las conquistas de Afonso de Albuquerque, concentró casi todos los esfuerzos de los portugueses, aunque en 1530 Juan III inició la colonización de Brasil. Las riquezas allí encontradas hicieron que los portugueses se centraran en el Nuevo Mundo, con la consiguiente pérdida de otras plazas en el Índico, como Ormuz, frente a otras potencias europeas.

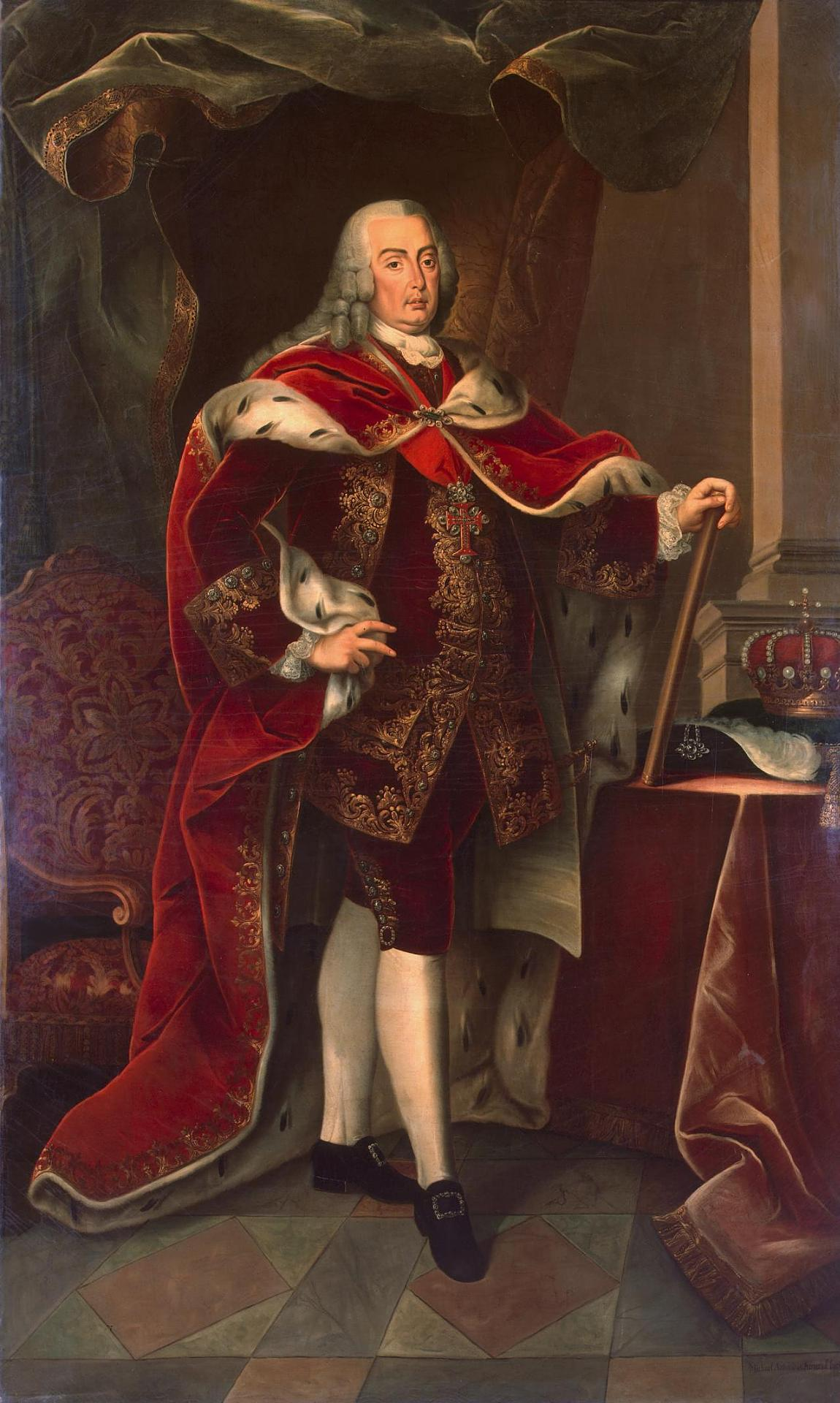
Rey José I de Portugal.

El país tuvo su «siglo de oro» durante esta época. Sin embargo, en la batalla de Alcazarquivir contra Marruecos, en 1578, murieron el joven rey Sebastián y parte de la nobleza portuguesa. Subió al trono el rey cardenal Enrique, que murió dos años después, con lo que se abrió la crisis sucesoria de 1580, que se resolvió con la llamada unión ibérica entre Portugal y España, durante la cual los dos reinos tuvieron coronas separadas pero gobernadas por el mismo rey. Felipe II de España fue el primero de tres reyes españoles. Privado de una política exterior independiente y envuelto en una guerra junto con España contra los Países Bajos, el país sufrió grandes reveses en su imperio y perdió el monopolio del comercio en el Índico.

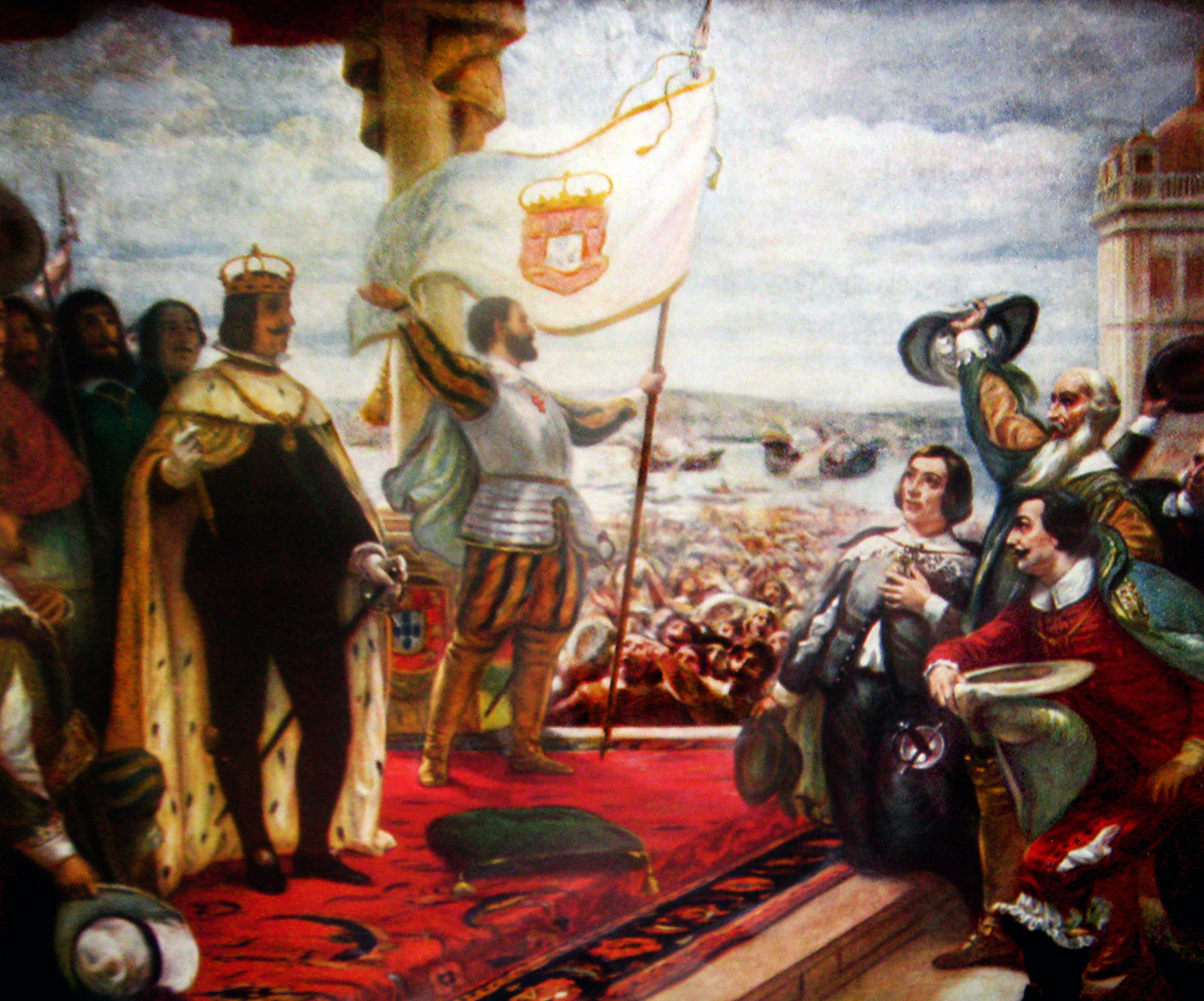
Aclamación de Juan IV.

La unión con España acabó el 1 de diciembre de 1640. La nobleza nacional, tras haber vencido a la guardia real en un repentino golpe de Estado, depuso a la duquesa gobernadora y virreina de Portugal Margarita de Saboya y coronó a Juan IV como rey de Portugal. Se inició así la Guerra de Restauración portuguesa, que se prolongó hasta 1668, año en que se firmó el tratado de Lisboa, por el cual el rey español Carlos II reconoció la independencia de Portugal.

### Restauración, absolutismo y liberalismo
El final del siglo XVII y la primera mitad del siglo XVIII fueron testigos del florecimiento de la minería en Brasil: el descubrimiento de oro y piedras preciosas convirtió a la corte de Juan V en una de las más opulentas de Europa. Estas riquezas sirvieron para pagar productos importados, en su mayoría de Inglaterra, ya que no existía industria textil en el reino y las telas eran importadas de las islas británicas. El comercio exterior se basaba en la industria del vino y los esfuerzos para invertir la situación con grandes reformas mercantiles del marqués de Pombal, ministro entre 1750 y 1777, impulsaron el desarrollo económico durante el reinado de José I. Fue durante este reinado cuando un terremoto devastó Lisboa y el Algarve, el 1 de noviembre de 1755.
Para no romper la alianza con Inglaterra, Portugal rechazó unirse al bloqueo continental, por lo que fue invadida por los ejércitos napoleónicos en 1807. La corte de la familia real se refugió en Brasil y la capital se trasladó a Río de Janeiro hasta 1821. Ese año, Juan VI, desde 1816 rey del Reino Unido de Portugal, Brasil y Algarve, regresó a Lisboa para jurar la primera constitución portuguesa. Al año siguiente, su hijo Pedro fue proclamado emperador de Brasil y declaró su independencia con respecto a la metrópolis.
Durante el resto del siglo XIX Portugal vivió períodos de enorme perturbación política y social, como la guerra civil y las repetidas revueltas y pronunciamientos militares como la revolución de Septiembre, la de Maria da Fonte, la de Patuleia, etc. Gracias al Acto Adicional a la Carta Constitucional de 1852 fue posible un periodo de paz interna así como el inicio de las políticas de obras públicas lideradas por Fontes Pereira de Melo. A finales del siglo XIX las ambiciones imperiales portuguesas chocaron con las inglesas, lo que provocó el ultimátum británico de 1890. La cesión a las exigencias británicas y los crecientes problemas económicos causaron a la monarquía un descrédito creciente, que culminó con los asesinatos de Carlos I y el príncipe heredero Luis Felipe el 1 de febrero de 1908. La monarquía se mantuvo en el poder durante dos años más, encabezada por Manuel II, pero fue abolida el 5 de octubre de 1910, instaurándose una república.

### República, Estado Nuevo y democracia

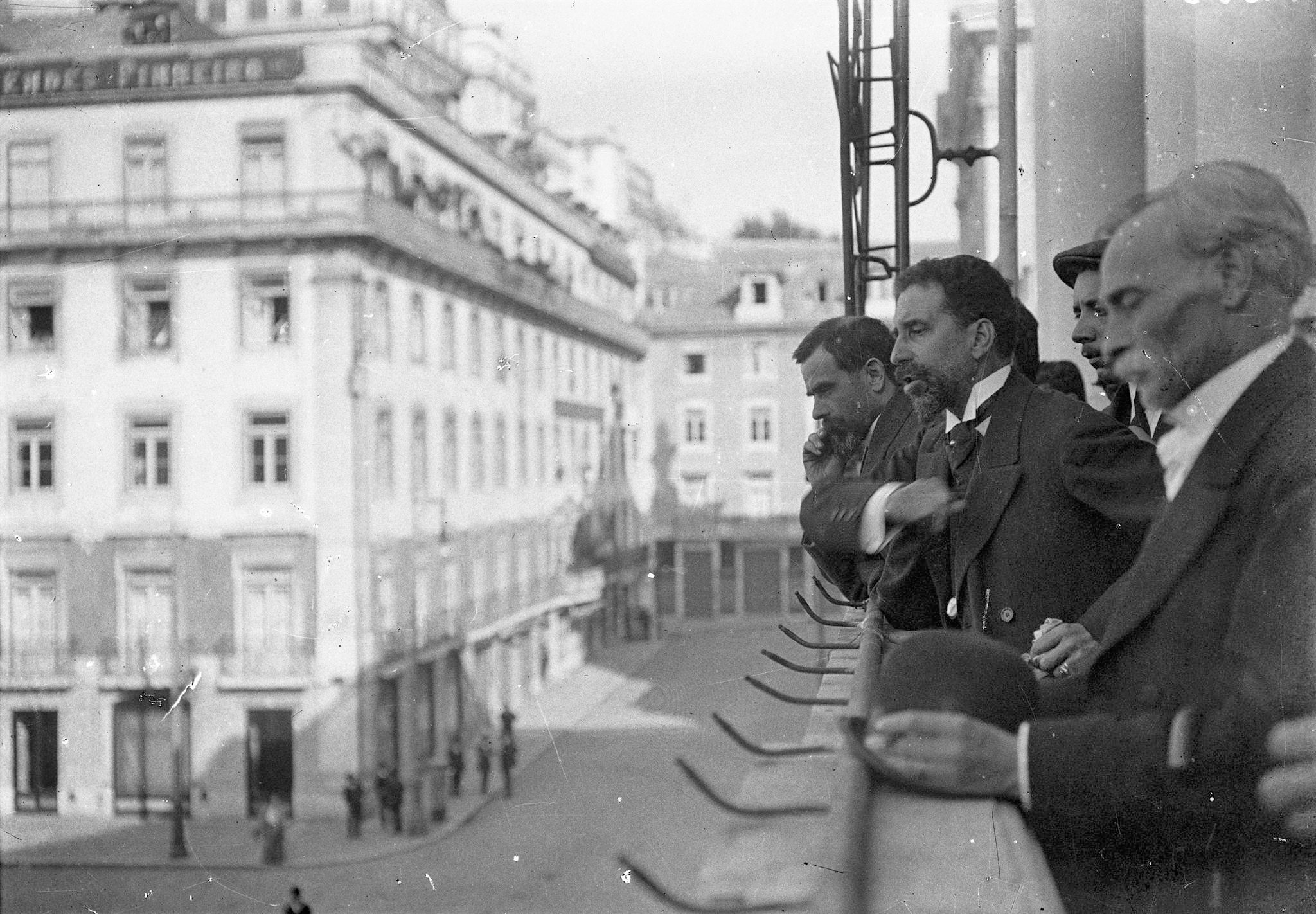
Proclamación de la Primera República Portuguesa.

El rey salió hacia el exilio en Inglaterra tras la instauración de la república. Después de varios años de inestabilidad política, con luchas de trabajadores, tumultos, levantamientos, homicidios políticos y crisis financieras, problemas agravados por la participación portuguesa en la Primera Guerra Mundial, el ejército tomó el poder en 1926. Dos años más tarde, el régimen militar nombró ministro de Finanzas a António de Oliveira Salazar, profesor de la universidad de Coímbra, que en 1932 se convirtió en presidente del consejo de ministros.
Salazar restauró las finanzas e instituyó el Estado Novo, régimen autoritario de corporativismo de Estado con un partido único y sindicatos estatales, además de una afinidad fascista bien marcada, al menos hasta 1945, cuando tras la victoria de los Aliados en la Segunda Guerra Mundial, Salazar sufrió presiones para transformar Portugal en una democracia. En 1968, apartado del poder por una enfermedad, fue sucedido por Marcelo Caetano.
El rechazo del régimen a la descolonización de las provincias ultramarinas supuso el inicio de la guerra colonial primero en Angola (1961), y poco después en Guinea-Bisáu (1963) y Mozambique (1964). A pesar de las críticas de algunos de los oficiales del ejército más veteranos, entre los cuales se encontraba el general António de Spinola, el gobierno se mantuvo firme en su decisión de continuar con esta política. Este último publicó un libro, Portugal y el futuro, en el que afirmaba que la guerra colonial era insostenible, por lo cual fue destituido. Este hecho aumentó el malestar entre los oficiales más jóvenes del ejército, que el 25 de abril de 1974 dieron un golpe de Estado, conocido como la Revolución de los Claveles.
A esta revolución le siguió un periodo de enfrentamientos políticos muy encendidos entre las fuerzas sociales y políticas, llamado Proceso Revolucionario en Curso, que tuvo su punto álgido en el llamado verano caliente de 1975, durante el cual el país estuvo a punto de caer en un nuevo periodo de dictadura, esta vez de orientación comunista. En este periodo, Portugal reconoció la independencia de todas sus antiguas colonias de África.

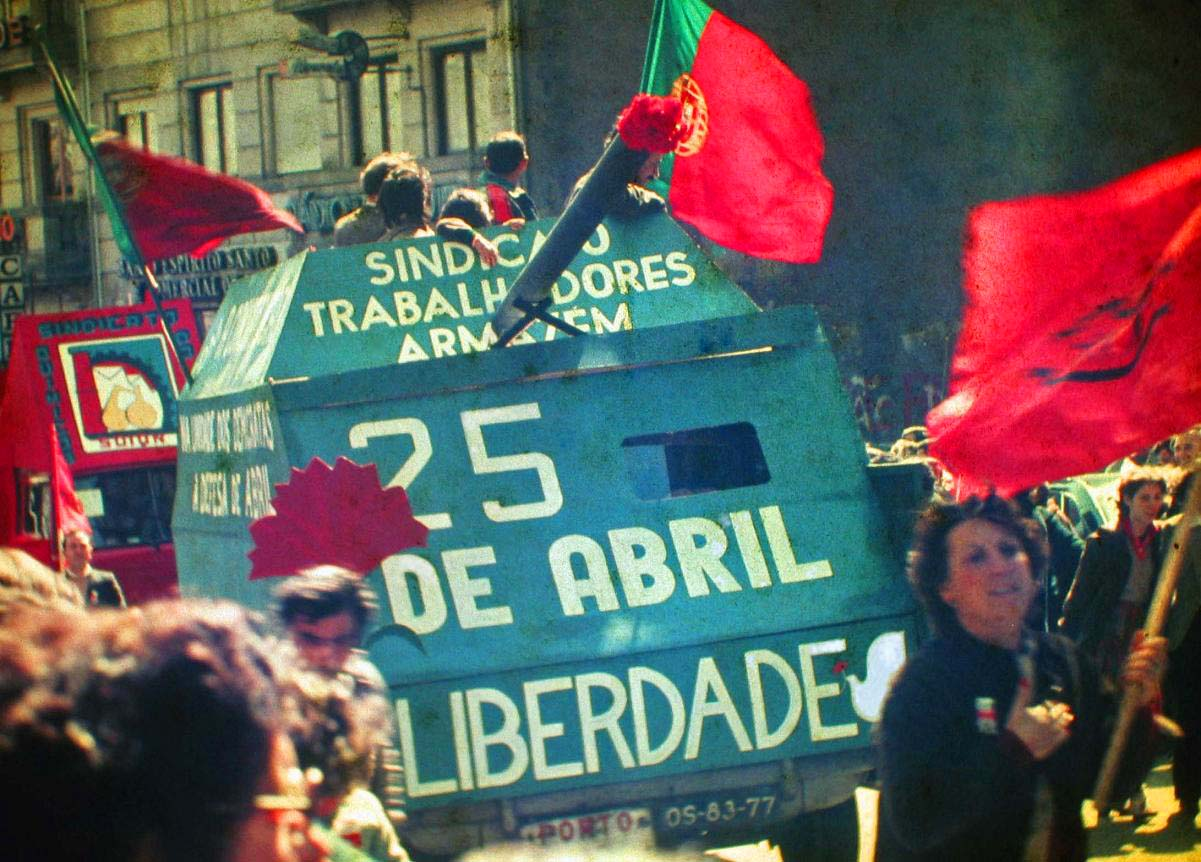
Manifestación en Oporto el 25 de abril de 1983 para conmemorar la Revolución de los Claveles, sucedida tal día de 1974.

El 25 de noviembre de 1975 los paracaidistas y la policía militar de la Región Militar de Lisboa, aliados con diversos sectores de la izquierda radical, llevaron a cabo una tentativa de golpe de Estado sin un liderazgo claro. El grupo de los Nueve reaccionó poniendo en práctica un plan militar de respuesta, liderado por António Ramalho Eanes, que resultó un éxito. Al año siguiente se consolidó la democracia y el propio Ramalho Eanes fue nombrado presidente, el primero elegido por sufragio universal. Se aprobó una constitución democrática y se establecieron los poderes políticos locales —las autarquías— y los gobiernos autónomos regionales de Azores y Madeira.
Entre las décadas de 1940 y 1960, Portugal fue miembro cofundador de la OTAN (1949), la OCDE (1961) y la EFTA (1960), de la que se salió en 1986 para adherirse a la entonces CEE. En 1999, Portugal se adhirió a la eurozona y ese mismo año entregó la soberanía de Macao a la República Popular China. Desde su adhesión a la UE, el país ha presidido el Consejo Europeo tres veces, la última en 2007 cuando presidió la ceremonia de la firma del tratado de Lisboa.

## Gobierno y política

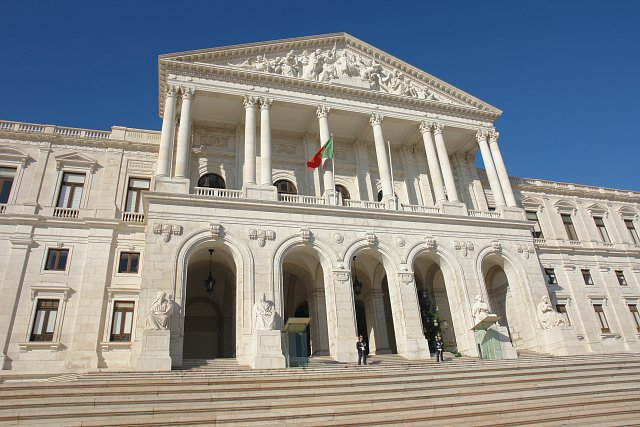
Fachada del palacio de São Bento, sede de la Asamblea de la República.

En Portugal la ley principal es la constitución, que data del año 1976 y que regula todas las demás. El resto de leyes relevantes del estado luso son el Código Civil (1966), el Código Penal (1982), el Código de Comercio (1888), el Código de Proceso Civil (1961), el Código de Proceso Penal y el Código del Trabajo. Todos estos códigos han sido revisados desde que se publicaron originalmente.
Existen cuatro órganos de soberanía que son el presidente de la república, la Asamblea de la República, el gobierno y los tribunales. El país tiene un régimen semipresidencialista, que en las sucesivas reformas constitucionales ha ido reduciendo el poder del presidente de la República.
El presidente de la República es el jefe de Estado, elegido por sufragio universal para un mandato de cinco años. Ejerce una triple función: controla la actividad del gobierno, es comandante supremo de las fuerzas armadas y representa formalmente el estado portugués en el exterior. Reside oficialmente en el palacio de Belém, en Lisboa.
La Asamblea de la República, que se reúne en el palacio de São Bento en Lisboa, se elige para un mandato de cuatro años. Está compuesta por doscientos treinta diputados, pero puede variar entre ciento ochenta y doscientos treinta. El país está dividido en veintidós circunscripciones electorales y los diputados son elegidos mediante un sistema de representación proporcional. El presidente de la República es el encargado de disolver el parlamento, convocar nuevas elecciones.
El gobierno está dirigido por el primer ministro, que ha sido siempre el líder del partido más votado en cada elección legislativa y es designado por el presidente de la República para formar gobierno. El primer ministro nombra también a los restantes ministros y vive en la residencia oficial del primer ministro, cerca del palacio de São Bento en Lisboa.
Los tribunales administran la justicia en nombre del pueblo, defienden los derechos e intereses de los ciudadanos, impiden la violación de la legalidad democrática y dirimen los conflictos de interés que pueden existir entre las diferentes instituciones. La constitución portuguesa establece los siguientes tribunales: el Tribunal Constitucional, el Supremo Tribunal de Justicia y los tribunales judiciales de primera instancia (Tribunales de Comarca) y de segunda instancia («Tribunal de Relación»); el Supremo Tribunal Administrativo y los tribunales administrativos y fiscales de primera y segunda instancia (Tribunales Centrales Administrativos) así como el Tribunal de Cuentas.
Desde 1975, el panorama político portugués ha estado dominado por dos partidos: el Partido Socialista (PS) y el Partido Social Demócrata (PSD). Estos partidos gobiernan la mayor parte de los municipios desde la instauración de la democracia. No obstante, partidos como el Partido Comunista Portugués (PCP), que dirige algunos municipios y tiene gran influencia en el movimiento sindical, o el Centro Democrático Social-Partido Popular (CDS-PP), que ha gobernado el país coaligado tanto con el PS como con el PSD, también detienen cierta importancia. Además de estos, tienen representación parlamentaria el Bloco de Esquerda (BE) y el Partido Ecologista «Los Verdes» (PEV).
Las últimas elecciones legislativas se celebraron el 4 de octubre de 2015. La participación fue del 55.86 % y los resultados fueron los siguientes:
- PàF - Coalición PSD / CDS-PP, 36.86 % (102 diputados, incluyendo ochenta y cuatro diputados de PSD y dieciocho de CDS-PP).
- Partido Social Demócrata (fuera de la coalición PàF solo en Azores y Madeira), 1.50 % y ochenta y nueve diputados (incluyendo cinco en Madeira y Azores).
- Partido Socialista, 32.31 % y ochenta y seis diputados (con el apoyo parlamentario del BE y PCP-PEV).
- Bloque de Izquierda, 10.19 % y diecinueve diputados.
- Centro Democrático Social-Partido Popular (fuera de la coalición PàF solo en Azores y Madeira), 0.14 % y dieciocho diputados.
- Coalición Democrática Unitaria (Partido Comunista Portugués-Partido Ecologista-Los Verdes), 8.25 % y diecisiete diputados.
- Personas-Animales-Naturaleza, 1.39  % y un diputado.

### Relaciones exteriores

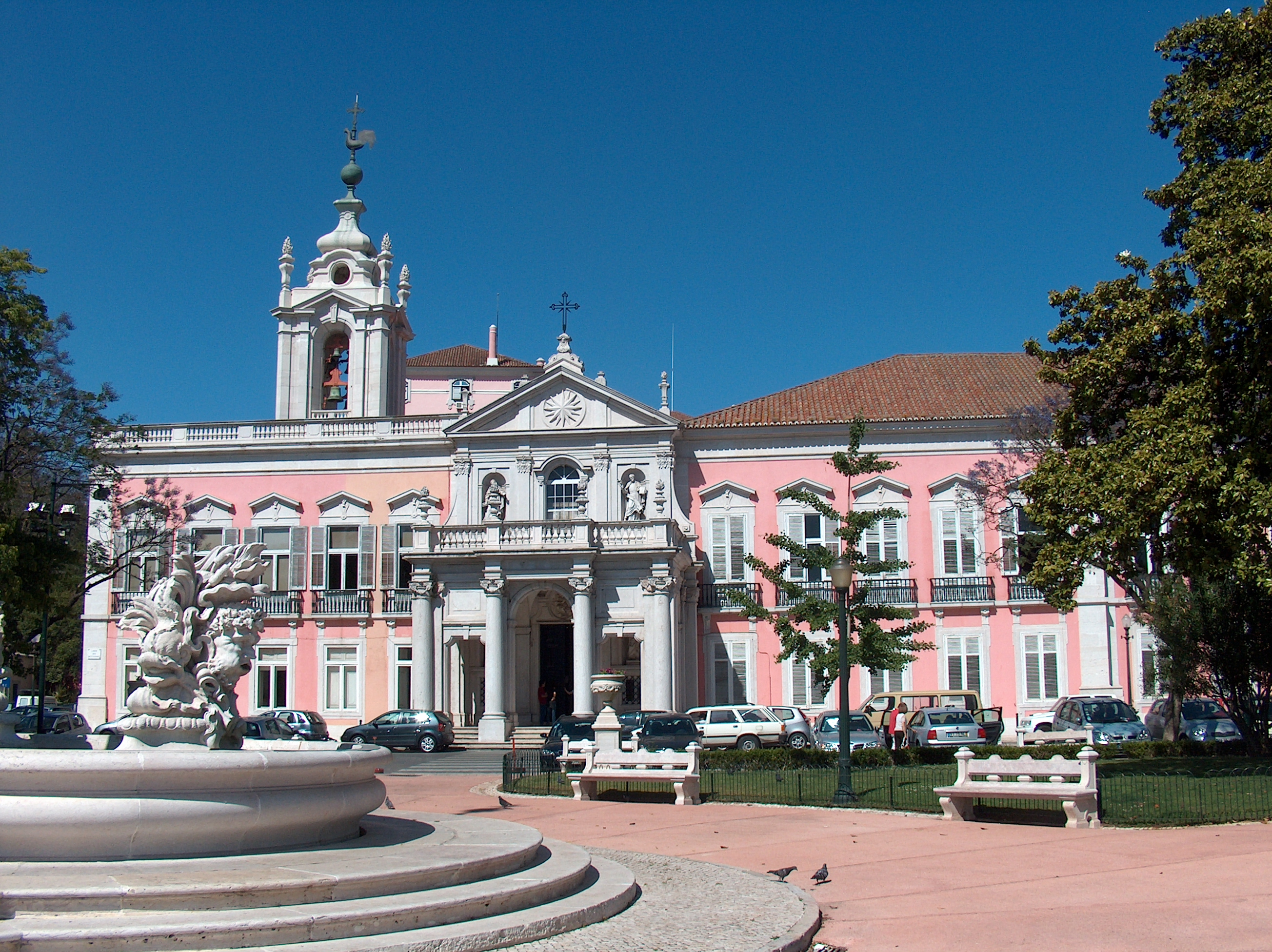
Palacio de las Necesidades, sede del Ministerio de Negocios Extranjeros de Portugal.

Portugal posee la alianza más antigua del mundo que aún está en vigor: la alianza anglo-portuguesa, firmada con Inglaterra en 1373. El país es, asimismo, miembro fundador de la OTAN (1949), la OCDE (1961) y la AELC (1960), que abandonó en 1986 para unirse a la Unión Europea y también es fundador de la Agencia Internacional de las Energías Renovables. En 1996 cofundó la Comunidad de Países de Lengua Portuguesa (CPLP) para mejorar sus lazos con el resto de los países donde el idioma oficial es el portugués.
Portugal es miembro de la Unión Europea desde 1986 y el 25 de junio de 1992 firmó el Acuerdo de Schengen. Ha ocupado la presidencia del Consejo Europeo en tres ocasiones (1996, 2000 y 2007). En 2007, la última vez que el país ocupó la presidencia del Consejo de Europa, se firmó el Tratado de Lisboa.
Portugal es un país activo dentro de la Organización del Tratado del Atlántico Norte (OTAN) y ha enviado tropas en misión de paz a los Balcanes. Junto con España, Portugal forma parte de la Cumbre Iberoamericana, cuyo objetivo principal es ampliar los nexos de unión entre las naciones ibéricas y las naciones iberoamericanas. También ayudó económica y militarmente a Timor Oriental, una antigua colonia, para lograr su independencia de Indonesia, apoyando a la joven nación en las negociaciones con otros países asiáticos y en las deliberaciones de las Naciones Unidas.
El único litigio internacional que Portugal mantiene es con respecto al municipio español de Olivenza, que perteneció a Portugal desde 1297 hasta 1801, año en que fue cedido a España en virtud del tratado de Badajoz, que puso fin a la guerra de las Naranjas. Portugal alegó en 1815 que le pertenecía la soberanía sobre este territorio según lo firmado en el Congreso de Viena. Asimismo, existió un litigio por las islas Salvajes aunque España ya le reconoce la soberanía pero aun así sigue habiendo problemas con respecto a las delimitaciones de las ZEE. A pesar de todo, las relaciones diplomáticas bilaterales entre los dos países ibéricos son cordiales.

### Fuerzas armadas y seguridad

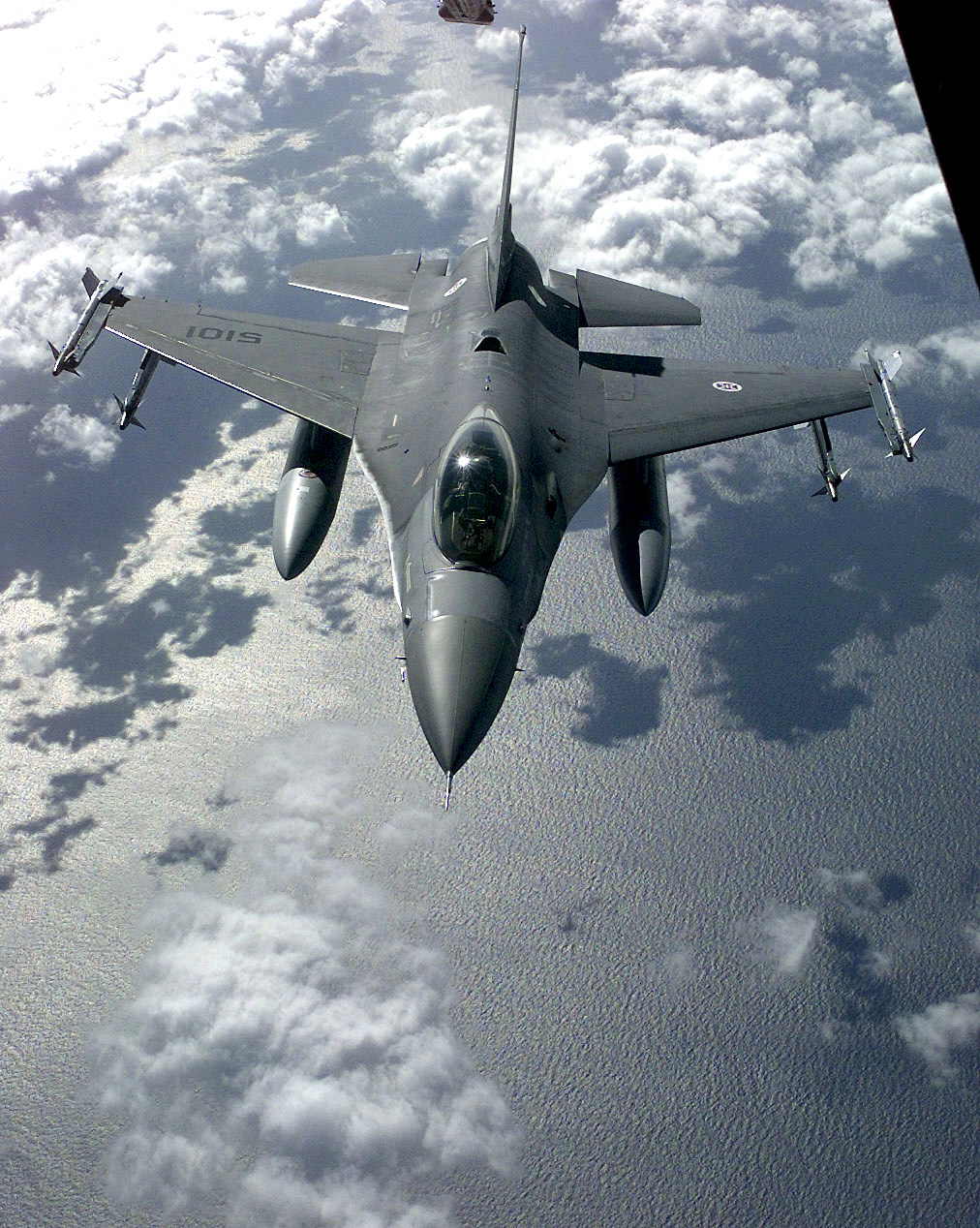
F-16 de la Fuerza Aérea Portuguesa.

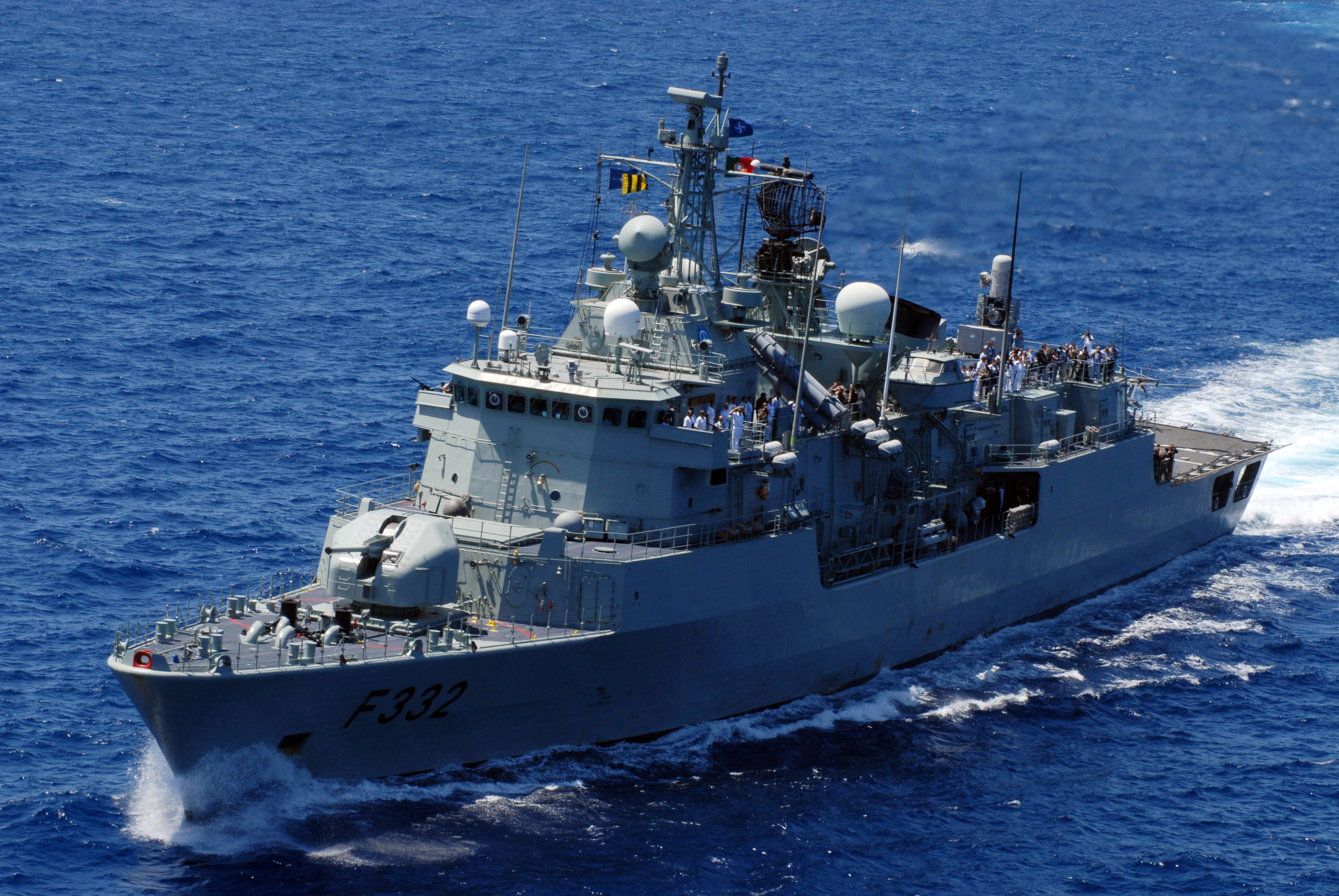
Fragata clase Vasco da Gama NRP Corte Real (F332) de la Armada portuguesa.

Las fuerzas armadas de Portugal tienen tres ramas: Ejército, Marina y Fuerza Aérea. El ejército portugués sirve principalmente como una fuerza de autodefensa, cuya misión es proteger la integridad territorial del país, prestar asistencia humanitaria y garantizar la seguridad de sus intereses en el extranjero. Desde 2004, el servicio militar no es obligatorio. Asimismo, la edad para el reclutamiento voluntario se ha fijado en dieciocho años. En 2010, el número de efectivos militares en Portugal era de cincuenta mil militares, de los cuales 7500 (15 %) eran mujeres. El presupuesto de Defensa para 2012 es de 2216 millones de euros y significó una rebaja de cerca del 4 % con respecto al año anterior.
En el siglo XX, Portugal participó en dos grandes intervenciones militares: la Primera Guerra Mundial y la guerra colonial portuguesa (1961-1974). El descontento provocado por guerra colonial fue un factor clave en la sublevación de parte del ejército el 25 de abril de 1974, la que provocó la caída de Marcelo Caetano y la consiguiente llegada de la democracia a Portugal con la aprobación de la Constitución portuguesa de 1976, aún en vigor.
En los últimos años, ha colaborado en misiones de mantenimiento de la paz en Timor Oriental, Bosnia, Kosovo, Afganistán, Irak (específicamente en Nasiriya) y en Líbano. Más recientemente, en 2011, ha participado en la Operación Atalanta cuyo objetivo es combatir la piratería marina en las costas de Somalia. Estados Unidos mantiene una presencia militar en Portugal con setecientos setenta efectivos en la base de Lajes en las islas Azores. La base emplea a 683 portugueses y es la principal fuente de trabajo de la isla de Terceira por detrás de la Administración Pública.
La seguridad de la población está a cargo de la Guarda Nacional Republicana (GNR) y de la Policía de Seguridad Pública (PSP). Además de estos cuerpos, Portugal cuenta con la Policía judicial (PJ), que es el principal órgano policial de investigación criminal del país y que fue creado para combatir el crimen organizado, el terrorismo, el tráfico de estupefacientes, la corrupción y los delitos económicos y financieros. La Policía judicial forma parte del Ministerio de Justicia y actúa bajo las órdenes del Ministerio Público.

### Derechos humanos
Es de considerar que una de las mayores asociaciones a favor de los derechos humanos en el mundo, Amnistía Internacional, tiene su origen en un hecho acaecido en Portugal. En 1961, el abogado inglés Peter Benenson empezó una campaña llamada «Appeal for Amnisty», con la publicación del artículo «The forgotten prisioners» en el periódico The Observer. Este artículo hacía mención al encarcelamiento de dos estudiantes portugueses por brindar por la libertad. Esta campaña fue el germen de la asociación, que cuenta hoy en día con más de dos millones de miembros.
El informe de 2008 de Amnistía Internacional denunció algunos casos de violencia policial sobre detenidos en Portugal. Asimismo, dejó constancia de la creación de una nueva ley de Inmigración, que otorgaba más derechos a los migrantes y ponía mayor énfasis en su lucha contra las mafias; de la creación de un nuevo plan general contra la violencia contra las mujeres (en 2006 murieron 39 mujeres a manos de sus parejas según datos del gobierno) y de la apertura de una investigación sobre presuntos vuelos de la CIA para entregas extraordinarias que hicieron escala en Portugal.
En materia de derechos humanos, respecto a la pertenencia a los siete organismos de la Carta Internacional de Derechos Humanos, que incluyen al Comité de Derechos Humanos (HRC), Portugal ha firmado o ratificado:
| Portugal | Tratados internacionales | Tratados internacionales    | Tratados internacionales | Tratados internacionales | Tratados internacionales | Tratados internacionales | Tratados internacionales    | Tratados internacionales | Tratados internacionales | Tratados internacionales | Tratados internacionales    | Tratados internacionales | Tratados internacionales | Tratados internacionales | Tratados internacionales | Tratados internacionales  | Tratados internacionales | Tratados internacionales |
| --- | ------------------------ | --------------------------- | ------------------------ | ------------------------ | ------------------------ | --- | --------------------------- | ------------------------ | ------------------------ | ------------------------ | --------------------------- | ------------------------ | ------------------------ | ------------------------ | ------------------------ | ------------------------- | ------------------------ | ------------------------ |
| Portugal | CESCR                    | CESCR                       | CCPR                     | CCPR                     | CCPR                     | CERD | CED                         | CEDAW                    | CEDAW                    | CAT                      | CAT                         | CRC                      | CRC                      | CRC                      | CRC                      | MWC                       | CRPD                     | CRPD                     |
| Portugal | CESCR                    | CESCR-OP                    | CCPR                     | CCPR-OP1                 | CCPR-OP2-DP              | CERD | CED                         | CEDAW                    | CEDAW-OP                 | CAT                      | CAT-OP                      | CRC                      | CRC-OP-AC                | CRC-OP-SC                | CRC-OP-CP                | MWC                       | CRPD                     | CRPD-OP                  |
| Pertenencia | Firmado y ratificado.    | Firmado pero no ratificado. | Firmado y ratificado.    | Firmado y ratificado.    | Firmado y ratificado.    | Portugal ha reconocido la competencia de recibir y procesar comunicaciones individuales por parte de los órganos competentes. | Firmado pero no ratificado. | Firmado y ratificado.    | Firmado y ratificado.    | Firmado y ratificado.    | Firmado pero no ratificado. | Firmado y ratificado.    | Firmado y ratificado.    | Firmado y ratificado.    | Sin información.         | Ni firmado ni ratificado. | Firmado y ratificado.    | Firmado y ratificado.    |
| Firmado y ratificado, firmado, pero no ratificado, ni firmado ni ratificado, sin información, ha accedido a firmar y ratificar el órgano en cuestión, pero también reconoce la competencia de recibir y procesar comunicaciones individuales por parte de los órganos competentes. |                          |                             |                          |                          |                          | |                             |                          |                          |                          |                             |                          |                          |                          |                          |                           |                          |                          |

### Organización territorial
Las principales divisiones administrativas de Portugal son sus 9 regiones(NUTS 2), los 18 distritos continentales y sus dos regiones autónomas (Azores y Madeira). Estos se subdividen a su vez en 308 concelhos o municipios y estos nuevamente en 4260 freguesias o parroquias, reducidas a 3091 en 2013. Los distritos son la subdivisión del país más relevante y sirven de base para diferentes divisiones administrativas como las circunscripciones electorales. Antes de 1976, los dos archipiélagos atlánticos estaban integrados también en la estructura general de los distritos portugueses, aunque con una estructura administrativa diferenciada, tal y como aparecía en el Estatuto de los Distritos Autónomos de las Islas Adyacentes, que le otorgaba unas Juntas Generales con competencias propias. Había tres distritos autónomos en las Azores (Angra do Heroísmo, Horta y Ponta Delgada) y uno en Madeira (Funchal). Después de 1976, Azores y Madeira pasaron a tener estatuto de región autónoma y dejaron de estar divididas en distritos para pasar a tener un estatuto político-administrativo y órganos de gobierno propios. Actualmente la división administrativa de Portugal es la siguiente:
A pesar de que los distritos sean la división administrativa de primer orden en Portugal, la división técnica de primer orden es otra. 
Se trata de las nueve grandes regiones gestionadas por las Comisiones de Coordinación y Desarrollo Regional (CCDR's), y que corresponden a las subdivisiones NUTS 2 para efectos estadísticos.
| Regiones NUTS 2 de Portugal | Regiones NUTS 2 de Portugal | Regiones NUTS 2 de Portugal | Regiones NUTS 2 de Portugal | Regiones NUTS 2 de Portugal                                                                                                  |
| Región                      | Capital                     | Área                        | Población                   | Mapa |
| --------------------------- | --------------------------- | --------------------------- | --------------------------- | --- |
| Norte                       | Oporto                      | 21 284                      | 3 673 861                   | Norte Madeira Península de Setúbal Centro Oeste y Valle del Tajo Gran Lisboa Azores Alentejo Algarve España Océano Atlántico |
| Centro                      | Coímbra                     | 28 200                      | 1 653 195                   | Norte Madeira Península de Setúbal Centro Oeste y Valle del Tajo Gran Lisboa Azores Alentejo Algarve España Océano Atlántico |
| Oeste y Valle del Tajo      | Santarem                    | 9 839                       | 809 905                     | Norte Madeira Península de Setúbal Centro Oeste y Valle del Tajo Gran Lisboa Azores Alentejo Algarve España Océano Atlántico |
| Gran Lisboa                 | Lisboa                      | 3 001                       | 2 870 208                   | Norte Madeira Península de Setúbal Centro Oeste y Valle del Tajo Gran Lisboa Azores Alentejo Algarve España Océano Atlántico |
| Península de Setúbal        | Setúbal                     | 1 421                       | 807 902                     | Norte Madeira Península de Setúbal Centro Oeste y Valle del Tajo Gran Lisboa Azores Alentejo Algarve España Océano Atlántico |
| Alentejo                    | Évora                       | 31 603                      | 722 465                     | Norte Madeira Península de Setúbal Centro Oeste y Valle del Tajo Gran Lisboa Azores Alentejo Algarve España Océano Atlántico |
| Algarve                     | Faro                        | 4 960                       | 484 122                     | Norte Madeira Península de Setúbal Centro Oeste y Valle del Tajo Gran Lisboa Azores Alentejo Algarve España Océano Atlántico |
| Madeira                     | Funchal                     | 801                         | 256 622                     | Norte Madeira Península de Setúbal Centro Oeste y Valle del Tajo Gran Lisboa Azores Alentejo Algarve España Océano Atlántico |
| Azores                      | Ponta Delgada               | 2 333                       | 241 025                     | Norte Madeira Península de Setúbal Centro Oeste y Valle del Tajo Gran Lisboa Azores Alentejo Algarve España Océano Atlántico |

#### Áreas urbanas
Las áreas urbanas, que pueden definirse como unidades territoriales continuas formadas por la agrupación de concelhos, son otra forma de división administrativa portuguesa que se está implantando a diferentes velocidades. Existen dos tipos de áreas urbanas:
- Grandes Áreas Metropolitanas (GAM) – área urbana compuesta por nueve o más concelhos, y con una población superior a trescientos cincuenta mil habitantes.[97]
- Comunidades Intermunicipales (CIM) – área urbana compuesta por tres o más concelhos, y con una población de entre diez mil y cien mil habitantes electores.[98]

## Geografía

Mapa topográfico y de la administración de Portugal.

Portugal está formado por un territorio continental ubicado en el suroeste de Europa que abarca 92 090 km² de superficie. El país ocupa una gran parte de la costa atlántica de la península ibérica y dos archipiélagos situados en el océano Atlántico: Madeira y Azores, con un total de 440 km² de zona marítima. Su zona continental tiene frontera con una única nación, España, al este y al norte, a lo largo de 1224 km, limitando al sur y al oeste con el océano Atlántico Norte a lo largo de 1793 km de costa.
Su territorio continental es atravesado por su río principal, el Tajo, que divide el país en dos por la mitad. En el norte, el paisaje es montañoso en las zonas del interior con planaltos intercalados que permiten el desarrollo de la agricultura. En el sur, hasta el Algarve, el relieve se caracteriza por la presencia de planicies, aunque existen algunas sierras intercaladas. Otros ríos principales son el Duero, el Miño y el Guadiana que, al igual que el Tajo, nacen en España. Entre los ríos que tienen todo su curso por territorio portugués destacan el Voga, el Sado y el más largo, el Mondego, que nace en la sierra de la Estrella. En esta sierra donde se halla la montaña más alta del Portugal continental y el segundo pico más alto de Portugal, con 1993 m s. n. m. (solo por detrás de la montaña del Pico en las Azores).
Las islas Azores se localizan en el rift medio del océano Atlántico, entre América y Europa. Algunas de las islas han tenido actividad volcánica recientemente: San Miguel (1563) y Capelinhos (1957), que aumentó el área occidental de la isla de Fayal. El Banco D. João de Castro es un gran volcán submarino ubicado entre las islas Terceira y San Miguel y está a 14 m bajo la superficie del mar. Entró en erupción en 1720 y formó una isla que permaneció sobre el agua durante varios años, y se estima que una nueva isla podría surgir en un futuro no muy lejano. Como ya se ha mencionado, el punto más alto de Portugal es la montaña del Pico en la isla del Pico, un volcán que alcanza los 2351 m de altitud.

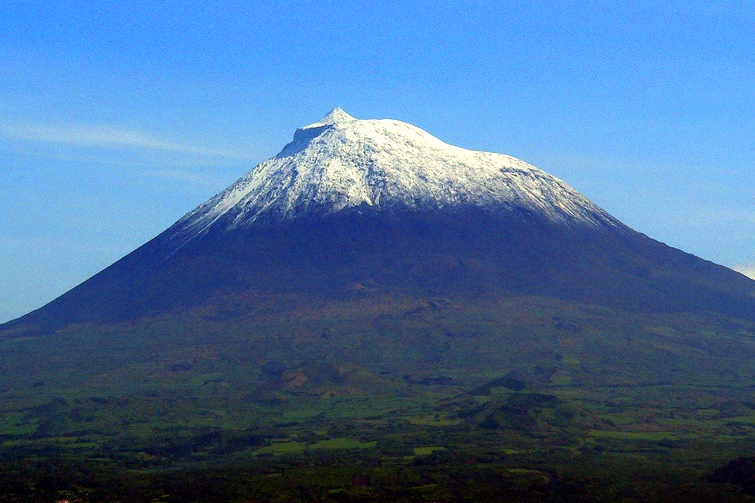
Montaña del Pico (Azores), el punto más alto de Portugal.

Las islas de Madeira, al contrario que las Azores, se sitúan en el interior de la placa africana y su formación se debe a la actividad de un punto caliente no relacionado con la tectónica de placas. Esta situación de estabilidad y la localización en el interior de la placa tectónica hace que esta sea la región de Portugal que menos terremotos sufre. La última erupción volcánica de la que queda evidencia sucedió hace alrededor de seis mil años, en la isla de Madeira donde actualmente se manifiesta un vulcanismo de forma indirecta a través de la liberación de gases volcánicos profundos y aguas calientes y gasificadas cuando se abren túneles de carretera y galerías para captar aguas en el interior de la isla principal. El punto más alto del archipiélago es el pico Ruivo con 1862 m s. n. m., que también es el tercer punto más alto del país.
La costa portuguesa es extensa: tiene 1230 km en Portugal continental, 667 km en las Azores y otros 250 km en Madeira, donde también se incluyen las islas Salvajes, islas Desertas y la isla de Porto Santo. La costa está formada por playas con multitud de acantilados y arenales. Una peculiaridad importante de la costa portuguesa es la ría de Aveiro, estuario del río Voga, cerca de la ciudad de Aveiro, con 45 km de largo y un máximo de 11 km de ancho, que es rica en peces y aves marinas. En ella existen cuatro canales, y entre estos varias islas e islotes donde los cuatro ríos se encuentran con el océano. Con la formación de cordones litorales se definió una laguna, considerada como uno de los elementos hidrográficos más relevantes de la costa portuguesa. Portugal, a su vez, posee una de las mayores Zonas económicas exclusivas (ZEE) de Europa, una franja marítima con cerca de 1 683 000 km².

### Clima

Tipos de clima en Portugal según clasificación climática de Köppen.

Portugal tiene un clima mediterráneo, Csa en el sur y Csb en el norte, según la clasificación climática de Köppen. La temperatura media anual en el Portugal continental varía de los 13 °C en el interior montañoso hasta los 18 °C en el sur, en la depresión del Guadiana. Los veranos son agradables en las tierras altas del norte del país y en la región litoral del extremo septentrional y en el centro. El otoño y el invierno son típicamente ventosos, lluviosos y frescos y son más fríos en los distritos del norte y del centro del país, en los cuales las temperaturas son negativas en los meses más fríos. Sin embargo, en las ciudades más al sur, las temperaturas solo bajan de los 0 °C en contadas ocasiones y rondan los 5 °C en la mayoría de los casos.
Normalmente, los meses de primavera y verano son soleados y las temperaturas son altas durante los meses secos de julio y agosto en los que se pueden superar en algunas ocasiones los 40 °C en buena parte del país, aunque con mayor frecuencia en el interior del Alentejo.
La precipitación media anual varía de poco más de 3000 mm en las montañas del norte a menos de 600 mm en las zonas sureñas del Alentejo. Portugal tiene sobre 2500-3200 horas de sol al año con una media de entre 4 y 6 horas diarias en invierno y de entre 10 y 12 en verano, con valores superiores en el sudeste e inferiores en el noroeste. Nieva de forma regular en cuatro distritos del norte de Portugal (Guarda, Braganza, Vila Real y Viseo) pero su frecuencia disminuye hacia el sur, hasta ser inexistente en la mayor parte del Algarve. En invierno se registran temperaturas inferiores a –10 °C y se producen nevadas con cierta frecuencia en puntos aislados, como la sierra de la Estrella, la sierra de Gerês y la sierra de Montesinho, donde puede nevar de octubre a mayo.

### Vegetación

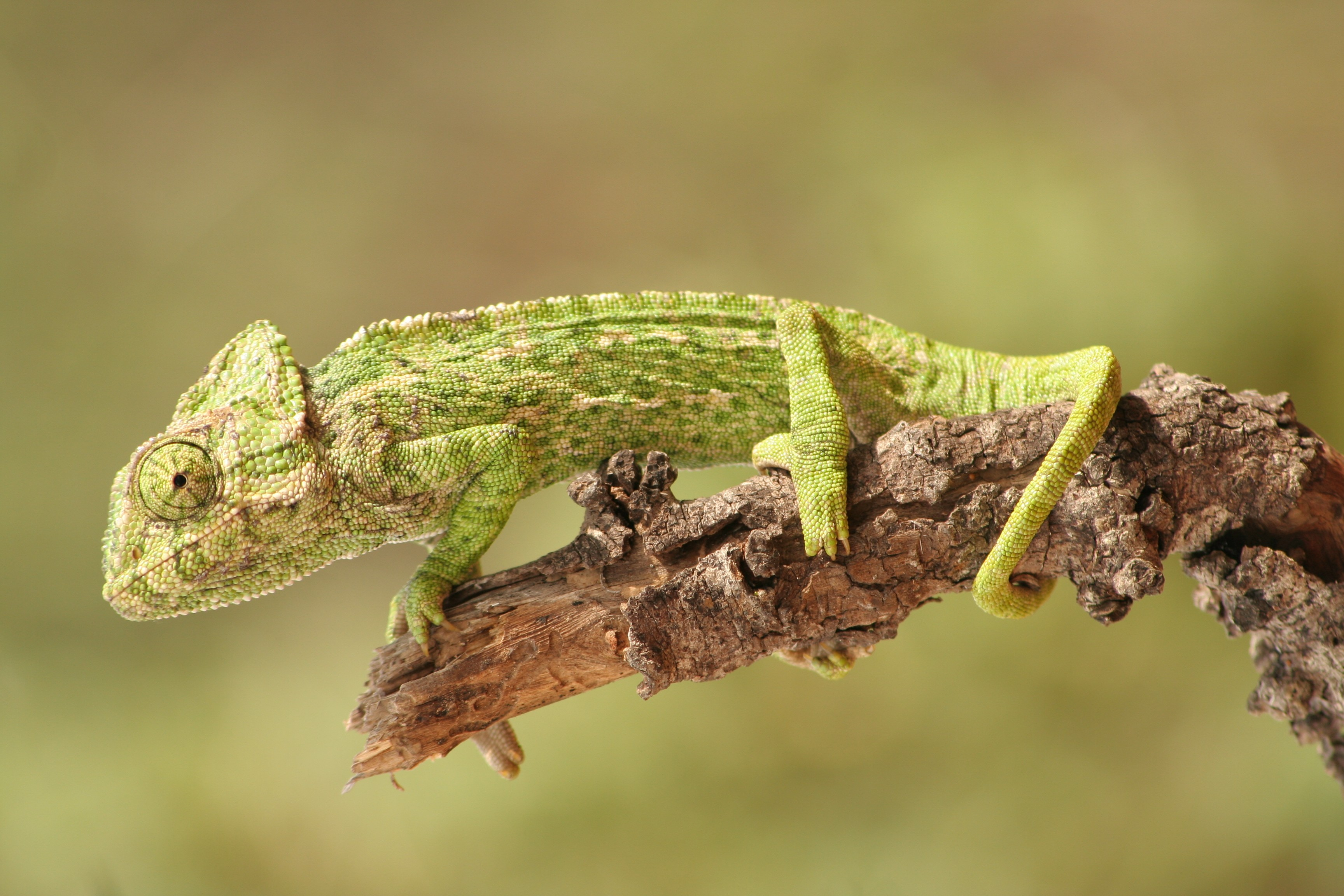
Camaleón de la región del Algarve.

La flora y fauna de Portugal se divide entre dos regiones biogeográficas bien diferenciadas: la región Macaronésica (Azores y Madeira) y la península ibérica (Portugal continental).
Destaca en su patrimonio natural, un lugar declarado patrimonio de la Humanidad por la Unesco en 1999 por el tamaño y calidad de la laurisilva, un tipo de bosque de laurel: la Laurisilva de Madeira. Cuenta con siete reservas de la biosfera: Paúl do Boquilobo (1981), isla de Corvo (2007), isla Graciosa (2007), isla de Flores (2009), Geres-Xures, transfronterizo con España, el archipiélago de las Berlengas (2011) y Santana (2011). Un total de 86 581 hectáreas están protegidas como humedales de importancia internacional al amparo del Convenio de Ramsar, en total, 28 sitios Ramsar.
Desde el punto de vista de las plantaciones forestales, están muy diseminadas por razones económicas el pino, especialmente el resinero (Pinus pinaster) y el piñonero (Pinus pinea), también el eucalipto (Eucalyptus globulus) y el castaño (Castanea sativa). En cuanto a los bosques de Portugal continental, predominan el alcornoque (Quercus suber), la encina (Quercus ilex), el quejigo (Quercus faginea). Según datos de 2001, las plantaciones forestales y los bosques naturales más comunes de Portugal son:
| Especies forestales | % Área forestal | Área (ha) |
| ------------------- | --------------- | --------- |
| *Pinus pinaster     | 29.1            | 976 069   |
| *Pinus pinea        | 2.3             | 77 650    |
| *Resto de resinosos | 0.8             | 27 358    |
| Quercus ilex        | 13.8            | 461 577   |
| Quercus             | 3.9             | 130 899   |
| *Castanea sativa    | 1.2             | 40 579    |
| *Eucalyptus         | 20.1            | 672 149   |
| Alcornoque          | 21.3            | 712 813   |
| Resto               | 3.0             | 102 037   |
| Total               | 100.0           | 3 349 327 |

Asimismo, se están introduciendo otras especies como la Gaillardia aristata en los archipiélagos de las Azores y Madeira; la Jacobaea minuta, en el sur de Portugal; la Rhaponticum longifolium, en Marinha Grande; el clavel de Indias (Tagetes patula), en la frontera de la provincia de Salamanca; la Zinnia elegans, en la región de la Beira Alta, la Salvia viridis, en Extremadura portuguesa; la coronilla rosa (Securigera varia) en Coímbra o la Claytonia perfoliata al norte de Portugal.

### Fauna
La fauna de mamíferos es muy variada e incluye el zorro, el tejón, el lince ibérico, el lobo ibérico, la cabra montés, el gato montés, la liebre, la comadreja, el meloncillo, la jineta y, ocasionalmente, el oso pardo (cerca del río Miño y del parque nacional de Peneda-Gerês), entre otros. Portugal es un lugar de parada importante para las migraciones de aves que se desplazan entre Europa y África, especialmente en lugares como el cabo de San Vicente o la sierra de Monchique. El país tiene cerca de 600 especies de aves, de las cuales 235 son nidificantes, y casi todos los años hay registros nuevos.

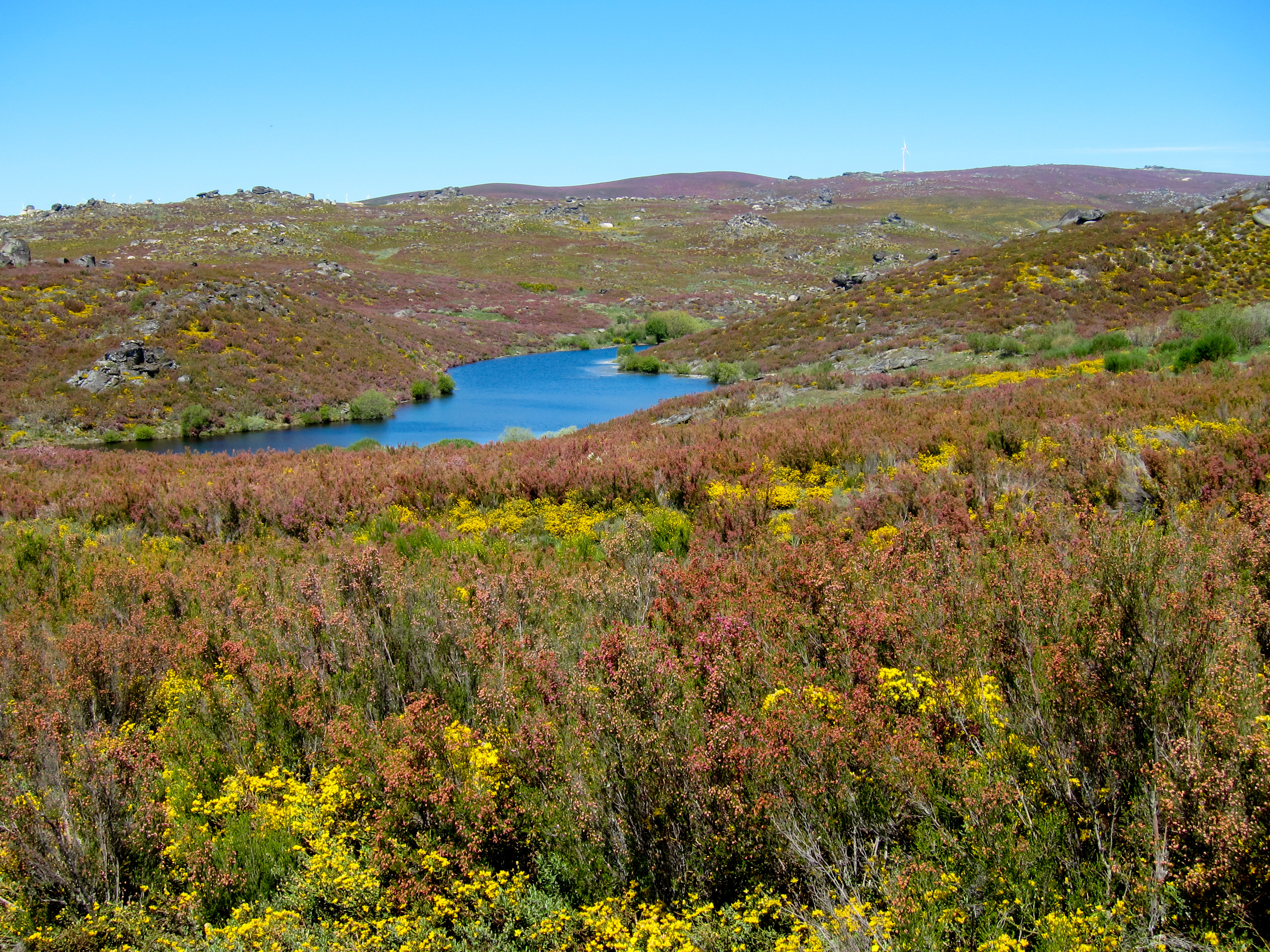
Parque natural de Montesinho, en el nordeste portugués.

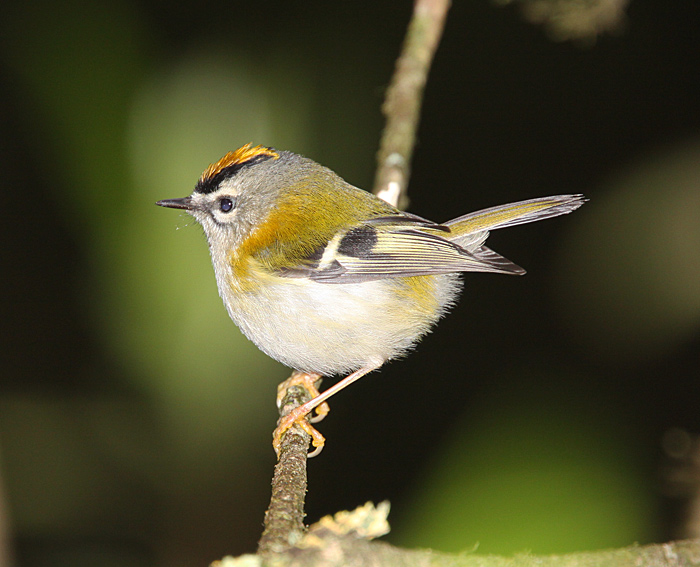
Reyezuelo de Madeira (Regulus madeirensis).

Portugal tiene un gran número de especies de peces de agua dulce que van desde el pez gato gigante en el parque natural del Tajo Internacional, hasta las pequeñas especies endémicas que solo viven en pequeños lagos. Algunas de estas especies raras están gravemente amenazadas debido a la destrucción de su hábitat, la contaminación y las sequías. Las aguas marinas portuguesas son de las más ricas en biodiversidad del mundo, pues sus especies marinas rondan el millar e incluyen la sardina, el atún y la caballa del Atlántico.
En Portugal puede apreciarse el fenómeno de la surgencia, especialmente en la costa occidental, lo que hace que el mar sea rico en nutrientes y biodiversidad. Las áreas protegidas de Portugal incluyen un parque nacional, trece parques naturales, nueve reservas naturales, cinco monumentos naturales y seis paisajes protegidos. En 2005, el área de paisaje protegido del Litoral de Esposende fue clasificado como parque natural para la «conservación del cordón litoral y de sus elementos naturales físicos, estéticos y paisajísticos».

## Economía

Eurozona.

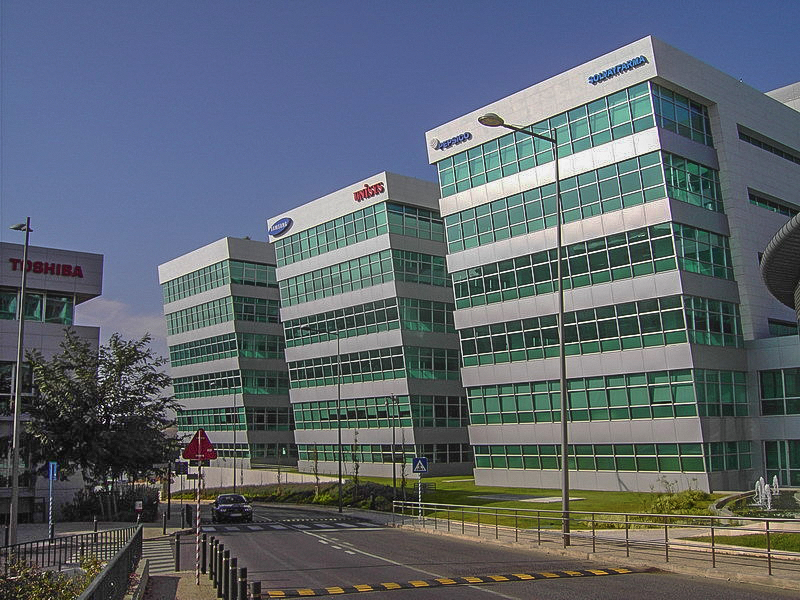
Oeiras, en el área metropolitana de Lisboa, es sede de numerosas empresas multinacionales que operan en Portugal.

Portugal se ha convertido en una economía diversificada y cada vez más basada en el sector servicios desde que ingresó en la Unión Europea en 1986. Los diferentes gobiernos han realizado un vasto programa de reformas: han privatizado muchas empresas estatales y han liberalizado las áreas dominantes de la economía, incluyendo los sectores financieros y de las telecomunicaciones. Portugal es miembro de la Unión Monetaria Europea (EMU) desde sus inicios en 1998. El 1 de enero de 2002 comenzó a circular su nueva moneda, el euro, a la vez que en otros 11 países miembros de la UE.
A fecha de junio de 2024, el salario mínimo nacional (SMN) en Portugal es de 11 480 € brutos anuales distribuidos en catorce pagas de 820 €. Por hora trabajada sería 4.65 €. La jornada laboral es de cuarenta horas a la semana.
Entre 1991 y 2000, el desarrollo económico estuvo por encima del promedio de la Unión Europea. La lista anual de competitividad de 2005 del Foro Económico Mundial, colocaba a Portugal en el puesto 22.º, por delante de países como España, Irlanda, Francia, Bélgica o la ciudad de Hong Kong. No obstante, el país ha ido perdiendo competitividad y en 2012 ocupaba el puesto 45, solo por encima de Chipre, Hungría, Malta, Eslovenia y Letonia en el ámbito de la Unión Europea.
Portugal tiene un pasado eminentemente agrícola aunque, tras el desarrollo que el país ha registrado en las décadas de 1980 y 1990, la estructura se basa en los servicios y la industria, que en 2010 representaban el 74.5 % y el 22.8 % del VAB, respectivamente. La agricultura portuguesa está bastante desarrollada gracias al clima, al relieve y a los suelos favorables. En las últimas décadas se ha intensificado la modernización agrícola pero aún el 10.9 % de la población trabaja en el sector. Los olivares (4000 km²), los viñedos (3750 km²), el trigo (3000 km²) el maíz (2680 km²). Los vinos, especialmente el vino de Oporto y el vino de Madeira, y los aceites portugueses son bastantes conocidos. También Portugal es productor de fruta, sobre todo las naranjas del Algarve, la pera rocha de la región Oeste, la cereza de Gardunha y el plátano de Madeira. También son importantes la remolacha dulce, el aceite de girasol y el tabaco.
La importancia económica de la pesca ha ido disminuyendo y emplea a menos del 1 % de la población activa. La disminución de stocks de recursos pesqueros se ha visto reflejado en las reducción de la flota pesquera portuguesa que, aunque se ha modernizado, aún tiene dificultades para competir con otras flotas europeas. A pesar de la reducida extensión de la plataforma continental portuguesa, existe una gran diversidad de especies en las aguas de la ZEE de Portugal, que es una de las mayores de Europa. La flota portuguesa realiza capturas en aguas internacionales y en las ZEE de otros países. Las especies que más se capturan son las sardinas, la caballa, el pulpo, el pez sable, el peto y el atún. Los puertos con mayor desembarco de pescado en 2001 fueron los de Matosinhos, Peniche, Olhão y Sesimbra.
El corcho tiene una producción bastante significativa, ya que de Portugal sale el 54 % del corcho que se produce en el mundo. Los minerales más significativos de Portugal son el cobre, el litio, el wolframio, el estaño, el uranio, el feldespato, la sal, el talco y el mármol.
La balanza comercial portuguesa es deficitaria y el valor de las exportaciones apenas cubren el 65 % del valor de las importaciones en 2010. Las mayores exportaciones corresponden a los tractores, los aparatos y materiales eléctricos, los combustibles y aceites minerales, las máquinas y aparatos mecánicos, las materias plásticas y sus manufacturas, el papel y el cartón y las prendas de vestir de punto, entre otros. Los principales países de los que Portugal importa productos son miembros de la Unión Europea: España, Alemania, Francia y Reino Unido.
El 16 de mayo de 2011, los líderes de la eurozona aprobaron oficialmente un paquete de rescate de 78 000 millones de euros para Portugal. El préstamo de rescate será distribuido entre el Mecanismo Europeo de Estabilidad Financiera, el Fondo Europeo de Estabilidad Financiera y el Fondo Monetario Internacional. De acuerdo al ministro de Finanzas portugués, el tipo medio de interés del préstamo de rescate se esperaba que fuera de un 5.1 %. Portugal se convirtió así en el tercer país de la eurozona, tras Irlanda y Grecia, en recibir un rescate financiero.

### Sector secundario
En el sector secundario cabe destacar la industria automotriz, con plantas de producción como Volkswagen Autoeuropa, situada en Palmela, con una capacidad productiva de más doscientos veinte mil automóviles anuales, según datos de 2018. Asimismo, el Groupe PSA tiene un centro de producción en Mangualde, fundada en 1962. La industria aeroespacial viene siendo desarrollada principalmente por OGMA, especializada en mantenimiento y fabricación de aeroestructuras por Embraer.
La industria química está centrada especialmente alrededor de tres polos: Lisboa, Oporto y Sines.

### Empleo

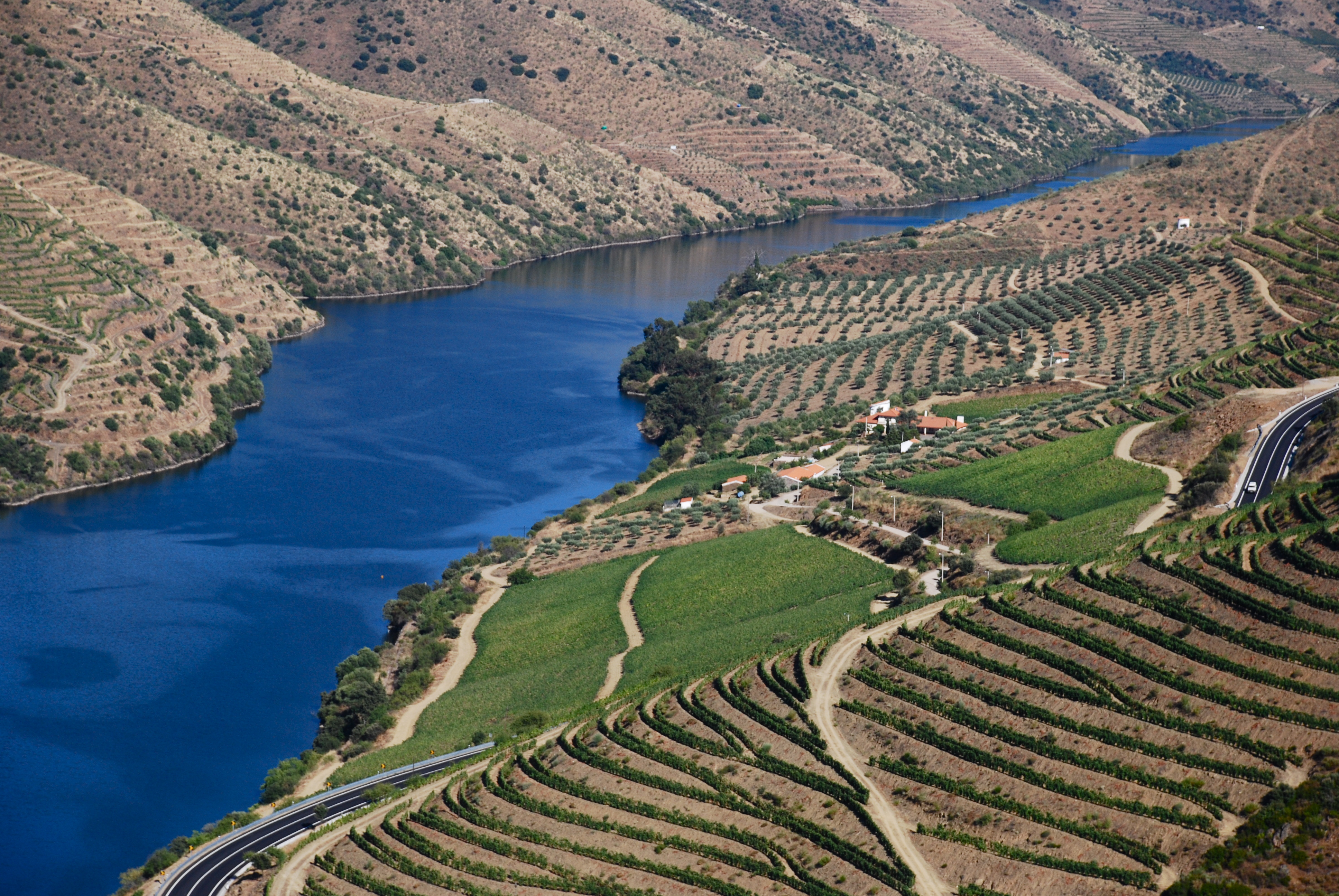
Las terrazas con viñedos de Vila Nova de Foz Côa, en la Región vitícola del Alto Duero, donde se produce el famoso vino de Oporto.

Portugal es un país donde el sector terciario es el preponderante. No obstante, el sector primario sigue siendo muy importante. Así, en el primer trimestre de 2012, el sector servicios ocupaba a algo más de tres millones de personas (62.5 %), siendo los subsectores más importantes el comercio (724 500 personas), la educación (384 000) y la sanidad (351 600). El sector secundario ocupaba al 27.5 % de la población activa (1.3 millones de personas), desglosado en 958 900 a la industria y 447 100 a la construcción. El sector primario daba trabajo a 487 400 personas (10 %).
Según datos del Instituto Nacional de Estadística de 2012, el desempleo había aumentado hasta situarse en el 14.9 % en el primer trimestre de 2012. Este afectaba más a las mujeres (15.1 %) y a los jóvenes (36.2 %). Por regiones, las más castigadas por el desempleo eran el Algarve (20 %) y Lisboa (16 %) y las que menos paro registraron fueron la Zona Centro con 11.8 % y las Azores (13.9 %). Por su parte, la población inactiva representa el 39.2 % de la población total.
En 2012, en torno al 11 % de los licenciados universitarios estaban en paro; cerca de ciento quince mil personas con título universitario se encontraban desempleados. De acuerdo al Eurostat, Portugal era el noveno país más pobre de los veintisiete Estados miembro de la Unión Europea en cuanto a poder adquisitivo, para el periodo 2005-2007. La última encuesta europea a trabajadores (publicada en 2007, y que forma la base del estudio de investigación de 2009) demuestra que Portugal es el quinto país europeo con menor calidad de trabajo.

### Turismo
Portugal forma parte de la Organización Mundial del Turismo desde 1976. En 2011 se celebró el centésimo aniversario de la difusión turística en Portugal. El turismo es un sector económico muy importante para la nación ya que representa el 10 % del empleo y el 11 % del PIB. El número de visitantes ha ido aumentando de forma significativa en Portugal hasta alcanzar los 6.4 millones en 2010; estos procedieron en su mayoría de España (21.9 %), Reino Unido (16.3 %), Alemania (10.8 %) y Francia (9.1 %).
El tipo de turismo más importante es el denominado «de sol y playa» y se concentra en el Algarve, Madeira y las Azores, aunque también destaca Lisboa como destino turístico. No obstante, el gobierno portugués sigue promocionando nuevos destinos turísticos como el valle del Tajo, Lisboa, las Beiras, Oporto y el norte de Portugal. También se fomenta bastante el turismo termal. En 2006, Lisboa fue la segunda ciudad europea, tras Barcelona, que mayor número de pernoctaciones registró, con 7 millones. No obstante, el destino que más se dinamizó fue el norte de Portugal, sobre todo Oporto, debido a los vuelos de bajo coste.
A pesar de que en los últimos años ha perdido cuota de visitantes, siendo superada por países como Turquía, Hungría, Malasia o Tailandia, Portugal es el 18.º destino turístico por volumen de visitantes. El objetivo del último Plan Estratégico Nacional del Turismo fue conseguir alrededor de veintiún millones de turistas para 2015, así como registrar unos ingresos de entre 14.5 y 15.5 millones de EUR en ese mismo año.

## Infraestructuras y servicios

### Transportes

Tranvía de Lisboa, de la compañía Carris, en la Praça do Comércio.

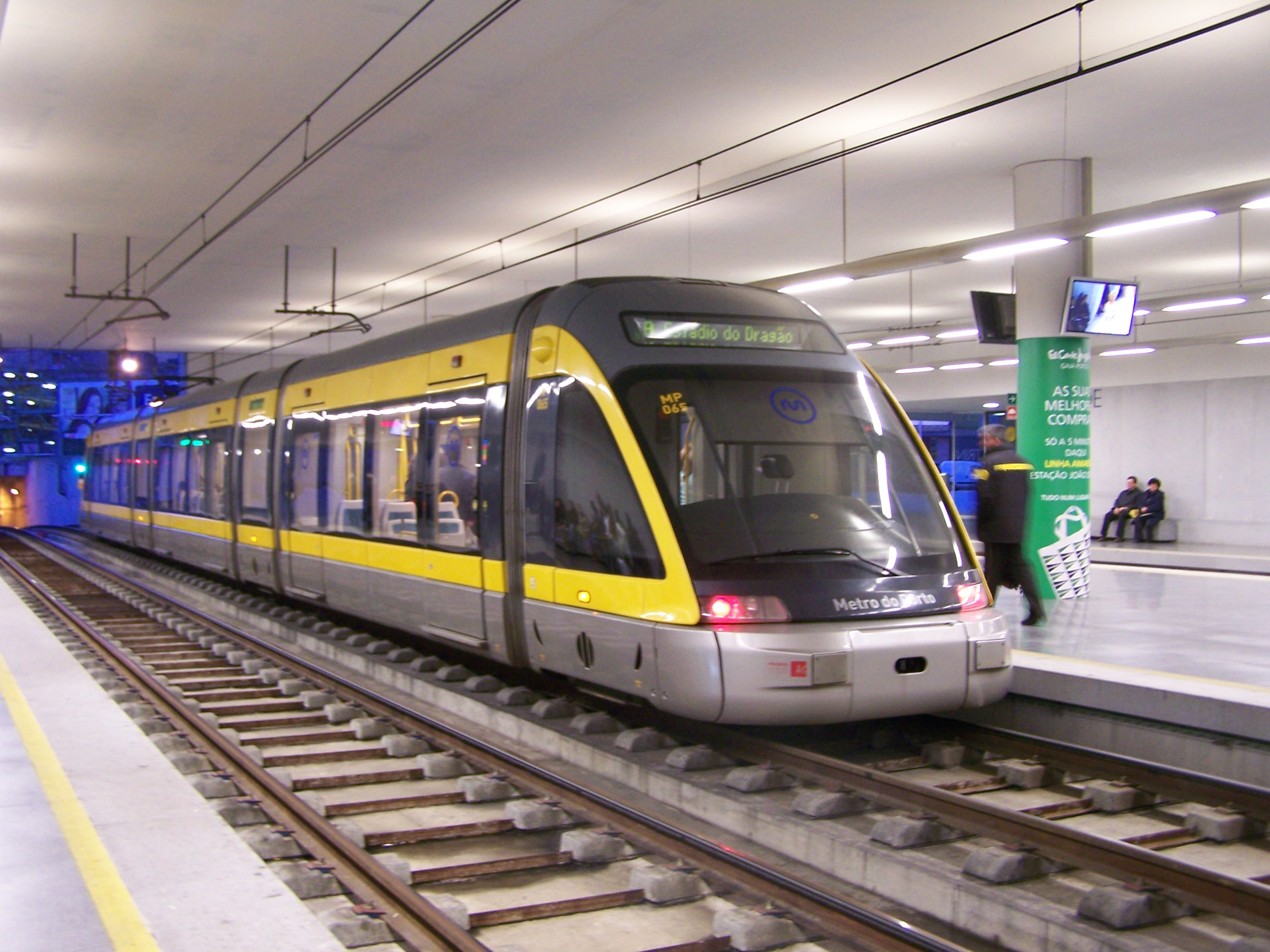
Metro ligero del Metro de Oporto.

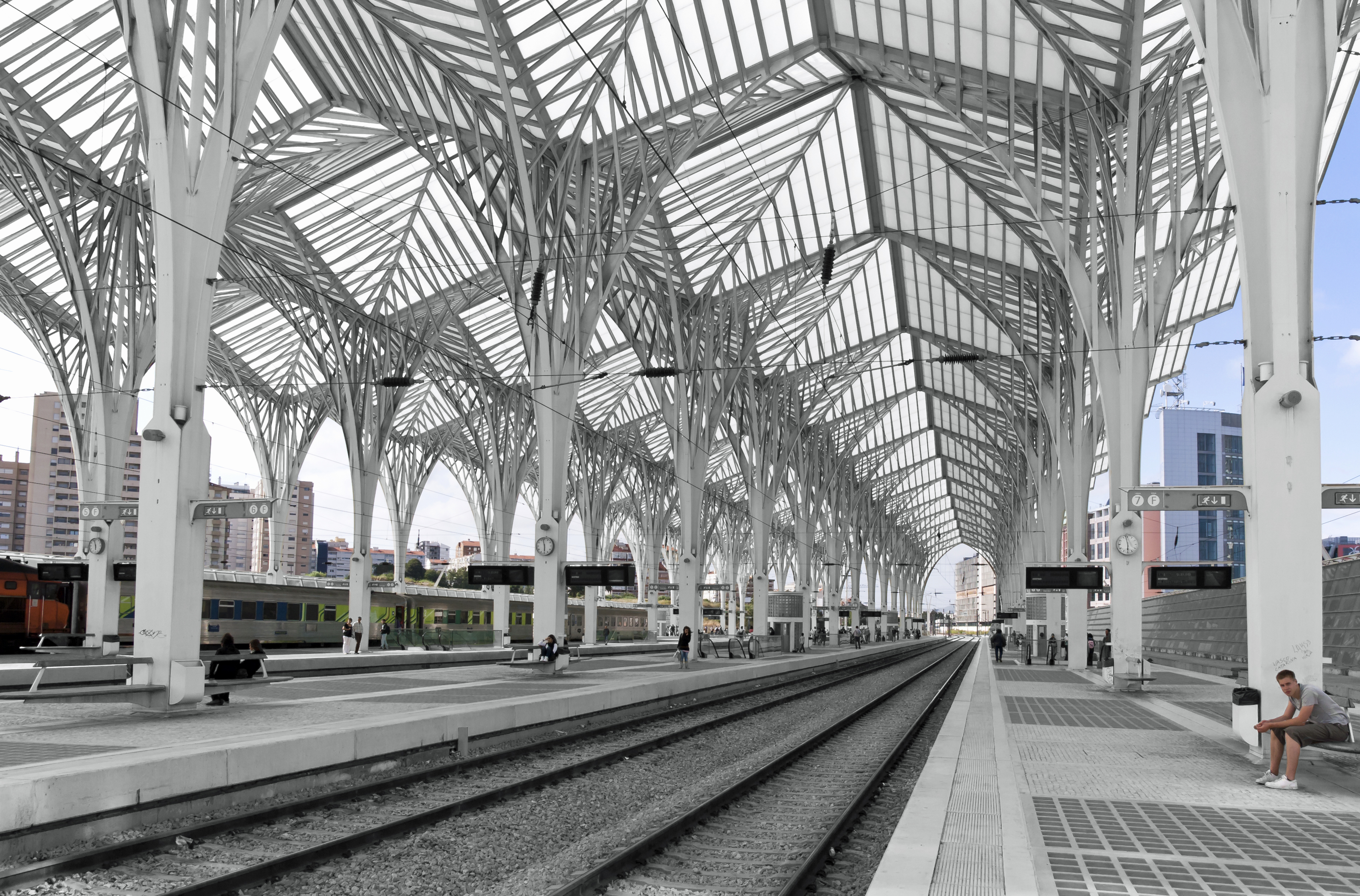
Estación de Oriente, de Lisboa.

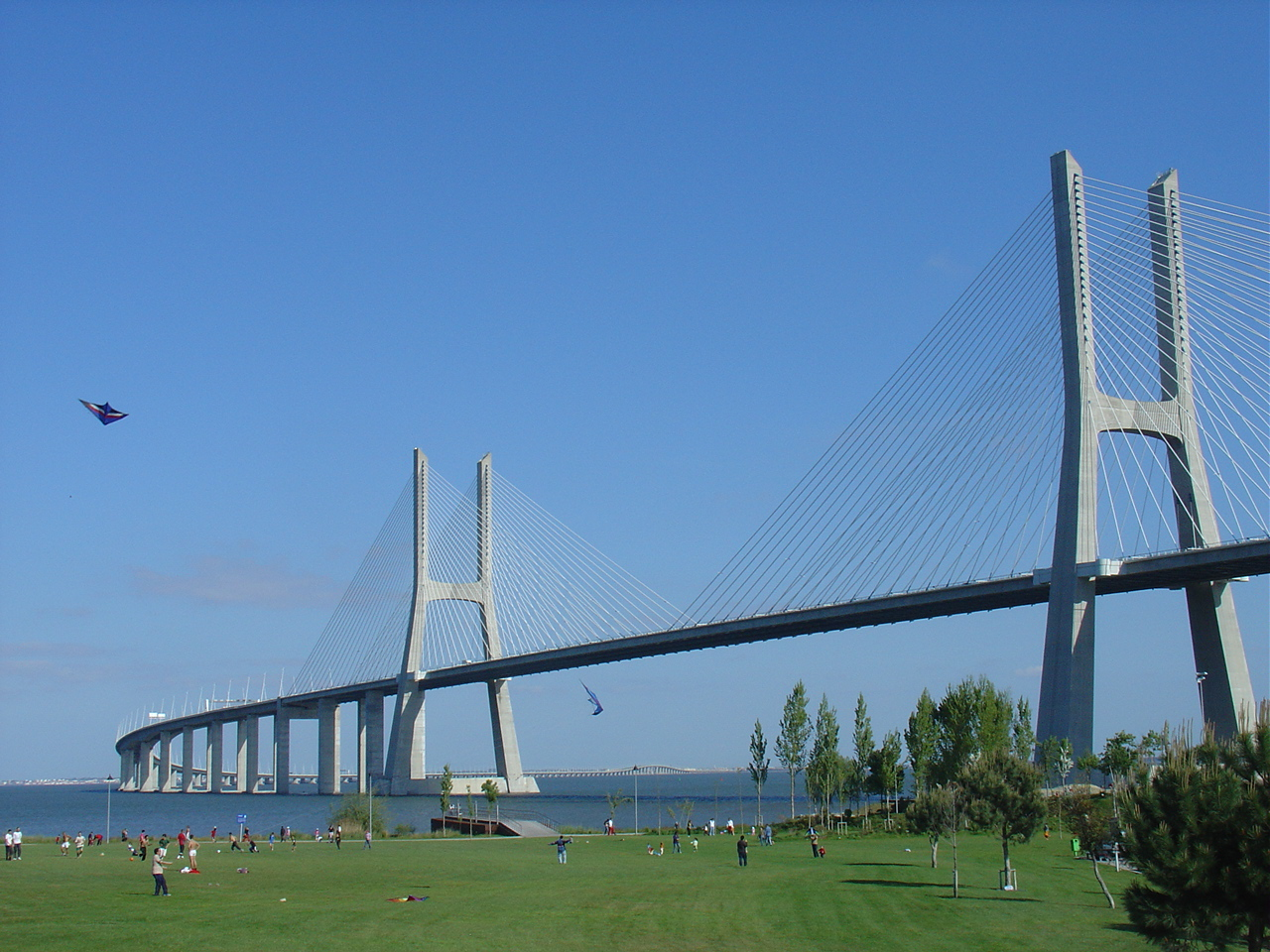
El puente Vasco da Gama, sobre el río Tajo, es el más largo de Europa.

El transporte fue visto como una prioridad a comienzos de la década de 1990, empujado por el rápido crecimiento en el uso de los automóviles y la industrialización. El país cuenta con una red de carreteras de 82 900 km, de los cuales al menos 3000 km son parte del sistema de 44 autopistas. Portugal fue uno de los primeros países del mundo en tener una autopista, en 1944, y unía Lisboa con el Estadio Nacional, en lo que sería en el futuro la autovía Lisboa-Cascais (ahora A5). Sin embargo, aunque se construyeron otros tramos de autopistas en las década de 1960 y 1970, fue solo a finales de los años 1980 cuando comenzó la construcción de autopistas a gran escala. Actualmente la red de autopistas y autovías están muy desarrollada y une la costa con las principales ciudades del interior, con una red de 3000 km. También existen itinerarios principales e itinerarios complementarios que pueden estar compuestos por autovías y vías rápidas.
Las dos zonas metropolitanas más grandes cuentan también con redes de metro: el Metro de Lisboa y el Metro Sul do Tejo en el área metropolitana de Lisboa y el Metro de Oporto en el área metropolitana de Oporto, cada una con más de 35 km de líneas. En Portugal, el servicio de la red de tranvías de Lisboa ha sido proporcionado por la Companhia de Carris de Ferro de Lisboa (Carris), durante más de un siglo. En Oporto, una red de tranvía, de las cuales solo permanece una línea turística en las orillas del río Duero en servicio, comenzó a ser construida el 12 de septiembre de 1895, la primera en la península ibérica. Todas las grandes ciudades y pueblos tienen su propia red de transporte urbano local, así como servicio de taxis.
El transporte ferroviario de pasajeros y mercancías deriva del uso de los 3319 km de líneas férreas actualmente en servicio, de los cuales 1436 km están electrificadas y en unos 900 km de estas los trenes pueden circular a velocidades superiores a los 120 km/h. La red de ferrocarril está gestionada por REFER mientras que el transporte de pasajeros y mercancías es responsabilidad de Comboios de Portugal (CP), siendo ambas compañías estatales. En 2010 CP transportó a ciento treinta millones de pasajeros y 9 750 000 t de mercancías.
La posición geográfica de Lisboa lo convierte en punto de escala para muchas compañías aéreas extranjeras hacia al resto de aeropuertos del país. Por ello, el gobierno decidió en 2008 construir un nuevo aeropuerto a las afueras de Lisboa, en Alcochete, para reemplazar al aeropuerto Portela de Lisboa. Actualmente el país posee cerca de sesenta y cinco aeropuertos, de los cuales los más importantes son el de Portela en Lisboa (centro de conexión de TAP Portugal), Faro, Oporto, Funchal (Madeira) y Ponta Delgada (Azores). Los principales puertos de Portugal son los de Leixões, Lisboa, Setúbal y Sines. El país también posee cerca de 210 km de hidrovías.

### Energía

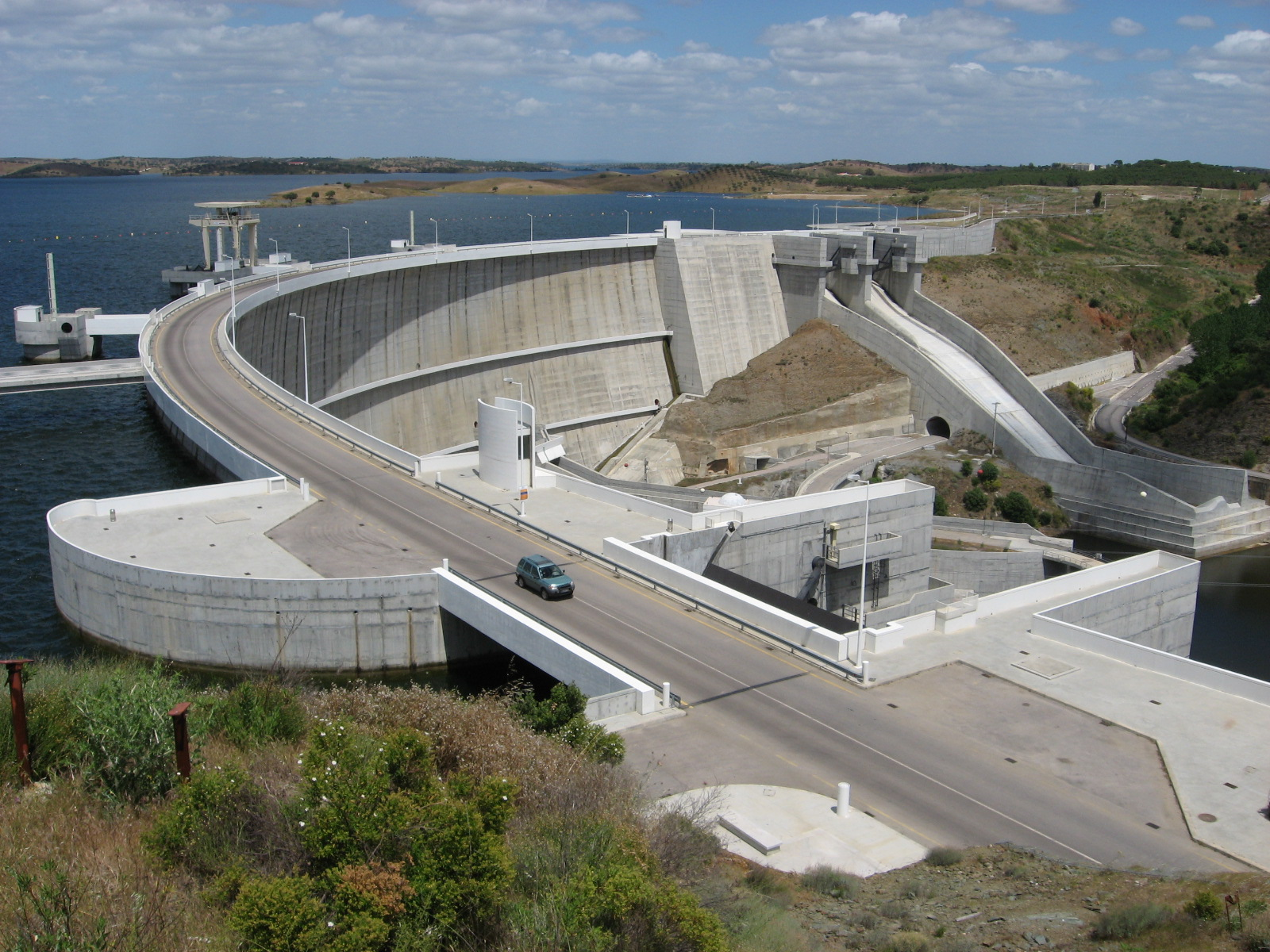
El embalse de Alqueva es el mayor lago artificial de Europa.

Portugal es un país altamente deficitario en términos energéticos e importa la totalidad de los combustibles fósiles que consume. Esto implicó que en 2005 Portugal importara el 87.3 % de la energía total que consumió. En lo relativo a la producción de electricidad, Portugal produjo en 2005 el 85 % de la electricidad que consumió e importó el 15 % restante. La producción total de ese año fue de 46 575 GWh repartida del siguiente modo: no renovables el 80.8 %; de los cuales el 32.7 % del carbón, el 29.2 % del gas natural y el 18.9 % del petróleo y renovables el 19.2 %; de las cuales el 11 % procede de la energía hidroeléctrica, el 3.8 % de la energía eólica, el 3 % de la biomasa y el 1.4 % resto a otros. Sin embargo, por primera vez en su historia, en los primeros cinco meses de 2010 tuvo una balanza comercial de energía eléctrica positiva y exportó más energía de la que importó (982 GWh contra 946 GWh).
En 2007 comenzó a producir electricidad la mayor planta de energía solar del mundo en Brinches, poco antes de que la primera planta comercial de obtención de energía por oleaje abriera sus puertas, en septiembre de 2008, en Aguçadoura, al norte de Portugal. El país también aumentará la potencia instalada en parques eólicos, que pasará de 2000 MW a mediados de 2007 hasta alcanzar los 8500 MW en 2020, mientras que la potencia hidroeléctrica instalada pasará de 5000 MW en 2005 hasta 8600 MW en 2020.

### Sanidad

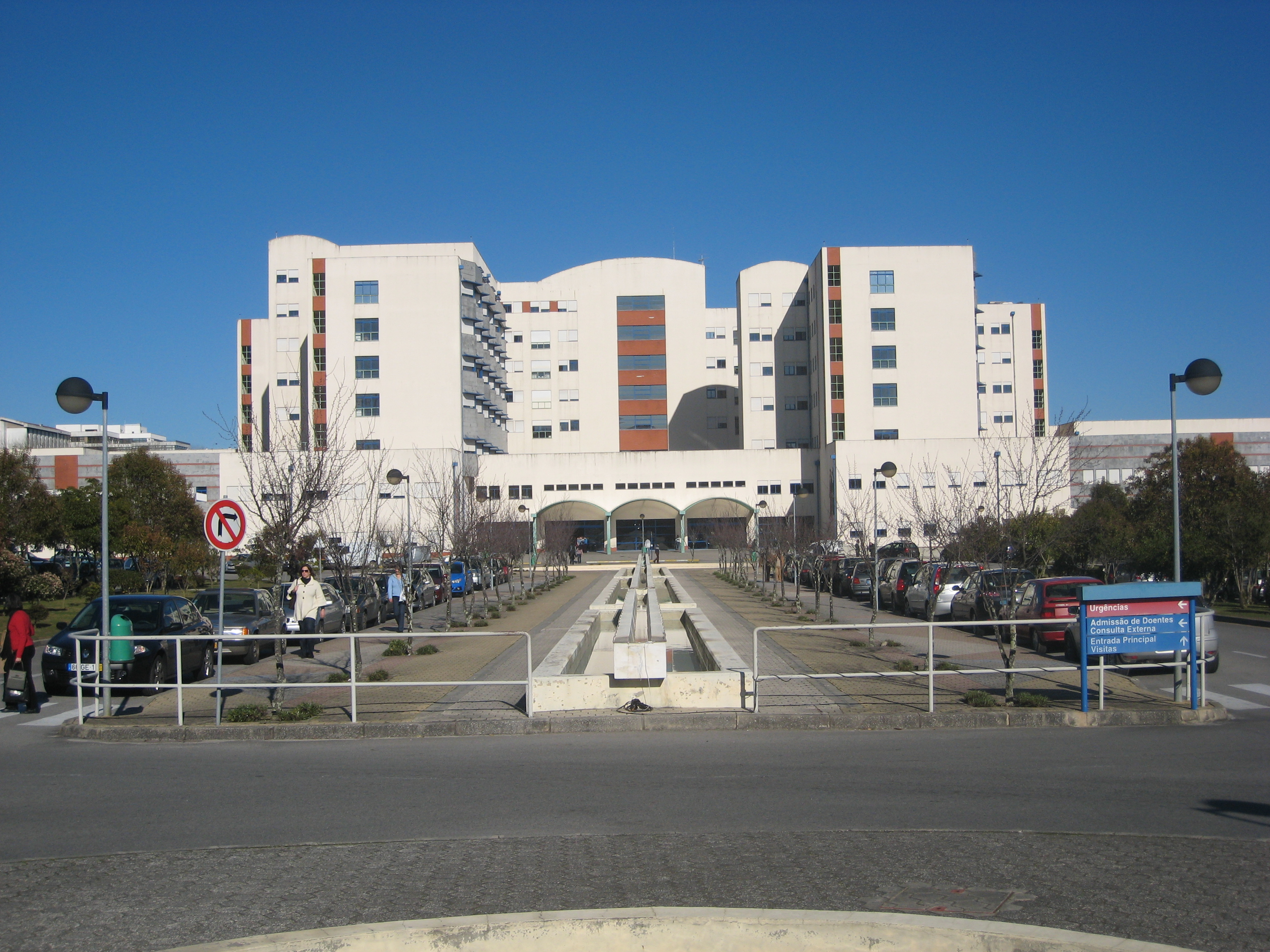
Hospital de São Teotónio en Viseo.

El sistema sanitario portugués se caracteriza por estar formado por tres sistemas coexistentes: el «Servicio Nacional de Salud» (SNS), los regímenes de «seguros especiales de salud social para ciertas profesiones» (subsistemas de salud), y los «seguros privados de salud voluntarios». El SNS proporciona cobertura universal. Además, en torno al 25 % de la población está cubierto por subsistemas de salud, el 10 % por seguros privados, y el otro 7 % por agrupaciones mutuales.
El Ministerio de Sanidad es el responsable de desarrollar políticas en materia de salud, así como el encargado de dirigir el SNS. También hay cinco administraciones regionales de sanidad que se encargan de aplicar los objetivos fijados por el Ministerio de Sanidad para el SNS, de desarrollar las líneas maestras y sus protocolos, y también de supervisar la actuación de los cuidados en materia de salud. Los esfuerzos de descentralización están actualmente en curso y se basan en compartir la responsabilidad financiera y de gestión a nivel regional. Sin embargo, en la práctica, la autonomía de las administraciones sanitarias regionales se limita a la atención primaria. El SNS está financiado principalmente por la recaudación de los impuestos generales. El empleo y las contribuciones de los empleados representan la fuente de financiación principal de los subsistemas sanitarios. Además, los pagos directos de los pacientes y los seguros privados de salud voluntarios aportan una gran parte de los fondos.
Al igual que en otros países de la Unión Europea, la mayoría de los portugueses muere por enfermedades crónicas. La mortalidad asociada a enfermedades cardiovasculares es mayor que en la eurozona; pero sus dos componentes principales (las isquemias cardíacas y los accidentes cerebrovasculares) presentan tendencias inversas a las presentes en los países de la eurozona, con los accidentes cardiovasculares como el mayor causante de muertes en Portugal (17 %). El 12 % de los portugueses mueren de cáncer, una tasa inferior a la de la eurozona, aunque la tasa no disminuye tan rápido como en Europa. Portugal tiene la mayor tasa de mortalidad por diabetes de la eurozona, con un importante incremento a finales de la década de 1980.
La tasa de mortalidad infantil de Portugal se ha visto fuertemente reducida desde finales de la década de 1980, cuando veinticuatro de cada mil recién nacidos morían antes de llegar a su primer año de vida. En 2006, esta cifra se situaba en tres muertes por cada mil recién nacidos. Esta mejora se debe principalmente al descenso de la mortalidad neonatal, de 15.5 a 3.4 por cada mil nacidos vivos. En 2010, la esperanza de vida era de 78.88 años.

### Educación

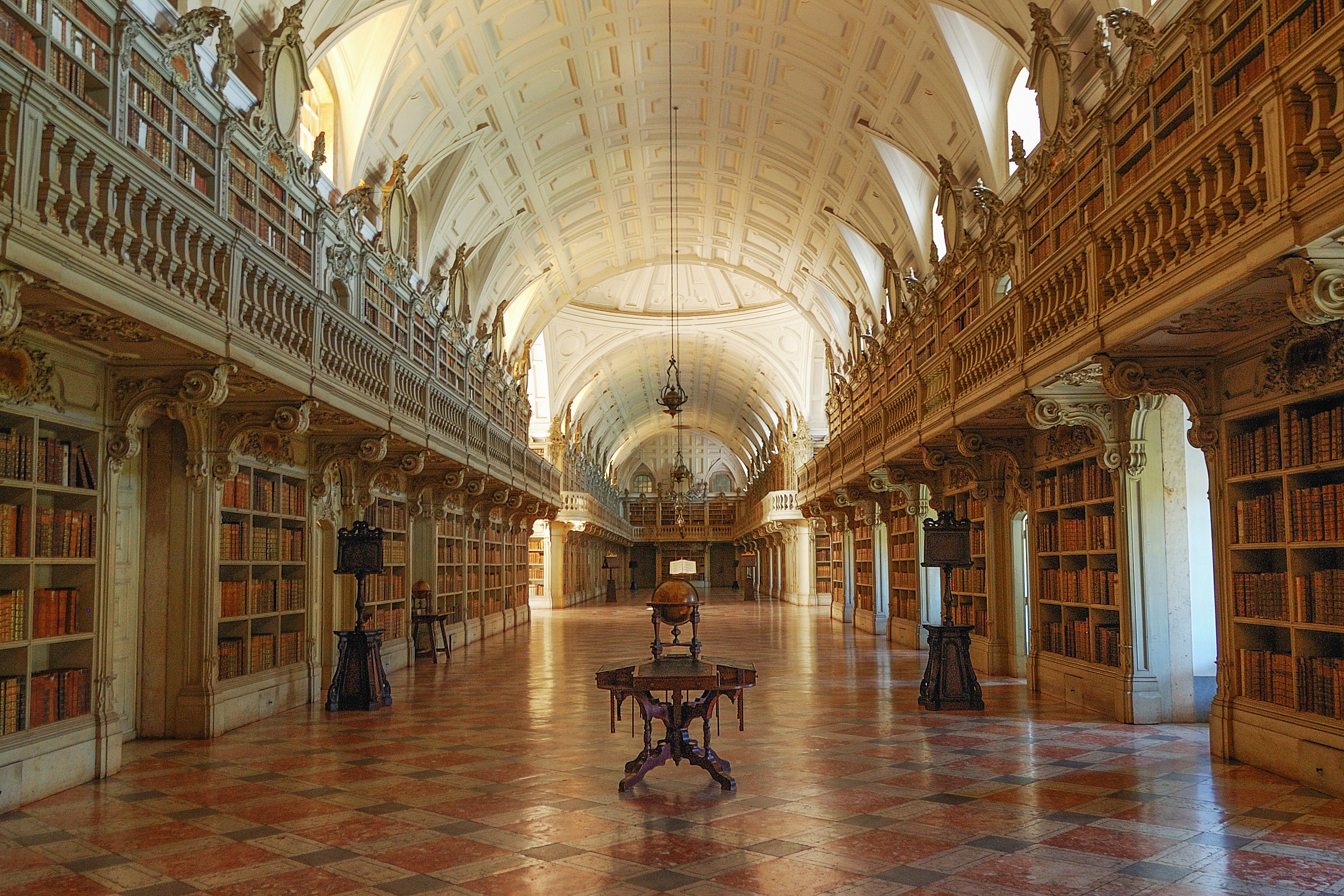
Biblioteca del Palacio Nacional de Mafra.

El sistema educativo portugués está regulado por el Estado a través del Ministerio de Educación y Ciencia. El sistema de enseñanza pública es el más usado y el más extendido aunque también existen otras escuelas privadas para cualquier nivel de enseñanza.
El sistema educativo se divide en preescolar (para aquellos que tienen menos de seis años), educación básica (duración de nueve años; en tres etapas y obligatoria), educación secundaria (duración de tres años, hasta el duodécimo grado y obligatorio desde 2009), y educación superior (universidad y politécnica). Al final de cada ciclo, los alumnos realizan pruebas de evaluación (1.er y 2.º ciclo) y el examen nacional (3.er ciclo) en las disciplinas de matemáticas y portugués. Las pruebas evalúan a los alumnos sobre las materias aprendidas durante el ciclo correspondiente.
El ciclo secundario tiene un sistema de organización propio, diferente del de los otros ciclos. Existe también la posibilidad para cualquier estudiante de asistir a cursos de formación y de educación, que equivalen al 9.º año (o primer año de secundaria) y los cursos profesionales, que equivalen al 12.º año (3.er y último año de secundaria), en el marco de la iniciativa «Nuevas Oportunidades». Todos los estudiantes pueden concluir la enseñanza secundaria, en régimen diurno o nocturno. Estos cursos están disponibles en cualquier escuela.

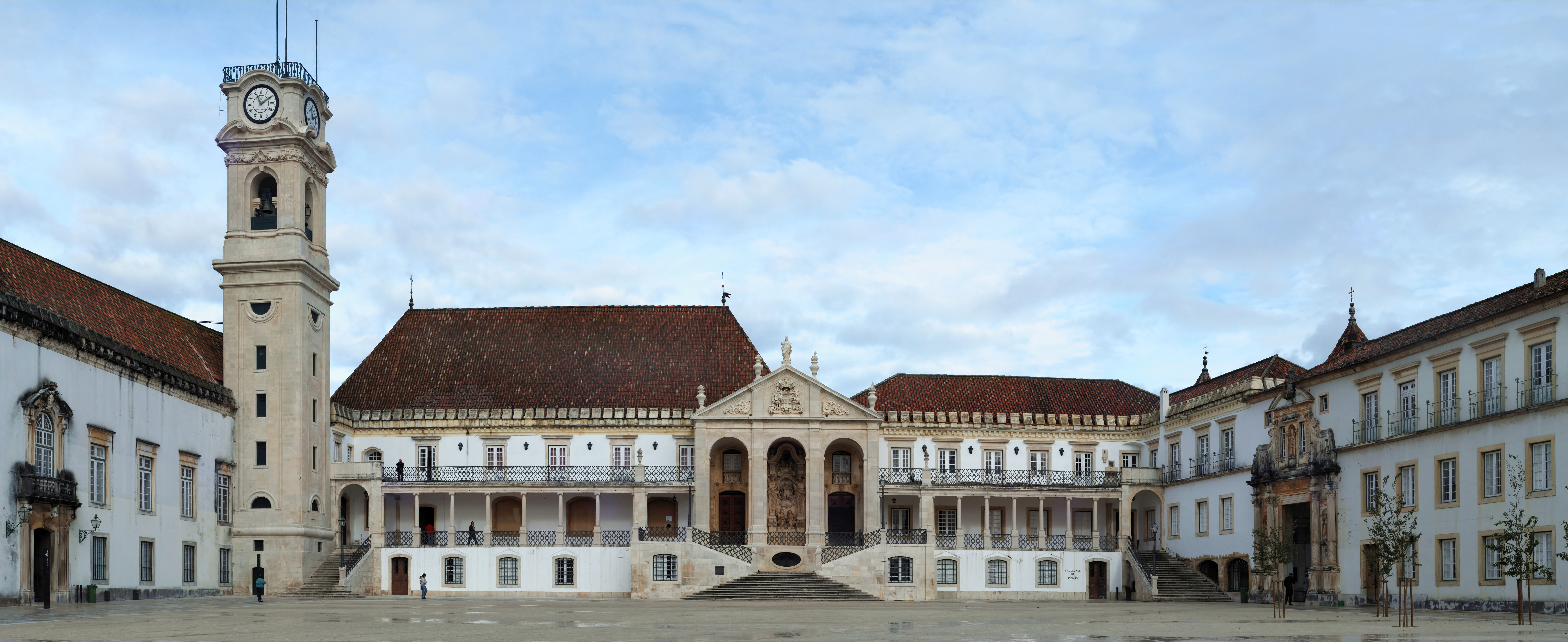
Universidad de Coímbra, una de más antiguas de Europa (1290).

Las universidades portuguesas existen desde 1290. La universidad portuguesa más antigua se estableció primero en Lisboa, antes de trasladarse a Coímbra. La mayor universidad de Portugal es la Universidad de Oporto, con cerca de 31 000 alumnos, y su facultad de Ingeniería es la mayor de Europa. Las universidades normalmente se dividen en facultades. El Proceso de Bolonia ha sido adoptado por las universidades e institutos politécnicos portugueses en 2006. También se está construyendo, en la Universidad de Oporto, el mayor polo de Ciencias de la Vida de la península ibérica, que reunirá el Instituto de Ciencias Biomédicas Abel Salazar y la Facultad de Farmacia.
La tasa de alfabetización total de adultos era en 2003 de aproximadamente el 93.3 %, siendo la tasa en hombres del 95.5 % y de mujeres en 91.3 %. La afluencia de portugueses a la educación primaria está próxima al 100 %. El 20 % de los estudiantes en edad universitaria acude a una de las instituciones de educación superior del país. Además de ser un destino clave para los estudiantes internacionales, Portugal es uno de los mayores lugares de origen de los estudiantes internacionales. El número total de estudiantes en aprendizaje universitario, tanto domésticos como internacionales, era de 380 937 en 2005.

## Demografía
Los datos sobre la composición genética de los portugueses señalan que existe una muy pequeña diferenciación interna y que tienen una base genética continental europea paleolítica.
En el siglo XIX se empiezan a realizar censos en Portugal. El primer censo considerado moderno, ya que cumplía con una serie de estándares internacionales, se realizó el 1 de enero de 1854. Este abarcó todo el territorio nacional —tanto el continental como los archipiélagos—, pero no así las colonias que el país poseía en aquel momento. En 1868 se presentaron los resultados en un volumen de 340 páginas en el que se diferenciaba la población por distrito, municipio y freguesia y, en el caso de los archipiélagos, también por isla. Según este censo, en Portugal había en aquel momento 4 188 410 habitantes de facto. Entre 1864 y 1911, la población portuguesa aumentó un 42 %, alcanzando los 5 547 708 de habitantes. Esto se debió a las mejoras económicas y de las condiciones de vida en general. Así, la última gran «crisis alimentaria» se produjo entre 1856 y 1857. La llegada, aunque tardía, de la industrialización a Portugal provocó un éxodo rural que supuso el abandono progresivo de los campos y un rápido crecimiento de las ciudades, sobre todo Lisboa y Oporto, donde las personas se hacinaban en casas que ocupaban una manzana y en las que podían vivir más de auince familias. El crecimiento antes mencionado también fue posible por la disminución de la emigración que se produjo tras la independencia brasileña y que solo volvería a aumentar tras el fin de la guerra entre Brasil y Paraguay en 1869. Esta fuerte emigración se tradujo en un envejecimiento de la población.
Ya en la década de 1960, se produjo un nuevo éxodo rural que atrajo a las personas a las grandes ciudades y a los núcleos turísticos y despobló las zonas del interior, especialmente aquellas que se encontraban próximas a las fronteras con España.
Portugal era un país de emigrantes hasta 1970, lo cual hizo que la población apenas creciera. Sin embargo, la llegada de la democracia y la pérdida de las colonias dio la vuelta a la situación y Portugal experimentó un boom demográfico. Desde entonces, el número de inmigrantes no ha dejado de aumentar y así, entre 1980 y 2001, el número de inmigrantes legales en suelo portugués se ha multiplicado por 6. Esto ha hecho que la población no haya envejecido tanto como en otros países del norte y el centro de Europa.
La población portuguesa está compuesta por un 14.9 % de personas con edades comprendidas entre los cero y los catorce años, un 65.9 % entre los quince y los sesenta y cuatro, y un 19.1 % con más de sesenta y cinco años. La esperanza de vida media es de 78.54 años. La tasa de alfabetización se sitúa en el 93.3 %, según los datos de 2003. El crecimiento poblacional se sitúa en el 0.212 %, siendo la tasa de natalidad de 9.94 nacimientos por cada diez mil habitantes y la tasa de mortalidad de 10.8 fallecidos por cada diez mil habitantes. La tasa de fertilidad se sitúa en 1.5 hijos por mujer, lo que hace que el país tenga un crecimiento vegetativo nulo. Portugal se sitúa como uno de los países con la tasa de mortalidad infantil (4.66 por mil) más baja del mundo. A pesar de que Portugal es un país desarrollado, aún hay población sin acceso al agua corriente (un 12 % de la población en 2005) y la electricidad, aunque su número se va reduciendo.
En Portugal viven cerca de 451 000 inmigrantes (según datos de 2009), lo que representa el 5 % de la población portuguesa. La mayoría es oriunda de Brasil (115 882), Ucrania (52 253) y Cabo Verde (48 417), pero también de Moldavia, Rumanía, Guinea-Bisáu, Angola, Timor Oriental, Mozambique, Santo Tomé y Príncipe y Rusia.

### Localidades principales
Lisboa (con cerca de medio millón de habitantes y 2.1 millones de habitantes en la región de Lisboa) es la capital desde el siglo XII, la mayor ciudad del país, el principal centro económico, el principal puerto marítimo y aeropuerto portugués y la ciudad más rica de Portugal con un PIB per cápita superior a la media de la Unión Europea. Otras ciudades importantes son Oporto (cerca de doscientos cuarenta mil habitantes y un millón y medio en el Gran Oporto), la segunda mayor ciudad y centro económico, Aveiro (considerada la Venecia portuguesa), Braga (la ciudad de los arzobispos), Chaves (ciudad histórica y milenaria), Coímbra (con la universidad más antigua del país), Guimarães (cuna de la nación), Elvas (ciudad más fortificada de Europa), Évora (ciudad-museo), Setúbal (tercer puerto más importante), Portimão (3.er puerto de cruceros), Faro y Viseo.
En el área metropolitana de Lisboa hay ciudades con gran densidad de población como Agualva-Cacém y Queluz (municipio de Sintra), Amadora, Almada, Amora, Seixal, Barreiro, Montijo y Odivelas. En la región metropolitana de Oporto los municipios más poblados son Vila Nova de Gaia, Maia, Matosinhos y Gondomar. En la Región Autónoma de Madeira la principal ciudad es Funchal. En la región autónoma de las Azores hay tres ciudades principales: Ponta Delgada, en la isla de San Miguel; Angra do Heroísmo, en la isla de Terceira y Horta, en la isla de Fayal.

## Cultura
Portugal ha desarrollado una cultura particular, pues ha estado bajo la influencia de las diferentes civilizaciones que cruzaron el Mediterráneo y Europa, aunque también introdujo algunos elementos culturales cuando la nación desempeñó un papel activo durante la Era de los Descubrimientos.
Aunque ya en 1956 se había creado en Lisboa la Fundación Calouste Gulbenkian, no fue hasta las décadas de 1990 y 2000 cuando Portugal modernizó sus equipamientos culturales públicos. En Lisboa se creó el Centro Cultural de Belém y en Oporto, la Fundación de Serralves y la Casa da Música, así como otros equipamientos culturales públicos como las bibliotecas municipales y las salas de conciertos que fueron construidos o renovados en muchos municipios por todo el país.

### Música

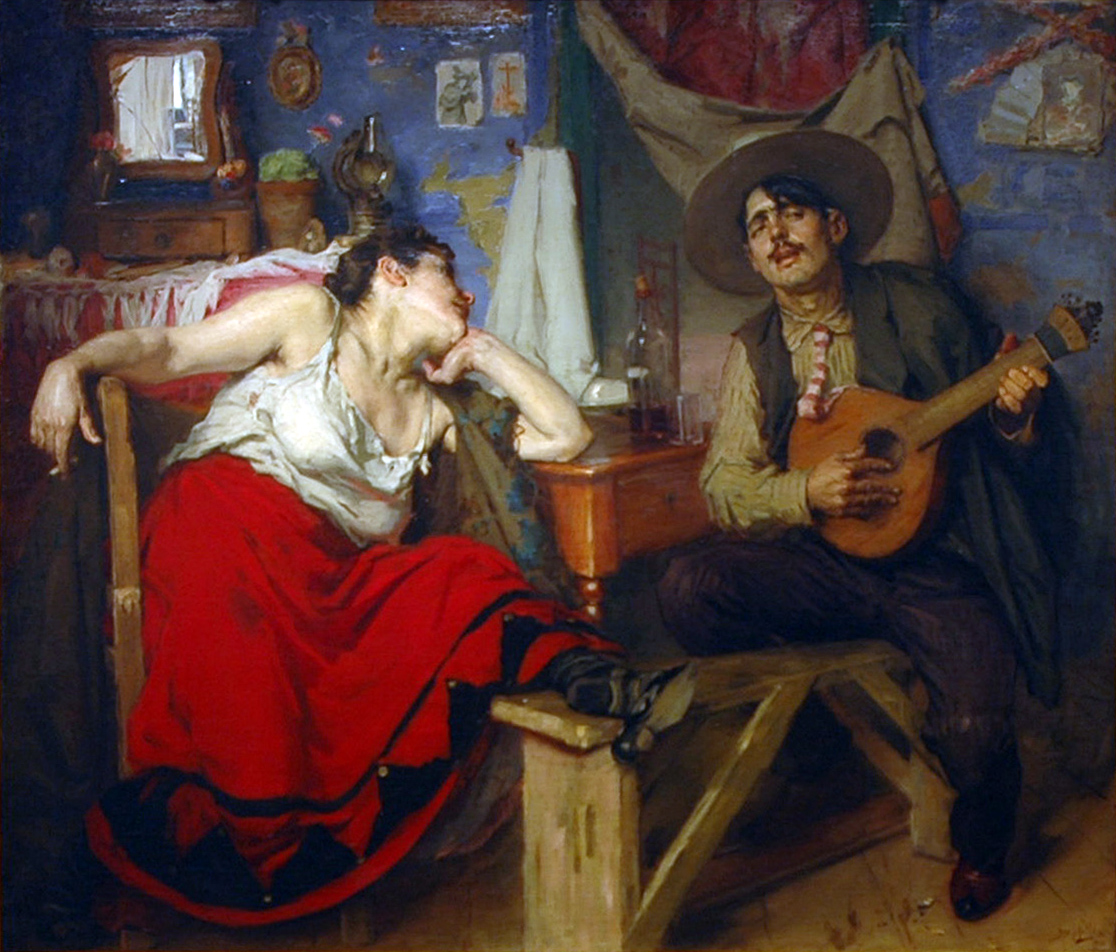
El Fado, cuadro del artista José Malhoa (1855-1933).

La música tradicional portuguesa es muy variada. Forman parte del folclore las danças do vira, en la región de Minho, los pauliteiros de la zona mirandesa, los corridinhos del Algarve o los bailinhos de Madeira. Los instrumentos típicos son el cavaquinho, la gaita, el acordeón, el violín, el tambor, la guitarra portuguesa (típica del fado) y una variedad de instrumentos de viento y de percusión. También existen orquestas en muchas localidades que tocan diversos estilos musicales, desde la popular a la clásica.
El estilo de música portugués más conocido es el fado, que ha ayudado a divulgar el portugués, cuya intérprete más célebre fue Amália Rodrigues, quien también realizó incursiones como actriz y cantante en el cine portugués. Algunos intérpretes populares más recientes son el grupo Madredeus, cuya vocalista era Teresa Salgueiro, y las cantantes Mariza, Mísia, Mafalda Arnauth, Cristina Branco y Dulce Pontes. Entre los intérpretes masculinos más conocidos se encuentran Carlos do Carmo, Alfredo Marceneiro y Camané.

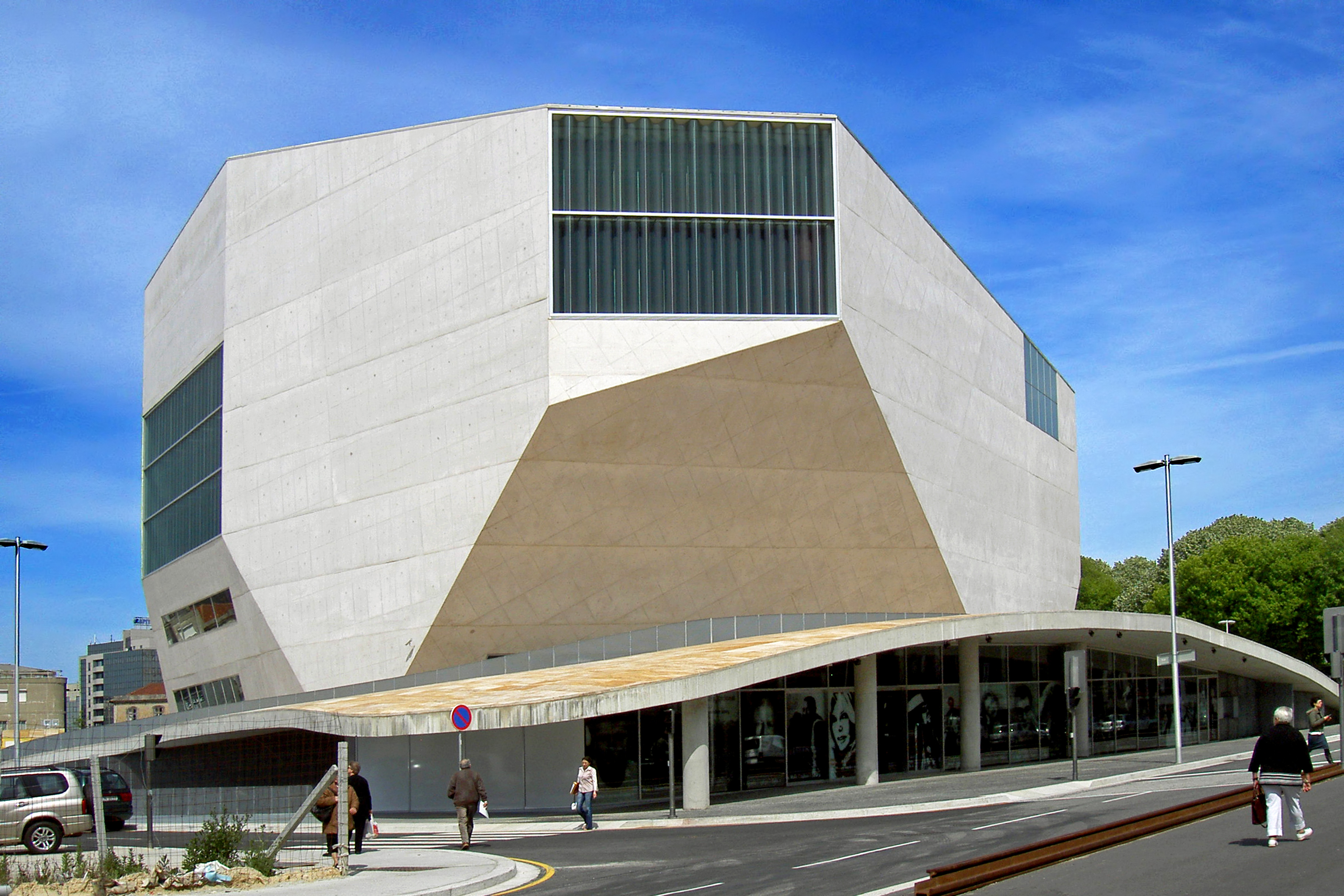
La Casa da Música, en Oporto.

Aunque el fado sigue siendo el género más conocido allende sus fronteras, la «nueva» música portuguesa también tiene un papel importante. Así, podemos destacar a Rui Veloso, padre del rock portugués; a Sara Tavares, que tiene un estilo con influencias africanas; a Xutos & Pontapés, grupo de rock portugués formado en 1978 y aún activo; a Moonspell, banda de heavy metal bastante famosa en Europa, o a Blasted Mechanism, grupo de rock alternativo.

La música erudita portuguesa constituye un capítulo importante de la música occidental. A lo largo de los siglos han destacado nombres de compositores e intérpretes como los trovadores Martín Codax y Dionisio I; los polifonistas Duarte Lobo, Filipe de Magalhães, Manuel Cardoso y Pedro de Cristo; el organista Manuel Rodrigues Coelho; el compositor y el clavecinista Carlos Seixas; la cantante Luísa Todi; el sinfonista y pianista João Domingos Bomtempo o el compositor y musicólogo Fernando Lopes Graça. La edad de oro de la música portuguesa coincidió con el apogeo de la polifonía clásica en el siglo XVII (Escuela de Évora, Santa Cruz de Coímbra). Entre los grandes referentes actuales, sobresalen los nombres de los pianistas Artur Pizarro, Maria João Pires, Olga Prats y Sequeira Costa; de la viola Anabela Chaves; del violinista Carlos Damas; del barítono Jorge Chaminé; del compositor Emmanuel Nunes y del compositor y maestro Álvaro Cassutto. Las orquestas sinfónicas más importantes son la orquesta de la Fundación Calouste Gulbenkian, la Orquesta Nacional de Oporto y la Orquesta Sinfónica Portuguesa. Con respecto a la ópera, el Teatro Nacional de San Carlos, en Lisboa, es el más representativo.

### Literatura

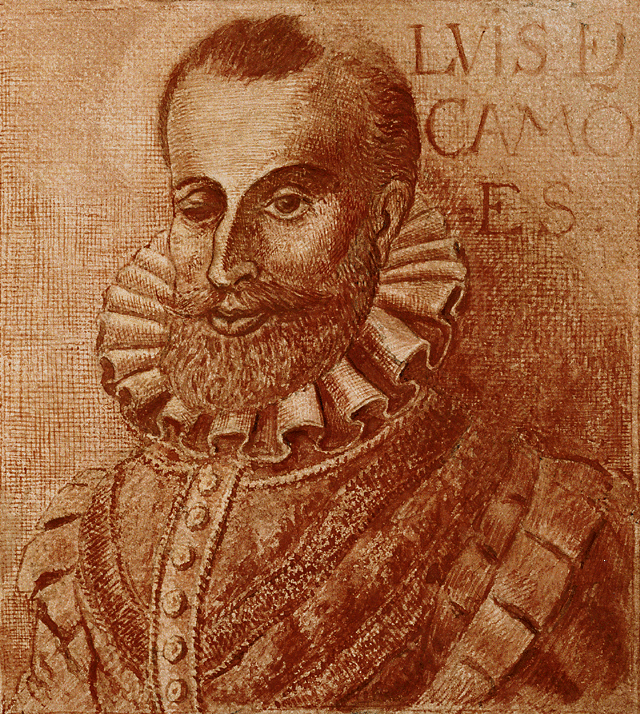
Luís de Camões, considerado una de las mayores figuras de la literatura en portugués.

La literatura de Portugal, una de las primeras literaturas occidentales, se desarrolló a través del texto y la música. Comparte sus orígenes con la gallega medieval, en las cantigas galaico-portuguesas. En el canon oficial de la literatura, se da un valor especial, ya reconocido en la época, a la epopeya Os Lusíadas de Luís de Camões, que narra en verso los viajes y aventuras de los descubridores portugueses del camino a la India durante el siglo XV. Gil Vicente, por su parte, fue uno de los fundadores de las tradiciones dramáticas portuguesa y española.
Además de estos autores, cabe destacar las figuras de Fernando Pessoa, famoso por sus heterónimos, y de Eugénio de Andrade en poesía. En prosa, se pueden destacar algunos nombres como José Saramago, ganador del premio Nobel de Literatura en 1998, Eça de Queirós; autor de Los Maia, novela culmen del realismo portugués, y de El crimen del padre Amaro; Aquilino Ribeiro, que estuvo propuesto al Nobel en 1960 o Miguel Torga, famoso por su defensa del Iberismo. En teatro, además de Gil Vicente, antes mencionado, destacan António José da Silva —apodado «el judío»— y Bernardo Santareno.

### Cinematografía
El cine de Portugal tiene una larga tradición, comenzando su andadura en los albores de este arte, a finales del siglo XIX. Directores de cine portugueses como Arthur Duarte, António Lopes Ribeiro, Manoel de Oliveira, António-Pedro Vasconcelos, João Botelho y Leonel Vieira, son algunos de los que han logrado una mayor fama. Algunos actores portugueses famosos son Joaquim de Almeida, Maria de Medeiros, Erica Fontes, Diogo Infante, Soraia Chaves, Vasco Santana, Ribeirinho, y António Silva, entre muchos otros.
Entre las películas, cabe destacar algunas bastante famosas como A canção de Lisboa (1933), el primer largometraje sonoro íntegramente rodado en Portugal; Ala-Arriba! (1942), primera película portuguesa en ganar un premio en el Festival Internacional de Cine de Venecia; Camoens (1946), exhibida en el primer festival de Cannes; A costureirinha da sé (1958), primera película portuguesa en color y cinemascope; Dom Roberto (1962), mención especial del jurado en el festival de Cannes; Mudar de vida (1966), uno de los mayores éxitos europeos del cine portugués, seleccionada también para el festival de Venencia; O sapato de cetim (1985), producción francoportuguesa, galardonada con el premio de la Crítica en el festival de Venecia; Recuerdos de la casa amarilla (1989), León de plata en el festival de Venecia; Três irmãos (1994), con la que Maria de Medeiros ganó la Copa Volpi a la mejor actriz del festival de Venecia; Capitanes de abril (2000), una de las películas portuguesas más conocidas allende las fronteras; Alice (2005), premio «Miradas jóvenes» en el Festival de cine de Venencia al mejor director novel y Odete (2005), premio del festival de cine LGTB de Milán, entre otras.

### Ciencia y tecnología

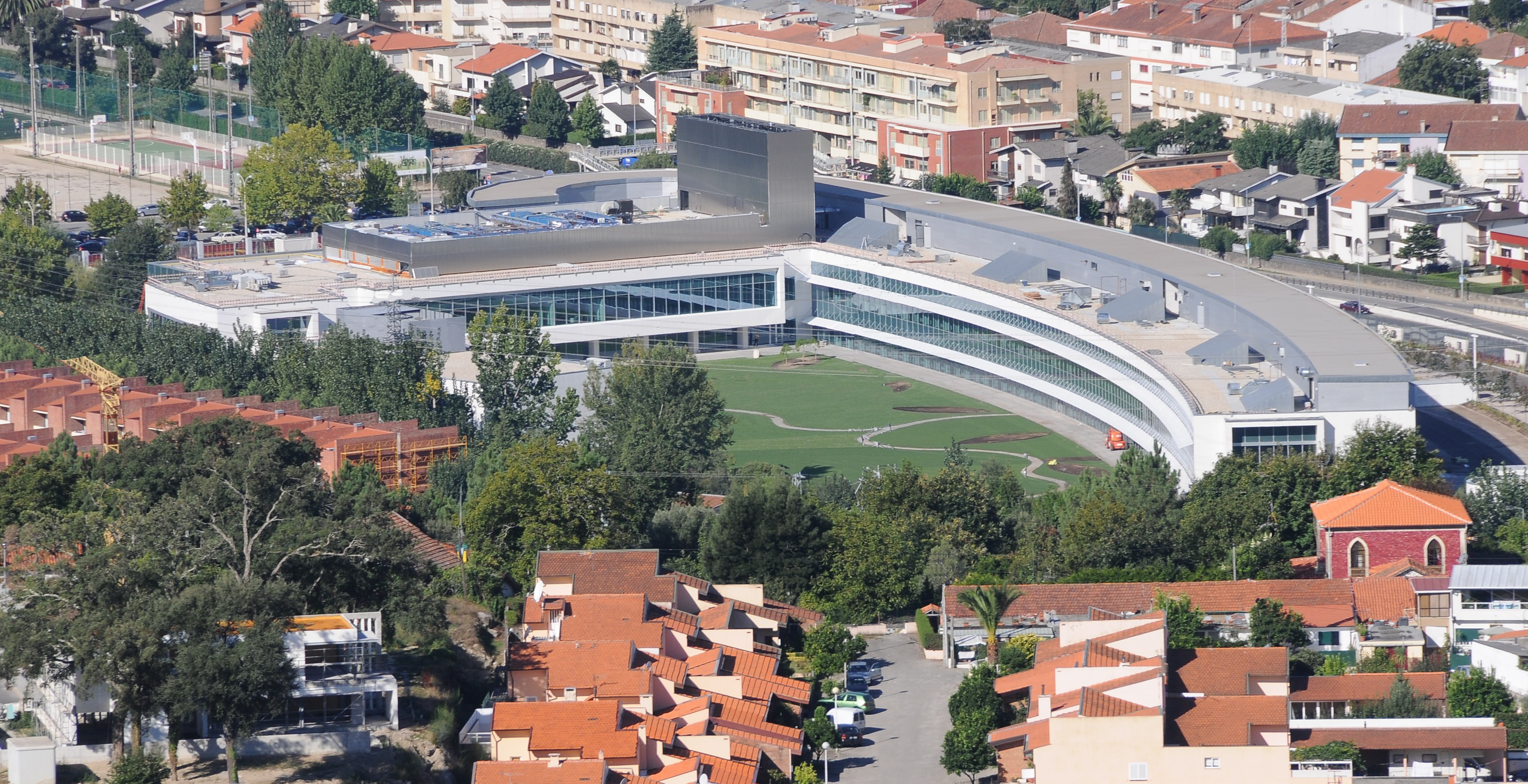
Laboratorio Ibérico Internacional de Nanotecnología en Braga.

Las actividades de investigación en ciencia y tecnología de Portugal están principalmente organizadas en unidades de investigación y desarrollo pertenecientes a las universidades públicas y a las instituciones autónomas de investigación estatales como el INETI (Instituto Nacional de Ingeniería, Tecnología e Innovación) y el INRB (Instituto Nacional de Recursos Biológicos). La financiación y gestión de este sistema de investigación está principalmente dirigido bajo la autoridad del Ministerio de Educación y Ciencia. Las mayores unidades de I+D de las universidades públicas por volumen de investigaciones y artículos científicos incluyen tanto las instituciones de investigación en biociencias como el Instituto de Medicina Molecular, el Instituto de Ciencias Biomédicas Abel Salazar, el Centro de Neurociencias y Biología Celular, el Instituto de Biología Molecular y Celular o el IMATIMUP (Instituto de Patología e Inmunología Molecular de la Universidad de Oporto). En las universidades privadas el centro de investigación más notable es el Laboratorio de Expresión Facial de la Emoción. También son internacionalmente reconocidos los centros de investigación estatales, en otros campos destaca el Laboratorio Ibérico Internacional de Nanotecnología, una cooperación en investigación entre Portugal y España. Entre las mayores instituciones de investigación no estatales de Portugal están el Instituto Gulbenkian de Ciencia y la Fundación Champalimaud, que año tras año entrega uno de los premios científicos mejor remunerados del mundo. Una de las más antiguas instituciones de enseñanza de Portugal es la Academia de Ciencias de Lisboa.

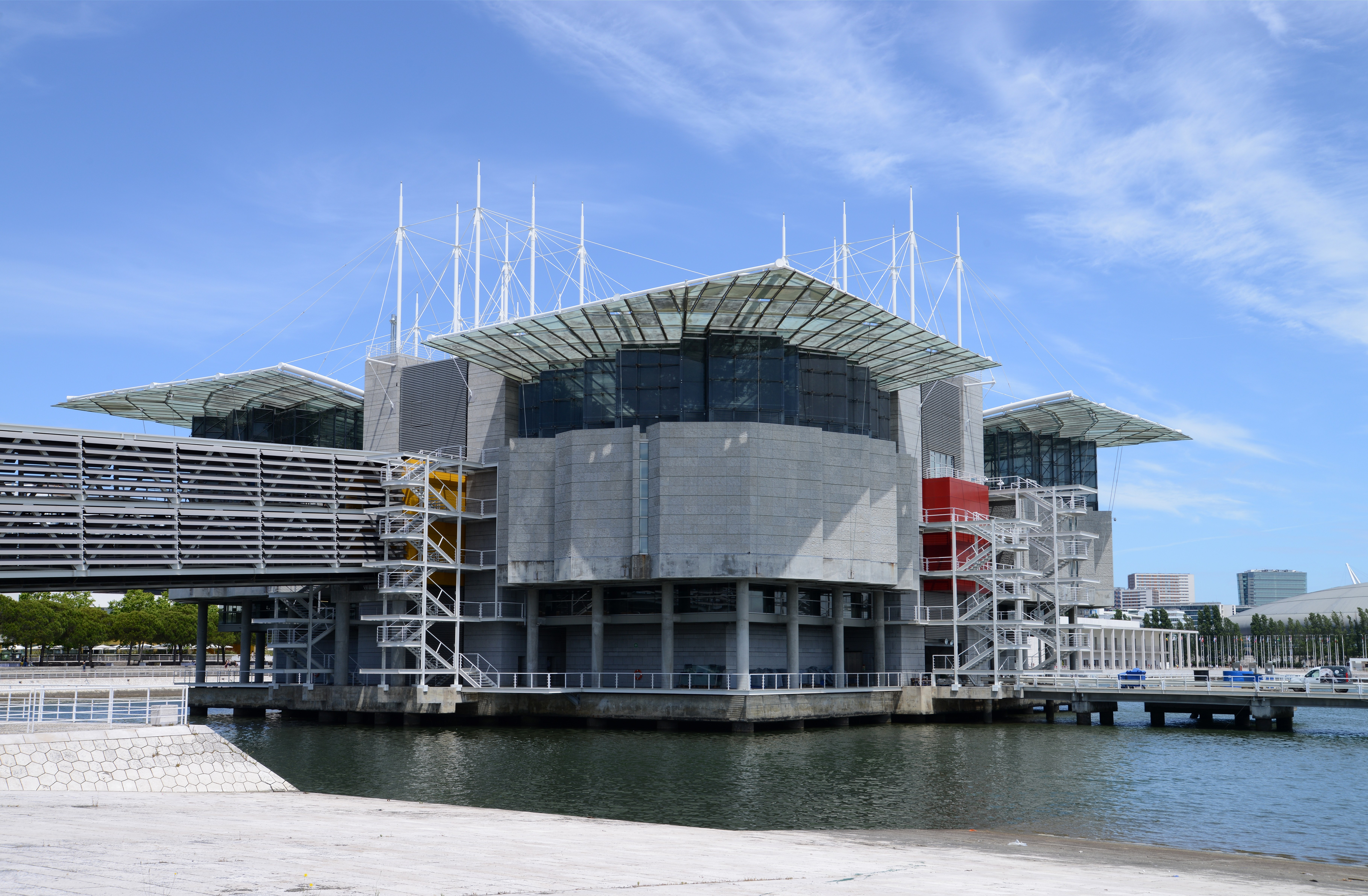
El Oceanário de Lisboa, el mayor acuario de Europa.

Portugal ha firmado diversos acuerdos con organizaciones científicas europeas llegando a ser miembro de pleno de dichas organizaciones. Entre estas se incluyen la Agencia Espacial Europea (ESA), el Organización Europea para la Investigación Nuclear (CERN), ITER, y el Observatorio Europeo del Sur (ESO). Portugal ha firmado acuerdos de cooperación con el MIT (Estados Unidos) y otras instituciones norteamericanas para incrementar la capacidad de desarrollo e incrementar la efectividad de investigación y educación superior portuguesa.
Portugal tiene el segundo acuario más grande de Europa, el Oceanário de Lisboa, y tiene también otras instituciones notables de exhibición y divulgación científica, como la agencia estatal Ciência Viva, un programa del Ministerio de Educación y Ciencia para promocionar la cultura científica y tecnológica entre la población portuguesa, el Museo Científico de la Universidad de Coímbra, el Museo Nacional de Historia Natural en la Universidad de Lisboa, y el Visionarium.
Con el surgimiento y crecimiento de los parques científicos en todo el mundo que han ayudado a crear miles de empresas científicas, tecnológicas y conocimiento, Portugal comenzó a crear diversos parques científicos en todo el país. Entre estos se incluyen el Taguspark (en Oeiras), el Coimbra iParque (en Coímbra), el Madeira Tecnopolo (en Funchal), el Sines Tecnopolo (en Sines), el Tecmaia (en Maia) y el Parkurbis (en Covillana). Las compañías ubicadas en los diversos parques científicos tienen la ventaja de una mayor cantidad de servicios desde ventajas financieras y legales a soporte publicitario y tecnológico.
De Portugal han salido múltiples científicos e inventores que han contribuido al desarrollo de las ciencias a nivel mundial. Es importante destacar los nombres, en este ámbito, de António Egas Moniz, inventor de la lobotomía y la angiografía y premio Nobel de Fisiología o Medicina en 1949 por el «descubrimiento del valor terapéutico de la lobotomía en determinadas psicosis»; así como de Jaime Filipe, ganador de diversos premios por algunos inventos como el elevador para sillas de ruedas. Otros inventores portugueses destacados incluyen a Amílcar Ventura, inventor del simulador de conducción para autoescuelas por el que consiguió la medalla de oro en el Salón de Ginebra y Maximiliano Augusto Herrmann, inventor del teléfono de pared en 1880.
Según el Índice mundial de innovación, a cargo de la Organización Mundial de la Propiedad Intelectual, en 2024, Portugal se ubicó en lugar 31 en innovación entre 133 países del mundo; en 2023, ocupó el lugar 30 y en 2022 el puesto 32.

### Gastronomía

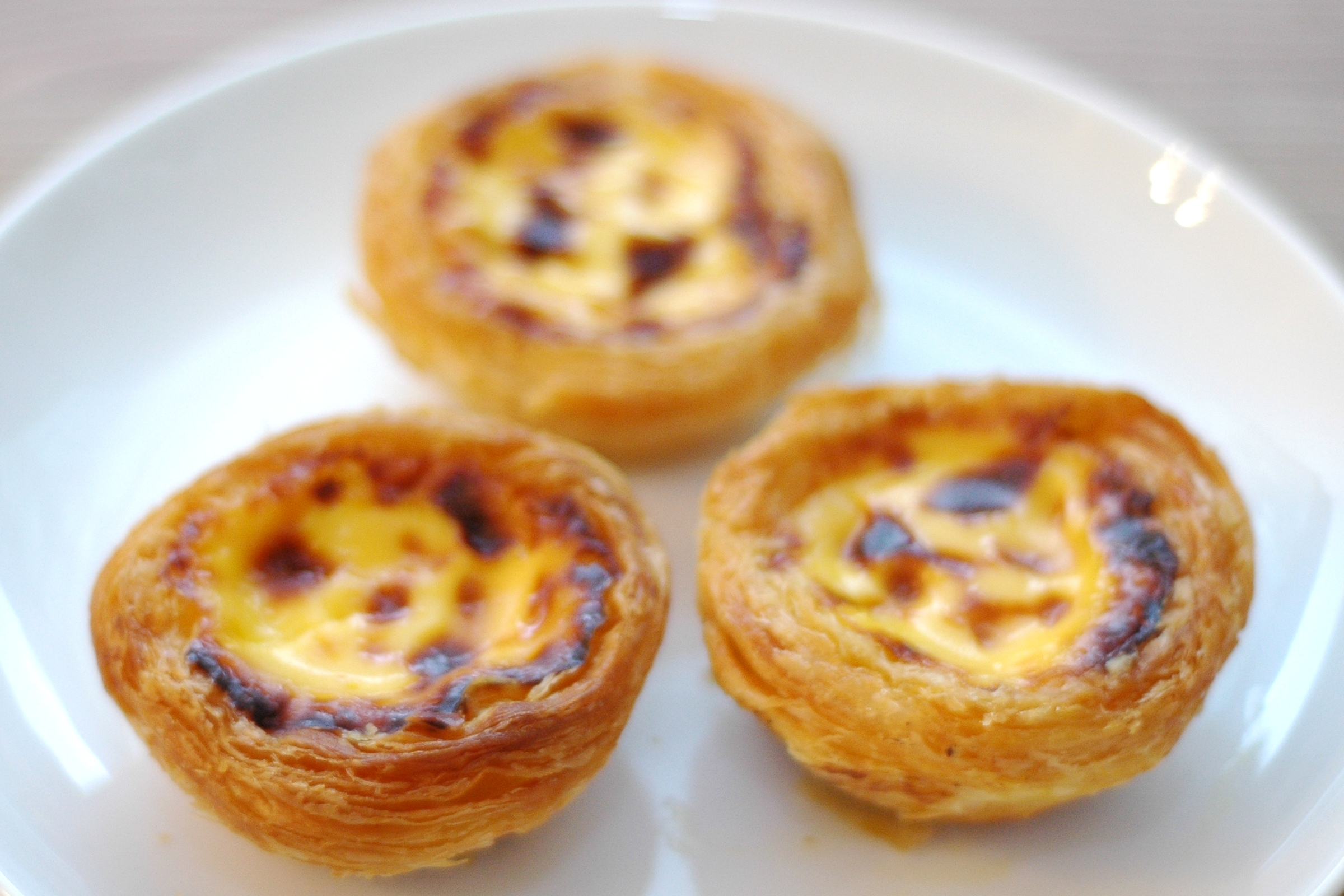
Pasteles de Belém.

La gastronomía es variada. Cada zona del país tiene su plato típico compuesto por diversas carnes (ternera, oveja, cerdo y las carnes blancas), por diferentes embutidos, tipos de pescados (sobre todo de bacalao) y de mariscos. Entre los quesos destacan el Serra da Estrela, el Azeitão y el São Jorge, entre muchos otros.
Portugal es un país fuertemente vinícola, y son célebres los vinos del Duero, del Alentejo y del Dão, los vinos verdes del Minho, y los vinos licorosos de Oporto y de Madeira. En cuanto a la repostería existen una enorme variedad de recetas tradicionales como los famosos pasteles de Belém, los huevos moles de Aveiro, el pastel de Tentúgal, la sericaia o el bizcocho de Ovar, así como muchos otros.
De entre los platos populares, destacan el cocido a la portuguesa, el «bacalao dorado», el «bacalao a la Gomes de Sá», las espetadas de Madeira, el «cocido volcánico» de las Azores, el «lechón asado a la Bairrada», los «Rojões» del Aveiro y del Minho, la chanfana de Beira, la carne de cerdo a la alentejana, el pescado asado (en todo el país), las tripas (de la región de Oporto), las «pataniscas de bacalao» y el gazpacho portugués. La cocina portuguesa ha influido otras gastronomías como la japonesa, con la introducción de la tempura.

### Arquitectura

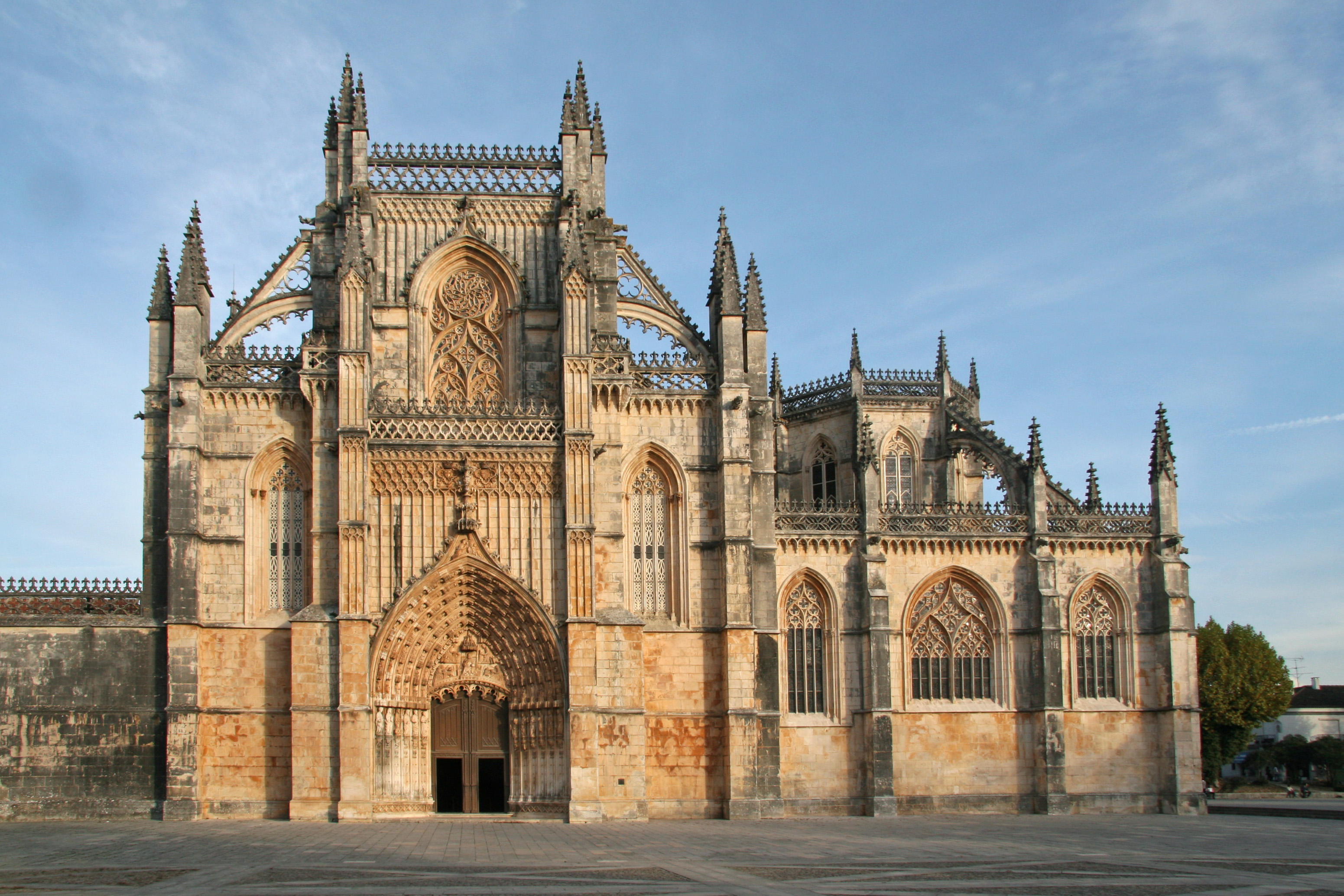
Gótico flamígero en el monasterio de Batalha: fachada de la iglesia (izquierda) y capilla del Fundador (derecha).

Los más antiguos ejemplos de arquitectura portuguesa se remontan a los primeros pobladores. Entre las abundantes evidencias de monumentos megalíticos en territorio luso cabe destacar el crómlech de los Almendros, uno de los más importantes de Europa. La llegada de los romanos trajo consigo su arquitectura y un buen ejemplo de ella es el templo romano de Évora, dedicado a la diosa Diana.
Tras la caída del Imperio romano, los visigodos también dejaron su impronta en la arquitectura, y buena muestra de ella es la capilla de San Fructuoso de Montelios. Durante el periodo de dominación musulmana (711-1249), éstos dejaron ejemplos de arte islámico en la mezquita de Mértola, actualmente una iglesia, y el Castelo dos Mouros en Sintra, entre muchos otros.

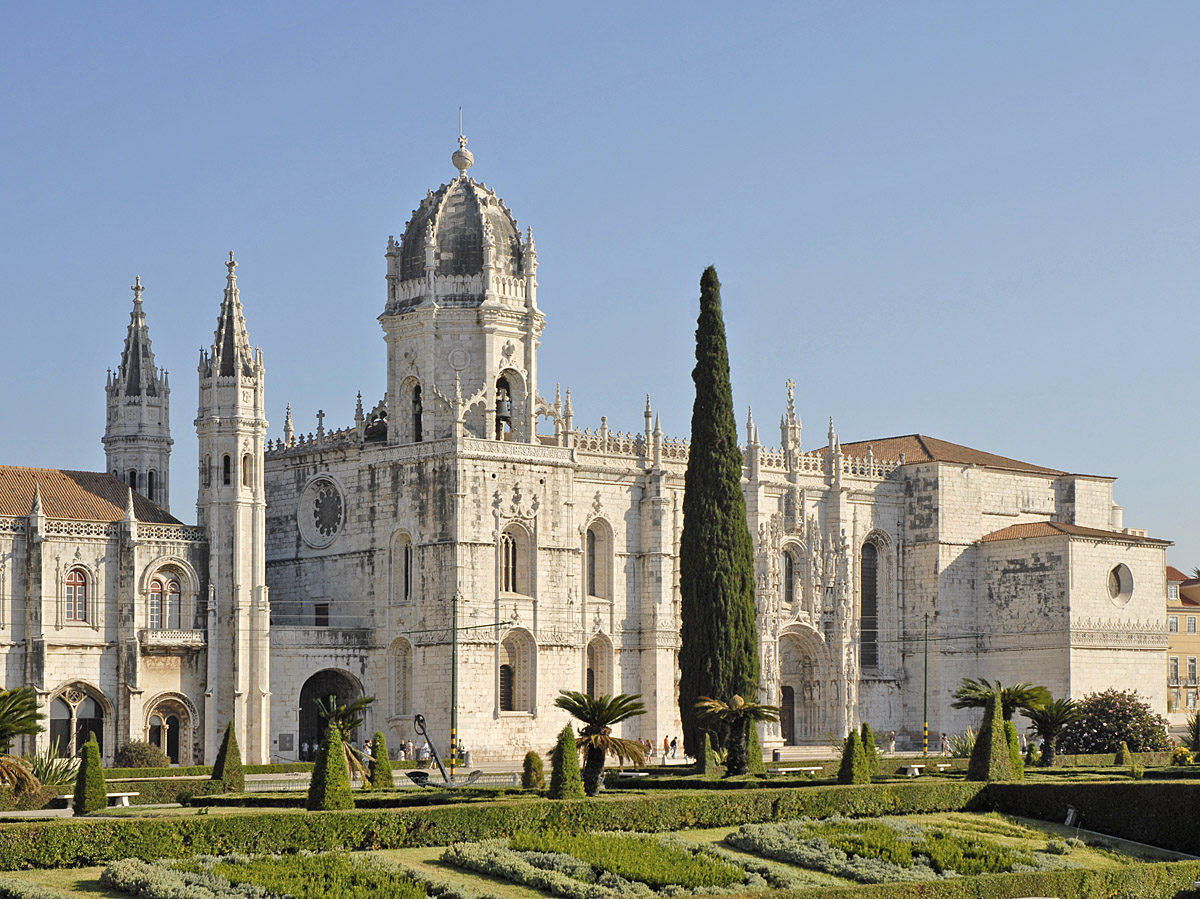
Monasterio de los Jerónimos en Lisboa, construido en estilo manuelino a principios del.

Tras un extenso periodo de estilo románico, con ejemplos hasta el siglo XVIII, en Portugal también se desarrolló el peculiar estilo manuelino, un estilo gótico tardío financiado por los descubrimientos y caracterizado por la profusión de elementos decorativos de inspiración marítima. De entre ellos, destaca el monasterio de los Jerónimos y la torre de Belém.
El terremoto de Lisboa de 1755 supuso un cambio en el urbanismo de Lisboa. El marqués de Pombal realizó grandes transformaciones en la capital lusa después de la catástrofe y a él se debe, entre otros, la construcción de la praça do Comércio, donde estaba antaño el palacio real. La tradición popular marcó la arquitectura de los años 1950, que fue conocido como «estilo Portugués Suave» y que prevaleció hasta el final del Salazarismo.
La arquitectura contemporánea portuguesa aúna las tradiciones con la intención de innovar desarrollada durante varias generaciones desde mediados del siglo XX hasta la actualidad. Álvaro Siza (premio Pritzker 1992), Fernando Távora, Eduardo Souto de Moura (premio Pritzker 2011), Raul Hestnes Ferreira, Rui Jervis Atouguia, Jorge Ferreira Chaves, Francisco Conceição Silva, Francisco Keil do Amaral, Cassiano Branco, Pancho Guedes, Francisco Castro Rodrigues, Manuel Tainha, Vítor Figueiredo, Gonçalo Byrne y Tomás Taveira son algunos de los más notables arquitectos portugueses de la época contemporánea.

### Pintura, escultura y fotografía

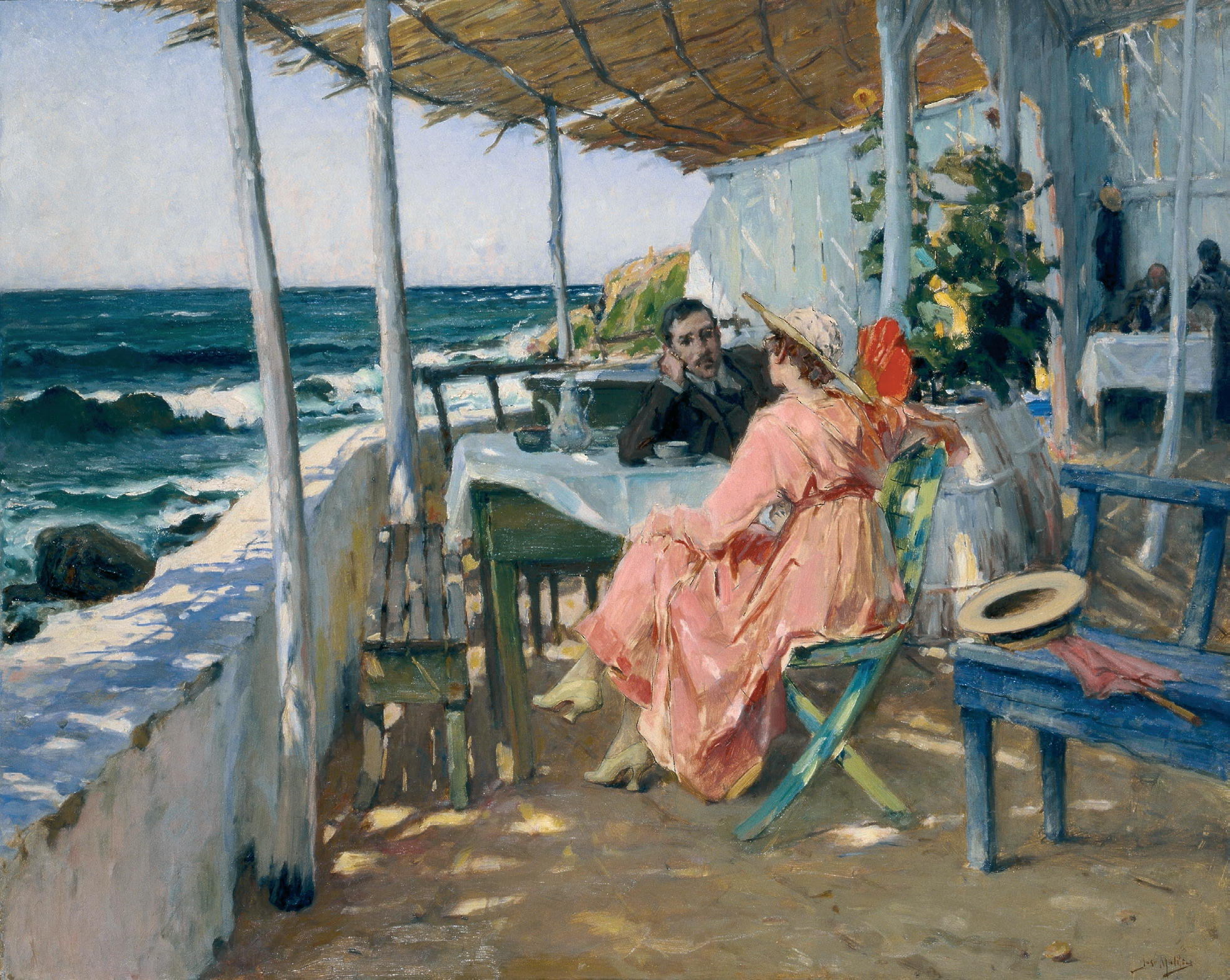
Praia das maçãs, del autor portugués José Malhoa.

Portugal también goza de un rico legado en lo que a pintura se refiere. Los primeros pintores lusos de los que se conoce el nombre se remontan al siglo XV, como Nuno Gonçalves, representante del periodo de pintura gótica. José Malhoa, conocido por su trabajo Fado, y Columbano Bordalo Pinheiro (quien pintó los retratos de Teófilo Braga y Antero de Quental) son dos referentes de la pintura naturalista.
En el siglo XX se vio la llegada del modernismo y, junto a él, la de los pintores portugueses de mayor renombre: como Amadeo de Souza-Cardoso, quien fue fuertemente influenciado por los pintores franceses, particularmente por Robert Delaunay. Entre sus trabajos más conocidos destaca Canção Popular a Russa e o Fígaro. Otro gran pintor y escritor modernista fue Almada Negreiros, amigo del poeta Fernando Pessoa, a quien retrató. Almada Negreiros también estuvo profundamente influenciado tanto por el cubismo como por el futurismo. Entre los personajes importantes dentro las artes visuales actuales están pintores como Vieira da Silva, Júlio Pomar y Paula Rego.
Dentro de la escultura son destacables los nombres de Jorge Vieira, que trabajó sobre todo la madera; Alberto Carneiro, el «inventor de objetos»; Rui Chafes, trabajador del hierro y João Cutileiro y Francisco Simões, que realizan su trabajo en mármoles de diversos colores.
En cuanto a la fotografía artística, cabe destacar los nombres de Joshua Benoliel, primer reportero fotográfico que dejó una gran colección de imágenes de los últimos años de la monarquía, la llegada de la República y el inicio de la Primera Guerra Mundial. Actualmente, destacan los nombres de Helena Almeida y Jorge Molder, entre otros.

#### Idioma

La lusosfera.

El idioma oficial de Portugal es el portugués según el artículo 11 de la Constitución portuguesa, y lo es desde que el rey Dionisio I de Portugal lo adoptara en 1290 por decreto. Con más de 210 millones de hablantes nativos es la quinta lengua más hablada del mundo y la tercera más hablada en el mundo occidental. Como legado del dominio portugués, es también la lengua oficial en Brasil, Angola, Mozambique, Cabo Verde, Santo Tomé y Príncipe, Guinea-Bisáu, Timor Oriental, y Macao, además de ser hablada en la antigua India portuguesa (Goa, Damão, Diu y Dadra y Nagar Haveli). También tiene estatus de lengua oficial en la Unión Europea, la UNASUR, el Mercosur y la Unión Africana.
La lengua portuguesa es una lengua romance, como el italiano, el francés, el rumano y el romanche, entre otros, del grupo iberorromance, como el español, el catalán y el gallego, idioma este último con el cual tiene muchas similitudes. Al portugués también se le conoce como la «lengua de Camões» (debido a Luis de Camões, autor de Os Lusíadas), «la última flor del Lacio», expresión usada en el soneto Língua Portuguesa de Olavo Bilac y también la «dulce lengua» por parte de Miguel de Cervantes.

También está reconocida y protegida oficialmente la lengua de signos, por el artículo 74 de la Constitución portuguesa. El mirandés, que está protegido oficialmente en el municipio de Miranda de Duero, tiene su origen en el asturleonés y se enseña como segunda lengua en las escuelas del municipio de Miranda de Duero y parte del municipio de Vimioso. Su uso está bastante restringido aunque hay acciones que garantizan los derechos lingüísticos de su comunidad de hablantes.

#### Religión
La Constitución portuguesa garantiza la libertad religiosa y la igualdad entre religiones. No obstante, existe un concordato que privilegia a la Iglesia católica en varias dimensiones de la vida social, tal es el caso de algunas ceremonias oficiales públicas como las inauguraciones oficiales del Estado en las que hay presencia de un representante de la Iglesia católica. Sin embargo, las creencias religiosas de los políticos electos son consideradas como algo irrelevante para los electores. Prueba de esto es que los dos anteriores presidentes de la República (Mário Soares y Jorge Sampaio) eran personas abiertamente laicas.

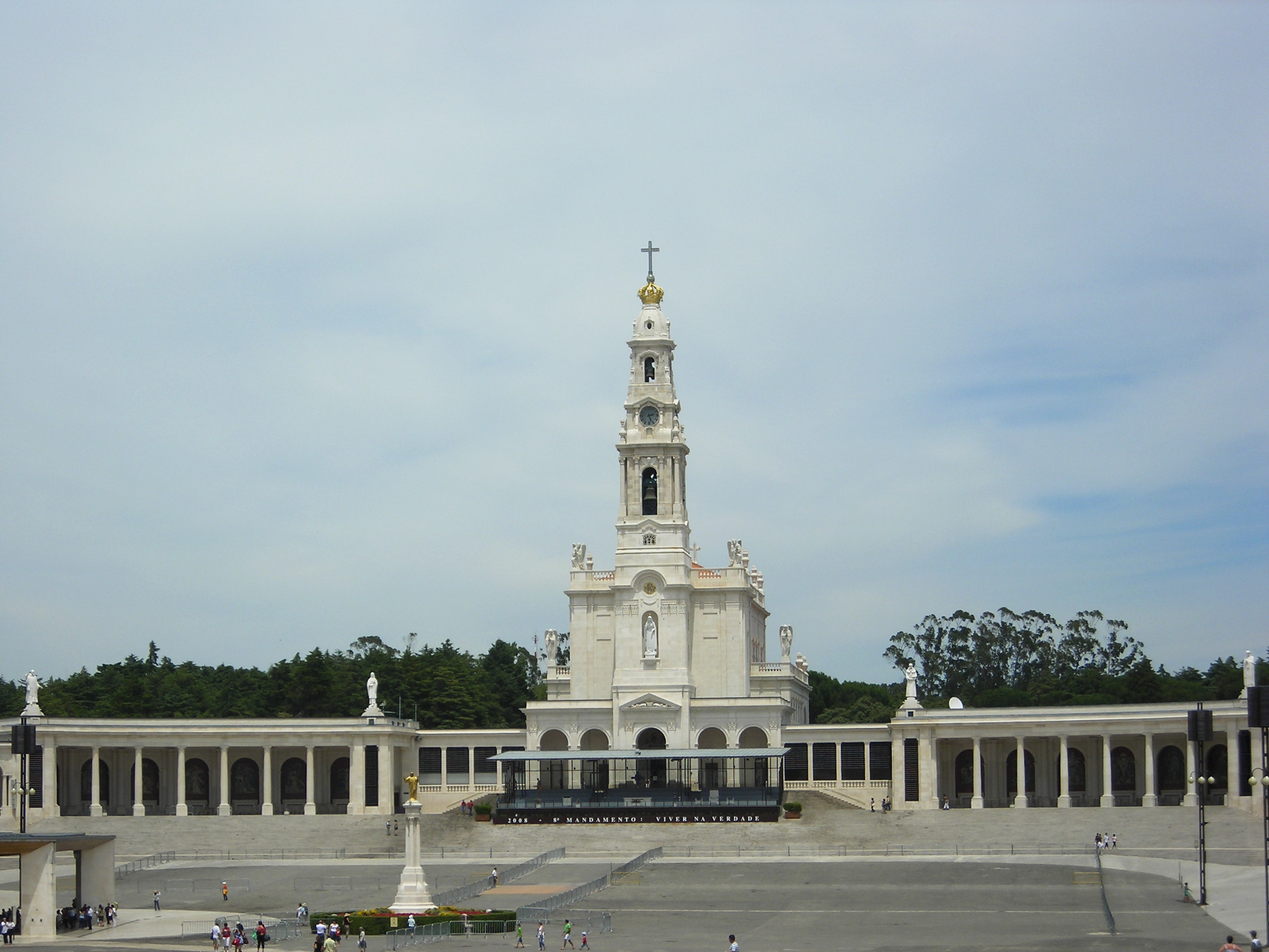
El Santuario de Nuestra Señora de Fátima en la Cova da Iria, Fátima.

La mayoría de los portugueses (el 84.6 % de la población total, según los resultados oficiales del censo de 2001), se inscriben en la tradición católica. En cuanto a la práctica dominical del catolicismo, según un estudio del mismo año realizado por la propia Iglesia católica en Portugal, hay 1 933 677 católicos practicantes (el 18.7 % de la población total) y el número de personas que comulgan es de 1 065 036 (el 10.3 % de la población total). Cerca de la mitad de los matrimonios son católicos aunque se permiten los matrimonios entre personas del mismo sexo y el divorcio según establece el Código Civil portugués, a pesar de que el Derecho Canónico no prevé estas figuras. Existen veinte diócesis en Portugal, agrupadas en tres distritos eclesiásticos: Braga, Lisboa y Évora.

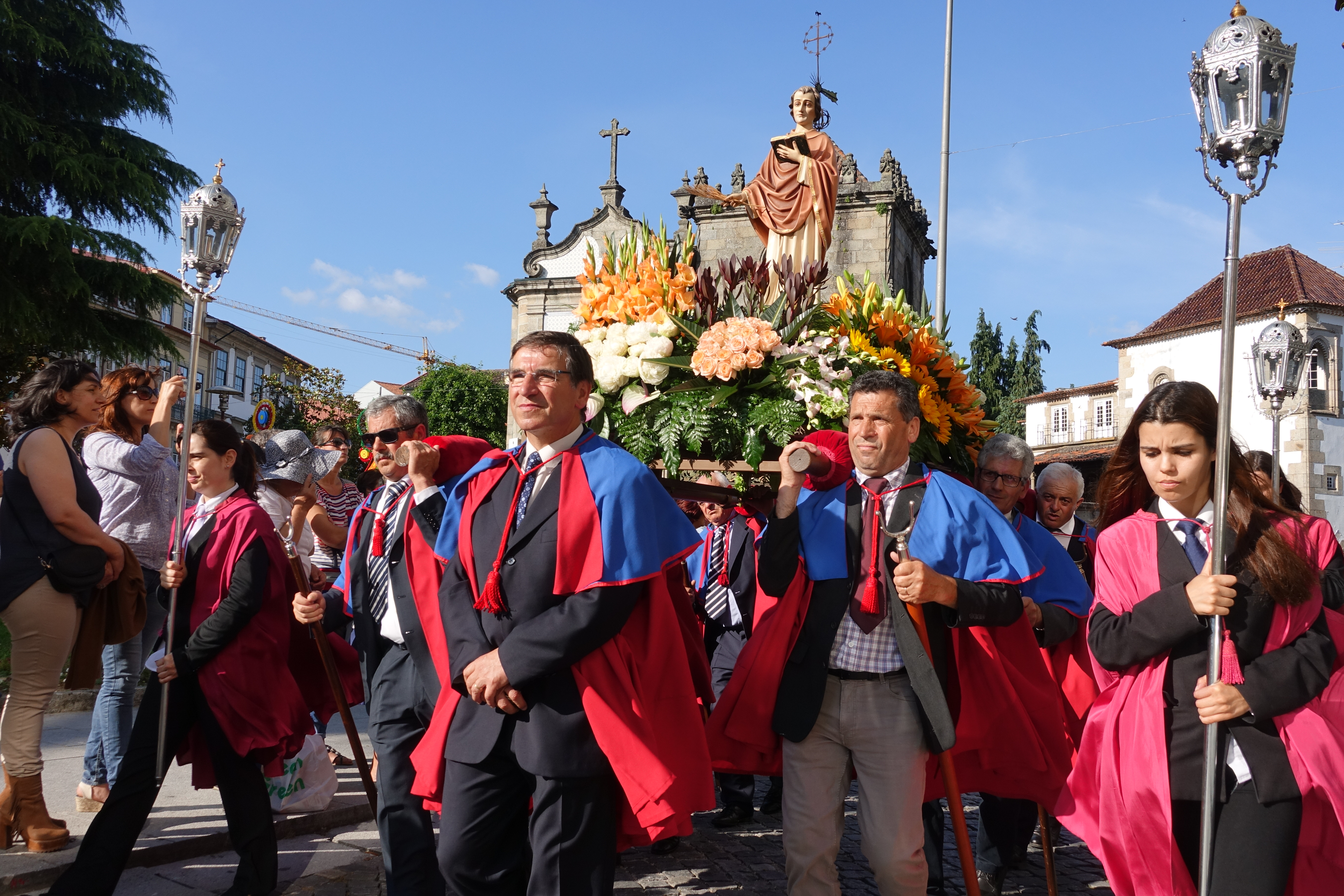
Procesión tradicional portuguesa.

El protestantismo en Portugal tiene varias denominaciones y provienen mayoritariamente de cultos con inspiración evangélica neopentecostal (por ejemplo, las Asambleas de Dios en Portugal y la Iglesia Maná) o de inmigración brasileña, por ejemplo, la Iglesia Universal del Reino de Dios.
Los Testigos de Jehová cuentan con cerca de cincuenta mil fieles en Portugal, distribuidos en cerca de seiscientas cincuenta congregaciones. La religión está presente en el país desde 1925 y fue prohibida oficialmente entre 1961 y 1974, período en el que operó en la clandestinidad. En diciembre de 1974, la Asociación de Testigos de Jehová fue reconocida legalmente y hoy en día tiene su sede en Alcabideche.
La comunidad judía en Portugal ha conseguido mantenerse hasta la actualidad, a pesar de la orden de expulsión de los judíos el 5 de diciembre de 1496 por decreto de Manuel I, lo que obligó a muchos a elegir entre las conversiones forzadas o la efectiva expulsión del país, o la cárcel y las consecuentes penas dictadas por la Inquisición portuguesa que, por este motivo, fue una de las más activas de Europa. La forma en que el culto se desarrolló en Belmonte es uno de los ejemplos de la perseverancia de los judíos como unidad en Portugal. En 1506, en Lisboa se produjo una masacre de judíos en la que perdieron la vida entre dos mil y cuatro mil personas y fue una de las más violentas de la época en Europa.[cita requerida] Existen también minorías islámicas (quince mil personas) e hindúes que son, en su mayoría, descendientes de inmigrantes, así como focos puntuales de budistas, gnósticos y espiritistas.

#### Medios de comunicación
Portugal tiene una de las mayores tasas de uso de telefonía móvil en el mundo, pues el número de teléfonos móviles ha superado a la población total (en 2011 el número de teléfonos móviles era de 13.1 millones). Esta red también tiene conexiones inalámbricas a Internet móvil y alcanza a todo el territorio. A finales del tercer trimestre de 2011 en Portugal había cerca de 2.6 millones de usuarios con acceso a internet de banda ancha móvil y cerca de 2.2 millones de usuarios de banda ancha fija.

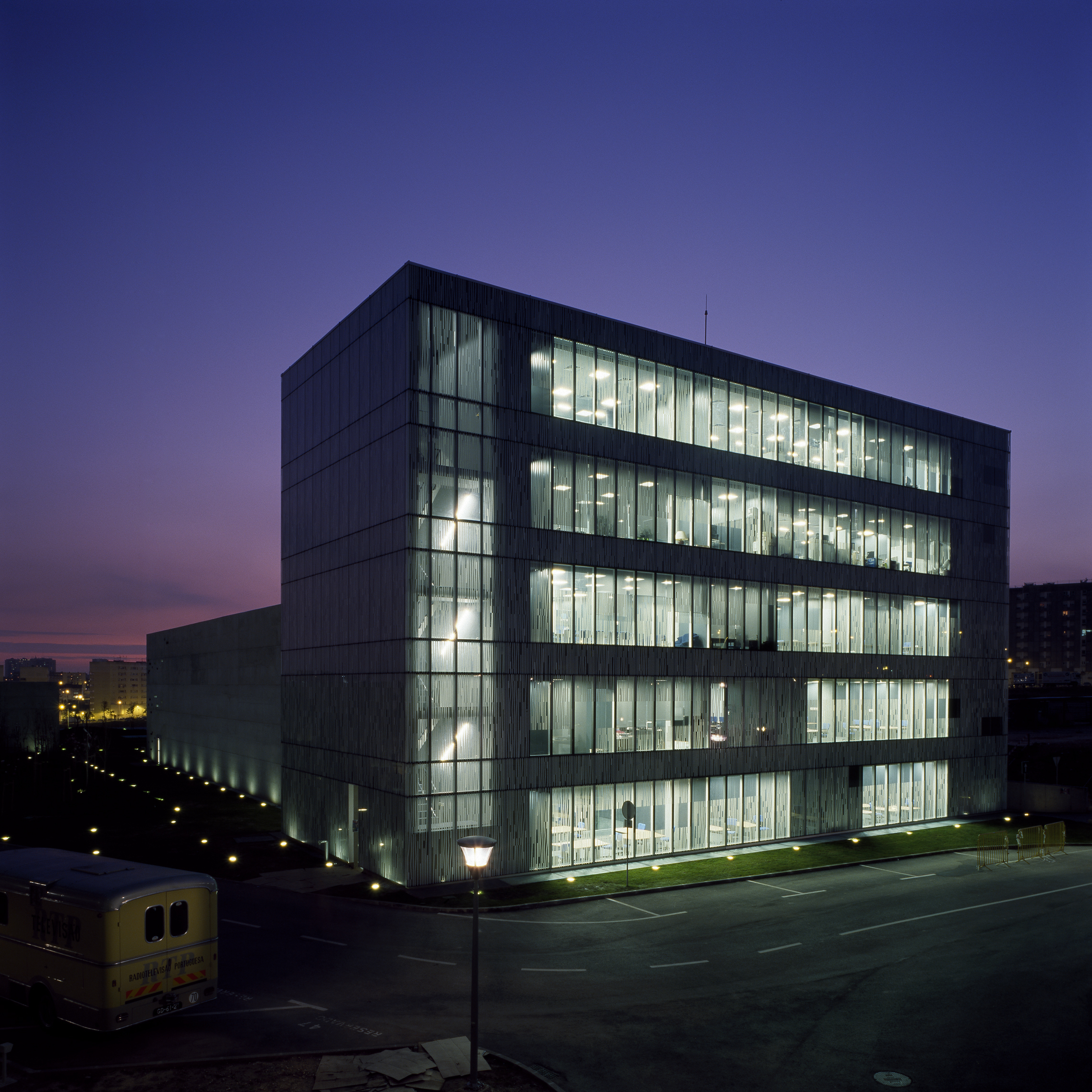
Centro de Producción de la Radio y Televisión de Portugal (RTP) en Chelas, inaugurado en 2007.

La mayoría de los portugueses tiene acceso a la televisión por cable de pago. A finales del primer trimestre de 2008, los consumidores de servicios de TV por cable o satélite (DTH) eran el 36.2 % de los hogares. La penetración de este servicio es superior a la media en las regiones autónomas de Azores y Madeira.
Por iniciativa gubernamental, se constituyó la Radio y Televisión de Portugal (RTP) el 15 de diciembre de 1955. En 1975 la empresa se nacionalizó y se convirtió primero en la empresa pública Radiotelevisión Portuguesa y más tarde Radio y Televisión de Portugal. A finales de siglo, el Estado concedió permisos para la creación de dos emisoras de televisión: Sociedade Independente de Comunicação en 1992 y Televisão Independente en 1993. Actualmente, estos son los únicos cuatro canales con señal en abierto en Portugal pero existen además dos canales regionales: RTP Azores (1975) y RTP Madeira (1972). La Radio y Televisión de Portugal (RTP) tiene también tres emisoras de radio: Antena 1, Antena 2 y Antena 3. Además, existen tres emisoras privadas, de las cuales las más antiguas y conocidas son Rádio Renascença, Rádio Comercial y Rádio Clube Português.
El diario Açoriano Oriental se fundó el 18 de abril de 1835 y es considerado el más antiguo de Portugal y de los diez más antiguos del mundo. Con el paso del tiempo han ido surgiendo varios periódicos, de los que se pueden destacar O Século, Diário de Notícias y Jornal de Notícias. En Portugal, existen varias revistas en los kioscos sobre las más variadas temáticas. Sin embargo, las que más lectores tienen son las que tratan sobre la crónica social, como Nova Gente, Caras, Lux, VIP y Flash, que también son las más vendidas.

### Deporte

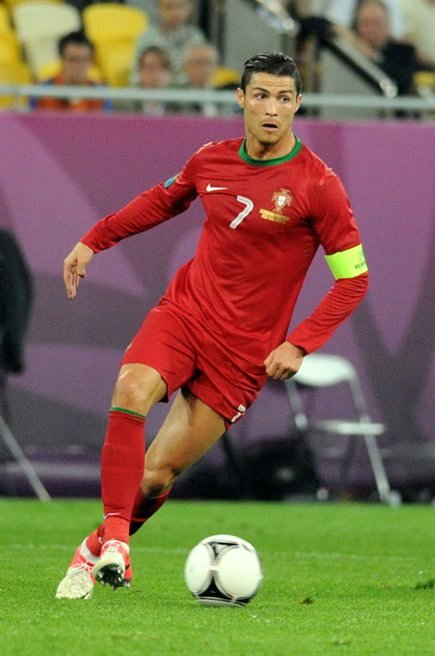
Cristiano Ronaldo, capitán de la selección de fútbol de Portugal.

El fútbol es el deporte más conocido y el más practicado en Portugal. Eusébio da Silva Ferreira es aún un gran símbolo de la historia del fútbol portugués, en la que también destacan otros nombres más recientes como Paulo Futre, Luís Figo, Vítor Baía, Rui Costa, João Vieira Pinto, Fernando Couto, Simão Sabrosa, Pedro Pauleta o Cristiano Ronaldo. Los principales clubes de Portugal son el Benfica, el FC Oporto, y el Sporting. Portugal es considerada, según la clasificación de la FIFA a día 1 de junio de 2017, la 8.ª mejor selección de fútbol. La selección lusa alcanzó un 3.er puesto en el Mundial de fútbol de 1966 y un 4.º en el de 2006. A nivel europeo, cabe destacar su primer puesto en la Eurocopa 2016 disputada en Francia y su primer puesto en la Liga de las Naciones 2018-19 en donde fue el anfitrión.
Portugal también destaca en el hockey sobre patines pues posee quince campeonatos mundiales, veinte europeos y quince Copa de las Naciones de Montreux, entre otros. Asimismo, Portugal ha acogido una carrera del Gran Premio de Fórmula 1; el Gran Premio de Portugal, que se celebró entre 1958 y 1960 y nuevamente entre 1984 y 1996 en el circuito de Estoril. Actualmente, el circuito es sede del Gran Premio de Portugal del Campeonato del Mundo de Motociclismo.
Otras modalidades deportivas en las que el país sobresale a nivel internacional son, además del fútbol, el rugby, la vela, la hípica, el judo, el ciclismo, el esgrima, el atletismo y el tiro con arco. Portugal ha participado en todos los Juegos Olímpicos desde los Juegos Olímpicos de Estocolmo 1912, y ha ganado cuatro medallas de oro en atletismo (Carlos Lópes, en los Juegos Olímpicos de Los Ángeles 1984, Rosa Mota en los Juegos Olímpicos de Seúl 1988, Fernanda Ribeiro en los Juegos Olímpicos de Atlanta 1996 y Nelson Évora en los Juegos Olímpicos de Pekín 2008) y numerosas medallas de plata y bronce en otros deportes.